# Kalendarium inwazji Rosji na Ukrainę – maj 2023
| 2022        | 2023        | 2024        | 2025        |
| ----------- | ----------- | ----------- | ----------- |
| –           | styczeń     | styczeń     | styczeń     |
| luty        | luty        | luty        | luty        |
| marzec      | marzec      | marzec      | marzec      |
| kwiecień    | kwiecień    | kwiecień    | kwiecień    |
| maj         | maj         | maj         | maj         |
| czerwiec    | czerwiec    | czerwiec    | czerwiec    |
| lipiec      | lipiec      | lipiec      | lipiec      |
| sierpień    | sierpień    | sierpień    | sierpień    |
| wrzesień    | wrzesień    | wrzesień    | wrzesień    |
| październik | październik | październik | październik |
| listopad    | listopad    | listopad    | listopad    |
| grudzień    | grudzień    | grudzień    | grudzień    |

## Maj 2023

### 1 maja

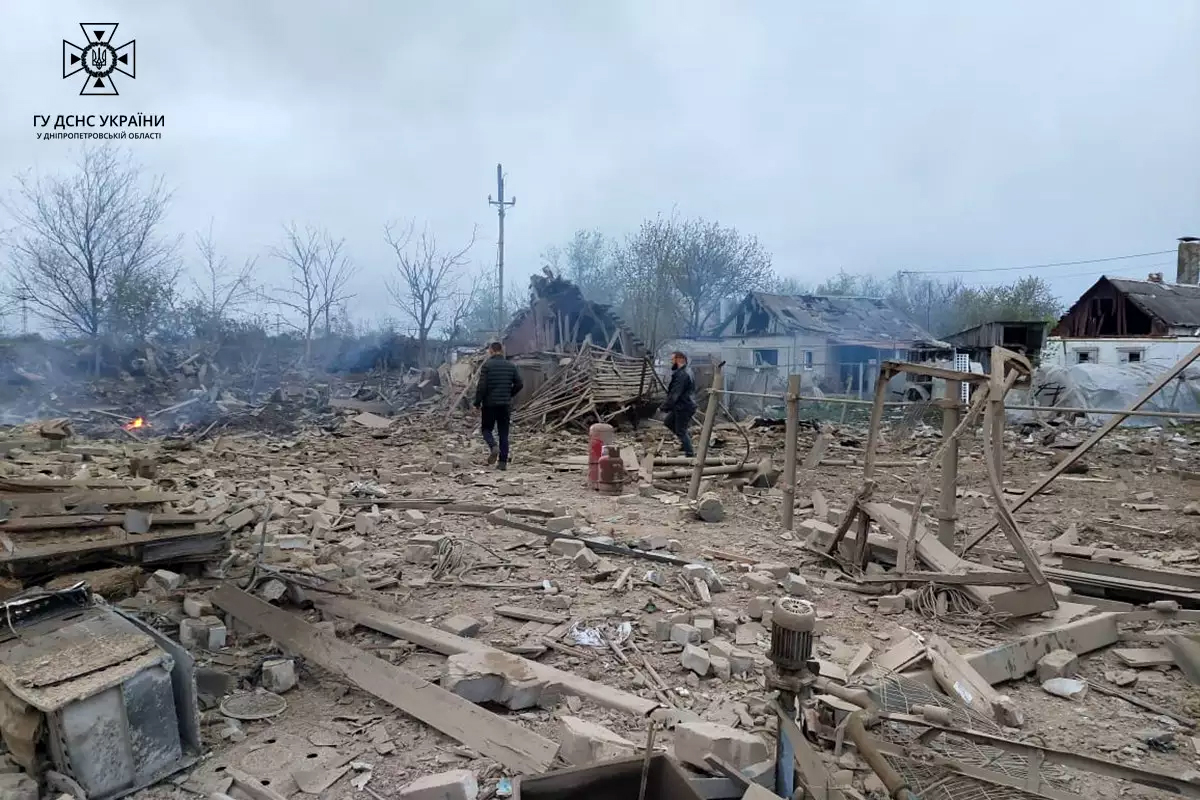
Zniszczenia w mieście Pawłohrad po nocnych rosyjskich atakach rakietowych. Dwie osoby zginęły, a 40 zostało rannych. Ponadto zostały uszkodzone 24 wieżowce, 80 domów prywatnych, dziewięć placówek oświatowych, pięć sklepów i fabryka chemiczna.

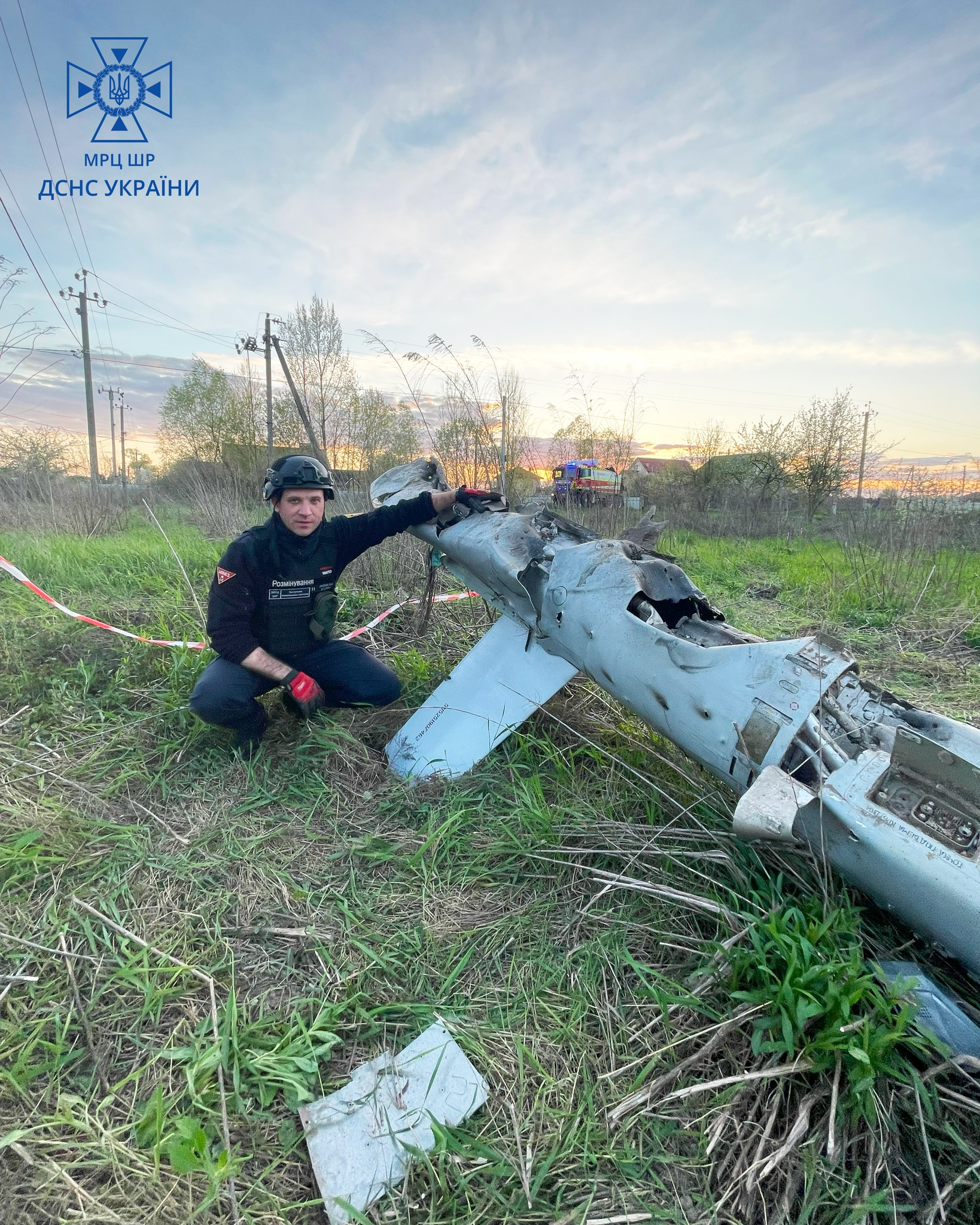
Pozostałości rosyjskiego pocisku manewrującego Ch-55 znalezione w obwodzie kijowskim.

Sztab Generalny Ukrainy poinformował, że Rosja koncentrowała się na atakach w kierunkach Łymanu, Bachmutu, Awdijiwki i Marjinki (najcięższe walki trwały w Bachmucie i Marjince), gdzie siły ukraińskie odparły 41 ataków. W kierunku łymańskim siły rosyjskie prowadziły nieudane ataki w okolicy Nowoseliwśkego i Biłogoriwki. W kierunku bachmuckim kontynuowano walki o Bachmut i prowadzono nieudane ataki w kierunku Predteczyny. W kierunkach awdijiwskim i marjińskim Rosjanie prowadzili bezskuteczne ataki w pobliżu Siewiernego, Perwomajskiego i Marjinki. W ciągu doby armia rosyjska przeprowadziła 19 ataków rakietowych (z czego 15 pocisków Ch-101/Ch-555 zostało zestrzelonych), 17 nalotów i 25 ostrzałów z systemów rakietowych (odnotowano zabitych i rannych wśród cywilów oraz zniszczoną infrastrukturę). Lotnictwo ukraińskie dokonało 10 nalotów na miejsca koncentracji wojsk i przeciwlotnicze systemy rakietowe, natomiast artyleria uderzyła w punkt kontrolny, sześć miejsc koncentracji, dwa magazyny amunicji oraz magazyn paliwa i smarów. Ponadto władze rosyjskie wzmacniały reżim policyjny na terytorium obwodu zaporoskiego, m.in. w Dorożniance, Reszetyliwce, Konstantynówce i Czumackim Rosjanie zabronili wjazdu ludności cywilnej bez lokalnej rejestracji. W Hornostajiwce występowały znaczne problemy z łączem komórkowym rosyjskich operatorów, co lokalne władze okupacyjne tłumaczyły jako skutki klęski zadanej przez SZ Ukrainy. W ciągu doby Rosjanie ostrzelali region Chersonia 71 razy za pomocą czołgów, samolotów i ciężkiej artylerii.
Według dowódcy wojsk lądowych Ołeksandra Syrskiego, w wyniku ukraińskich kontrataków wojska rosyjskie wycofały się z niektórych pozycji w Bachmucie, jednak sytuacja w mieście pozostawała „trudna”. Rzecznik Wschodniego Zgrupowania pułkownik Serhij Czerewaty oświadczył, że „na kierunku bachmuckim walczy przeciw nam 25,6 tys. żołnierzy, 65 czołgów, 450 transporterów opancerzonych, 154 armaty i 56 systemów rakietowych. To więcej, niż liczy armia Czech czy Węgier”. Według Czerewatego każdego dnia Rosjanie tracili w Bachmucie i okolicach ok. 100 żołnierzy. Z kolei rzecznik Rady Bezpieczeństwa Narodowego John Kirby powiedział, że według szacunków USA Rosjanie ponieśli 100 tys. ofiar, w tym ponad 20 tys. zabitych, podczas samej bitwy o Bachmut od grudnia 2022 roku. Stwierdził też, że połowa tych strat pochodziła od Grupy Wagnera.
Gubernator Aleksandr Bogomaz poinformował, że w obwodzie briańskim, graniczącym z Ukrainą, po zdetonowaniu ładunku wybuchowego wzdłuż linii kolejowej Briańsk–Uniecza, doszło do wykolejenia się pociągu towarowego, przewożącego ropę naftową i produkty drzewne. Według doniesień wykoleiło się siedem wagonów, a incydent był spowodowany „interwencją osób z zewnątrz”.
Minister obrony Ołeksij Reznikow oświadczył, że przygotowania do ukraińskiej kontrofensywy są na ostatniej prostej, stwierdzając, „że wszystko jest gotowe, a później to już zależy od decyzji i oceny sytuacji na polu bitwy ze strony Sztabu Generalnego; naczelny dowódca i jego zespół będą wiedzieć jak, gdzie i kiedy”.
Rosja poinformowała o odwołaniu generała pułkownika Michaiła Mizincewa ze stanowiska wiceministra obrony ds. logistyki. Brytyjskie Ministerstwo Obrony podało, że dymisja Mizincewa podkreśliła, że problemy logistyczne pozostawały w centrum zmagań Rosji na Ukrainie. Zdaniem Ministerstwa „Rosja nie miała wystarczającej ilości amunicji, aby osiągnąć sukces w ofensywie. Niedobór amunicji napędzał wewnętrzne podziały, głównie między rosyjskim Ministerstwem Obrony a Grupą Wagnera. Rosja nadal nadawała najwyższy priorytet mobilizacji swojego przemysłu obronnego, ale nie był on w stanie sprostać wymaganiom czasu wojny”. Institute for the Study of War (ISW) poinformował, że generała Mizincewa zastąpił generał pułkownik Aleksiej Kuzmenkow. Tymczasem siły rosyjskie przeprowadziły ataki wzdłuż linii Swatowe–Kreminna oraz kontynuowały ataki w okolicach Bachmutu oraz na linii Awdijiwka–Donieck. Ukraińscy urzędnicy twierdzili, że Grupa Wagnera i inne siły rosyjskie walczyły o utrzymanie tempa ataków w Bachmucie. Z kolei źródła rosyjskie podały, że siły ukraińskie przeprowadzały naloty przez rzekę Dniepr. Ponadto rosyjscy urzędnicy i władze okupacyjne kontynuowały integrację zajętych terenów z rosyjskim systemem społeczno-gospodarczym.

### 2 maja

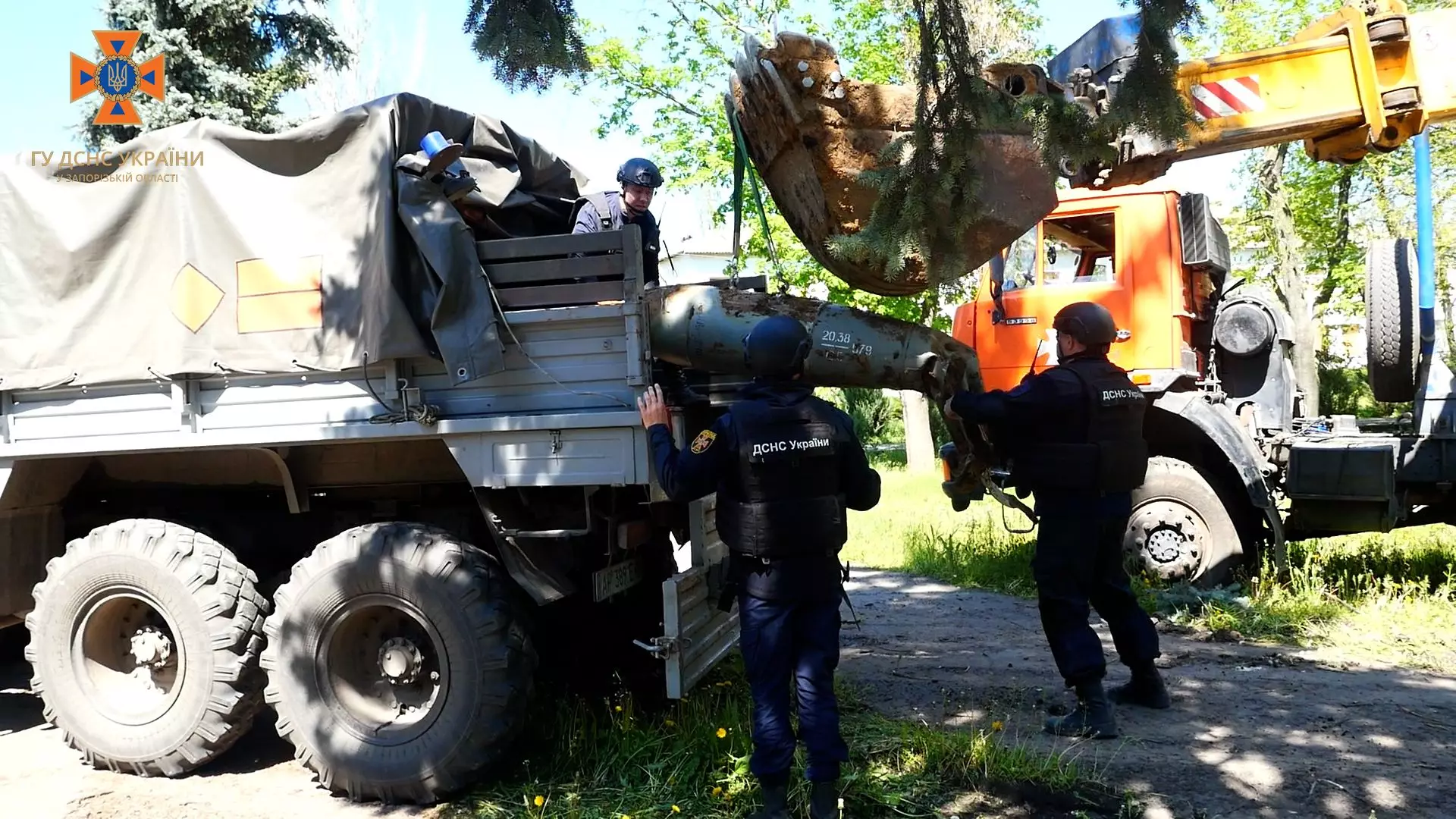
Państwowa Służba Ratunkowa Ukrainy usuwa niewybuch rosyjskiej bomby lotniczej FAB-500 zrzuconej w obwodzie zaporoskim.

Według SG Ukrainy wojska rosyjskie skupiały się na atakach w kierunkach Łymanu, Bachmutu, Awdijiwki Marjinki (najcięższe walki toczyły się w Bachmucie i Marjince), gdzie odparto ponad 30 ataków. W kierunku łymańskim Rosjanie prowadzili nieudane ataki w okolicy Dibrowej. W kierunku bachmuckim trwały walki o Bachmut i przeprowadzono bezskuteczne ataki w kierunku Iwaniwskiego i Predteczyny. W kierunkach awdijiwskim i marjińskim prowadzono nieudane ataki w rejonie Perwomajskiego i Marjinki. W ciągu 24h Rosja przeprowadziła trzy ataki rakietowe, 39 nalotów i 63 ostrzały na pozycje ukraińskie i tereny zaludnione. Ukraińskie lotnictwo dokonało ośmiu nalotów na miejsca koncentracji żołnierzy, a artyleria zaatakowała stanowisko dowodzenia, 12 miejsc koncentracji, cztery składy amunicji i stanowisko przeciwlotnicze. Sztab podał także, że Rosjanie kontynuowali przymusową paszportyzację ludności obwodu chersońskiego; aby przyspieszyć ten proces, przeprowadzano demonstracyjne naloty mające na celu zastraszenie miejscowej ludności ewentualną deportacją i konfiskatą mienia. W godzinach nocnych siły rosyjskie przeprowadziły atak za pomoc dronów Shahed 136 z obwodu briańskiego i wschodniego wybrzeża Morza Azowskiego. Według strony ukraińskiej obrona przeciwlotnicza zestrzeliła 21 z 26 dronów, w tym nad Kijowem wszystkie. Według doniesień w Dnieprze zaatakowano budynek administracyjny, a w obwodzie kirowohradzkim trzy drony trafiły w bazę paliwową. Rosjanie ostrzelali Chersoń, w wyniku czego trzy osoby zginęły, a pięć zostało rannych. Zaatakowano również Kizomys i Weleteńsko pod miastem; jedna osoba zginęła, kilka zostało rannych.
Gubernator Aleksandr Bogomaz oświadczył, że w wyniku eksplozji w obwodzie briańskim (w pobliżu granicy z Ukrainą) wykoleił się kolejny pociąg towarowy. Według urzędników z powodu „nielegalnej ingerencji postronnych osób w działanie transportu kolejowego” doszło do wykolejenia lokomotywy i ok. dwudziestu wagonów.
Rada Najwyższa Ukrainy przedłużyła stan wojenny o kolejne 90 dni. Brytyjskie MON poinformowało, że rosyjskie ataki rakietowe (z 28 kwietnia i 1 maja) wskazywały, że Rosja mogła zmienić swoje cele, ponieważ naloty były wymierzone w infrastrukturę wojskową, przemysłową i logistyczną, a nie jak wcześniej, w sieć energetyczną. W obu atakach użyto mniejszej liczby rakiet, co prawdopodobnie wynikało z faktu, że Rosja nadal próbowała odbudować zapasy pocisków manewrujących. W opinii ISW rosyjskie reakcje na rzekomy atak na dowódcę Sił Obrony Terytorialnej Ukrainy, generała Ihora Tantszurę, sugerowały, że rosyjscy ultranacjonaliści próbowali wrabiać wszelkie rosyjskie operacje w opóźnianie ukraińskich działań kontrofensywnych. Państwa członkowskie ONZ, w tym kluczowi rosyjscy partnerzy, tacy jak Chiny, Indie i Brazylia, przegłosowały przyjęcie rezolucji uznającej Rosję za agresora w wojnie na Ukrainie. Tymczasem siły rosyjskie przeprowadziły ograniczone ataki na linię Kupiańsk–Swatowe–Kreminna oraz osiągnęły marginalne zdobycze w pobliżu Bachmutu, ale bez postępów w samym mieście. Rosjanie kontynuowali także ograniczone ataki wzdłuż linii Awdijiwka–Donieck, a źródła rosyjskie podały, że Ukraińcy przeprowadzili ograniczone i lokalne kontrataki w rejonie Awdijiwki. Siły ukraińskie nadal działały na wyspach w delcie Dniepru i wokół nich w obwodzie chersońskim.
Ośrodek Studiów Wschodnich (OSW) poinformował, że sytuacja na większości odcinków frontu była stabilna. Rosjanie odnotowali niewielkie postępy w zachodniej części Bachmutu i w Marjince oraz bezskutecznie ponawiali ataki w rejonie Czasiw Jaru i próby ataku na zachód od kanału Doniec–Donbas w kierunku Konstantynówki. Ukraińcy odparli ataki w okolicach Awdijiwki, na południe od Marjinki, na południowy zachód od Kreminnej oraz na łączeniu obwodów ługańskiego i charkowskiego. Państwowa Służba Graniczna Ukrainy poinformowała o zwiększeniu przez Rosjan intensywności ostrzału obszarów obwodów charkowskiego, czernihowskiego i sumskiego. Według Ministerstwa Energetyki Ukrainy w wyniku ostrzałów w rejonach przygranicznych i wzdłuż linii frontu w ostatnich dniach w obwodach chersońskim, dniepropetrowskim i sumskim doszło do znaczących uszkodzeń sieci energetycznych. Wzrosła także częstotliwość rosyjskich ostrzałów rejonu Kupiańska i okolic Bachmutu oraz zwiększyła się intensywność ataków artylerii i lotnictwa na prawobrzeżną część obwodu chersońskiego.
Rosyjski minister obrony Siergiej Szojgu powiedział, że rosyjski sukces na Ukrainie będzie „w dużej mierze zależał od terminowego uzupełniania uzbrojenia”, w wyniku czego podjęto działania w celu zwiększenia produkcji zbrojeniowej. Powiedział, że rosyjska armia ma broń potrzebną na 2023 rok, lecz mimo to poprosił producenta rakiet o podwojenie produkcji pocisków precyzyjnych. Szef Grupy Wagnera Jewgienij Prigożyn, stwierdził, że jego siły otrzymują tylko ⅓ potrzebnej im amunicji.

### 3 maja
Sztab Ukrainy podał, że FR koncentrowała się na atakach w kierunkach Łymanu, Bachmutu, Awdijiwki Marjinki (ciężkie walki toczyły się w Bachmucie i Marjince), gdzie siły ukraińskie odparły 40 ataków. W kierunku łymańskim Rosjanie przeprowadzili nieudane ataki w rejonie Biłohoriwki. W kierunku bachmuckim kontynuowano walki o Bachmut i prowadzono nieudane ataki w kierunku Nju-Jorka. W kierunkach awdijiwskim i marjińskim prowadzono nieudane ataki w rejonie Siewiernego, Marjinki i Nowomychajliwki. W ciągu doby armia rosyjska przeprowadziła dwa ataki rakietowe, 68 nalotów i 67 ostrzałów. Ukraińskie lotnictwo dokonało 13 nalotów na miejsca koncentracji i cztery na stanowiska przeciwlotnicze, natomiast artyleria zniszczyła miejsce koncentracji, stację walki radioelektronicznej, trzy jednostki artylerii, trzy magazyny amunicji, paliwa i smarów oraz stanowisko przeciwlotnicze. Ponadto nadal trwało przymusowe paszportowanie obywateli Ukrainy w rejonie geniczeskim, gdzie Rosjanie nieustannie wywierali presję na miejscową ludność, grożąc deportacją i konfiskatą mienia oraz ograniczając przemieszczanie się między miejscowościami.
Według gubernatora obwodu chersońskiego Ołeksandra Prokudina 23 cywilów zginęło, a 46 zostało rannych w obwodzie chersońskim w wyniku rosyjskich ostrzałów (12 ofiar zginęło w Chersoniu); w ciągu doby „przeciwnik przeprowadził 98 ostrzałów, wystrzeliwując 539 pocisków z artylerii, wyrzutni rakietowych, czołgów, dronów i samolotów. Chersoń był ostrzelany szesnastokrotnie”, zaatakowano m.in. dworzec kolejowy, dom, sklep z materiałami budowlanymi, supermarket spożywczy i stację paliw. W mieście ogłoszono godzinę policyjną, trwającą 58h. Prokudin stwierdził, że podczas godziny policyjnej będzie „zakaz poruszania się po ulicach miasta. Miasto będzie również zamknięte dla wjazdu i wyjazdu”. Później miały miejsce kolejne dwa ataki, w supermarkecie i na dworcu kolejowym, w wyniku czego zginęła jedna osoba, a trzy zostały ranne.
Rosja poinformowała, że zestrzeliła dwa drony nad Kremlem, w wyniku czego jego szczątki spadły na dach budynku i zapaliły się. Biuro Prezydenta oskarżyło Ukrainę o wysłanie dronów w celu zabicia prezydenta Putina. ISW skomentował, że „jest niezwykle mało prawdopodobne, aby dwa drony mogły przebić wiele warstw obrony przeciwlotniczej i zdetonować lub zostać zestrzelone tuż nad sercem Kremla w sposób, który zapewnił spektakularne zdjęcia ładnie uchwycone w aparacie”. Ukraiński rząd zaprzeczył oskarżeniom, nazywając je sfabrykowanymi. Prezydent Wołodymyr Zełenski odpowiedział: „Nie atakujemy Putina ani Moskwy, walczymy na własnym terytorium”. W odpowiedzi były prezydent Dmitrij Miedwiediew wezwał do zabicia Zełenskiego. Rzecznik Dmitrij Pieskow oskarżył Stany Zjednoczone o zlecenie rzekomego ataku dronów na Kreml. Natomiast rzecznik Rady Bezpieczeństwa Narodowego USA John Kirby, powiedział, że „Pieskow kłamie, twierdząc, że decyzje dotyczące takich ataków nie są podejmowane w Kijowie, ale w Waszyngtonie”.
Stany Zjednoczone zapowiedziały kolejny pakiet pomocy wojskowej dla Ukrainy o wartości 300 milionów dolarów, który będzie obejmował m.in. amunicję do M142 HIMARS, haubice 155 mm i pociski artyleryjskie 155 mm, pociski moździerzowe 120 mm, 81 mm i 60 mm, broń przeciwpancerną AT-4 i Carl Gustaf, rakiety lotnicze Hydra 70 oraz ciężarówki do transportu ciężkiego sprzętu. Przedstawiciele wszystkich krajów UE zatwierdzili decyzję, w wyniku której do połowy 2025 roku zostanie przeznaczony nawet miliard euro na produkcję pocisków artyleryjskich i rakietowych. Część z nich zostanie przeznaczona na uzupełnienie własnych magazynów amunicji, a część zostanie przekazana Ukrainie.
Brytyjskie Ministerstwo Obrony podało, że ataki dronów na rosyjskie składy paliw na okupowanej Ukrainie i w regionach przygranicznych Rosji „prawdopodobnie wymuszą dostosowanie rosyjskich operacji tankowania wojskowego w celu zminimalizowania wymierzonych w nie uderzeń. Rosyjskie dostosowanie może obejmować rozmieszczenie dodatkowych środków ochrony w miejscach przechowywania paliwa (...) lub poleganie na infrastrukturze w mniej zagrożonych regionach”. Według ISW Jewgienij Prigożyn bezpodstawnie stwierdził, że ukraińska kontrofensywa już się rozpoczęła, prawdopodobnie w celu wykorzystania obaw związanych z przestrzenią informacyjną i wezwania do zwiększenia rosyjskiego wsparcia dla ofensywy Grupy Wagnera w Bachmucie. Tymczasem siły rosyjskie kontynuowały ograniczone ataki w pobliżu Kreminnej oraz nadal zdobywały okolice Bachmutu i kontynuowały ataki na linii Awdijiwka–Donieck. Rosjanie przeprowadziły także ciężkie ataki lotnicze i artyleryjskie na zachodni brzeg obwodu chersońskiego.

### 4 maja
Według SG Ukrainy Rosjanie prowadzili ataki w kierunkach Łymanu, Bachmutu i Marjinki (najcięższe walki trwały w Bachmucie i Marjince), gdzie Ukraińcy odparli ok. 60 ataków. W kierunku łymańskim Rosja prowadziła nieudane ataki w okolicy Biłohoriwki i południowo-zachodnich przedmieść Spirnego. W kierunku bachmuckim trwały walki o Bachmut oraz przeprowadzono nieudane ataki na Bohdaniwkę i Markowe. W kierunku marjińskim odparto liczne ataki na Marjinkę. W ciągu 24h Rosjanie przeprowadzili 10 ataków rakietowych na Kramatorsk i Zaporoże, 75 nalotów i 65 ostrzałów na pozycje ukraińskie i tereny zaludnione (odnotowano zabitych i rannych wśród cywili oraz zniszczoną infrastrukturę). Lotnictwo ukraińskie dokonało sześciu uderzeń na miejsca koncentracji wojsk; artyleria zaatakowała punkt kontrolny, osiem miejsc koncentracji, dwa składy amunicji i stację walki radioelektronicznej. Nadal trwała paszportyzacja obywateli Ukrainy w obwodzie ługańskim. Zgodnie z zarządzeniem administracji okupacyjnej szefowie lokalnych organizacji i przedsiębiorstw zostali poinstruowani o przekazywaniu informacji o działaniach podjętych w celu wydawania paszportów miejscowej ludności. Przedstawiciel ukraińskiego wywiadu Wadym Skibicki stwierdził, że Rosjanie przygotowywali się do obrony Mariupola i innych miast, ze wszystkich kierunków. Dodał, że siły rosyjskie próbowały odbudować infrastrukturę portów w celu umożliwienia dostaw ładunków oraz ściągały do miasta dodatkowe oddziały wojska.
Nad ranem w Kijowie i Odessie odnotowano eksplozje w kolejnej serii rosyjskich ataków lotniczych. Według SZ Ukrainy z obwodu briańskiego i wschodniego wybrzeża Morza Azowskiego wystrzelono 24 drony Shahed 136, z czego 18 zestrzelono (w tym wszystkie lecące w stronę Kijowa). 15 dronów skierowano w stronę Odessy, z których 12 zostało zestrzelonych; trzy trafiły w akademiki instytucji edukacyjnej. Nie odnotowano ofiar. Niektóre drony posiadały napisy, które brzmiały „Za Moskwę” i „Za Kreml”. W godzinach wieczornych armia ukraińska poinformowała, że ok. 20:00 czasu lokalnego była zmuszona zestrzelić jeden ze swoich dronów, ponieważ „w obwodzie kijowskim, podczas planowanego lotu, stracił sterowność”.
Ukraina po raz pierwszy zniszczyła na niebie nad Kijowem rosyjski pocisk naddźwiękowy Ch-47M2 Kindżał ok. 2:40 czasu lokalnego. Według dowódcy Ukraińskich Sił Powietrznych generała porucznika Mykoły Ołeszczuka zestrzelenie go było możliwe dzięki systemowi rakietowemu MIM-104 Patriot, który armia ukraińska otrzymała w kwietniu tego roku.
Prezydent Wołodymyr Zełenski przybył do siedziby Międzynarodowego Trybunału Karnego (MTK) w Hadze i wezwał do powołania specjalnego trybunału dla zbrodni rosyjskich.
W opinii ISW przyczyną odwołania obchodów z okazji Dnia Zwycięstwa w wielu rosyjskich miastach jest fatalny stan armii, a nie upozorowany atak dronów na Kreml. Parady zostały odwołane w 21 miastach, w tym na Krymie. Zdaniem Instytutu władze rosyjskie odwołały obchody, aby nie pokazywać braków i słabości swojej armii. Podczas parad pokazywano najlepszy sprzęt, jakim dysponuje wojsko, jednak wówczas jego większość albo była na froncie, albo została zniszczona. Dyrektor wywiadu USA Avril Haines stwierdziła, że wojska rosyjskie prawdopodobnie nie będą w stanie przeprowadzić „znaczącej ofensywy” w 2023 roku z powodu niedoborów amunicji i siły roboczej, niezależnie od powodzenia ukraińskiej kontrofensywy. Tymczasem źródła rosyjskie podały, że Rosjanie dokonali zdobyczy terytorialnych na południe od Kreminnej oraz kontynuowali ataki w Bachmucie i wzdłuż linii Awdijiwka–Donieck. Z kolei siły ukraińskie przeprowadziły ograniczony kontratak na południowy zachód od Bachmutu. Źródła rosyjskie donosiły o odparciu ukraińskiego ataku w obwodzie zaporoskim. Ponadto rosyjskie władze ogłaszały nowe środki bezpieczeństwa, aby zapobiec atakom partyzanckim na zajętych terytoriach.
W Ankarze w Turcji doszło do walki między rosyjskimi i ukraińskimi delegatami do Zgromadzenia Parlamentarnego Czarnomorskiej Współpracy Gospodarczej. Ukraińscy delegaci wymachiwali wcześniej ukraińskimi flagami podczas przemówienia rosyjskiego delegata. Później ukraiński poseł, Ołeksandr Marikowski, zaatakował fizycznie rosyjskiego urzędnika po tym, jak ten ostatni wyrwał mu flagę.

### 5 maja

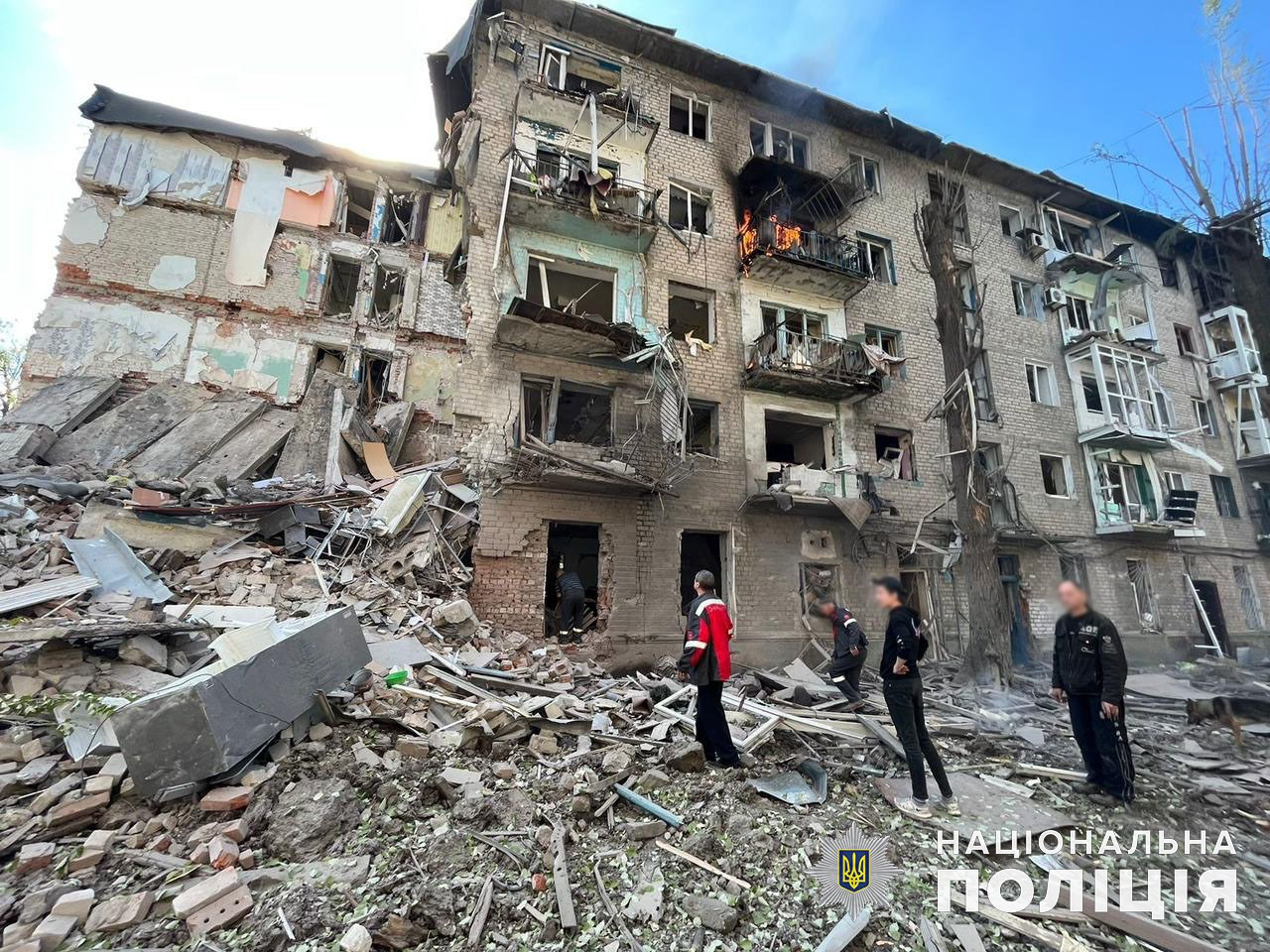
Budynek mieszkalny w Awdijiwce po rosyjskim nalocie

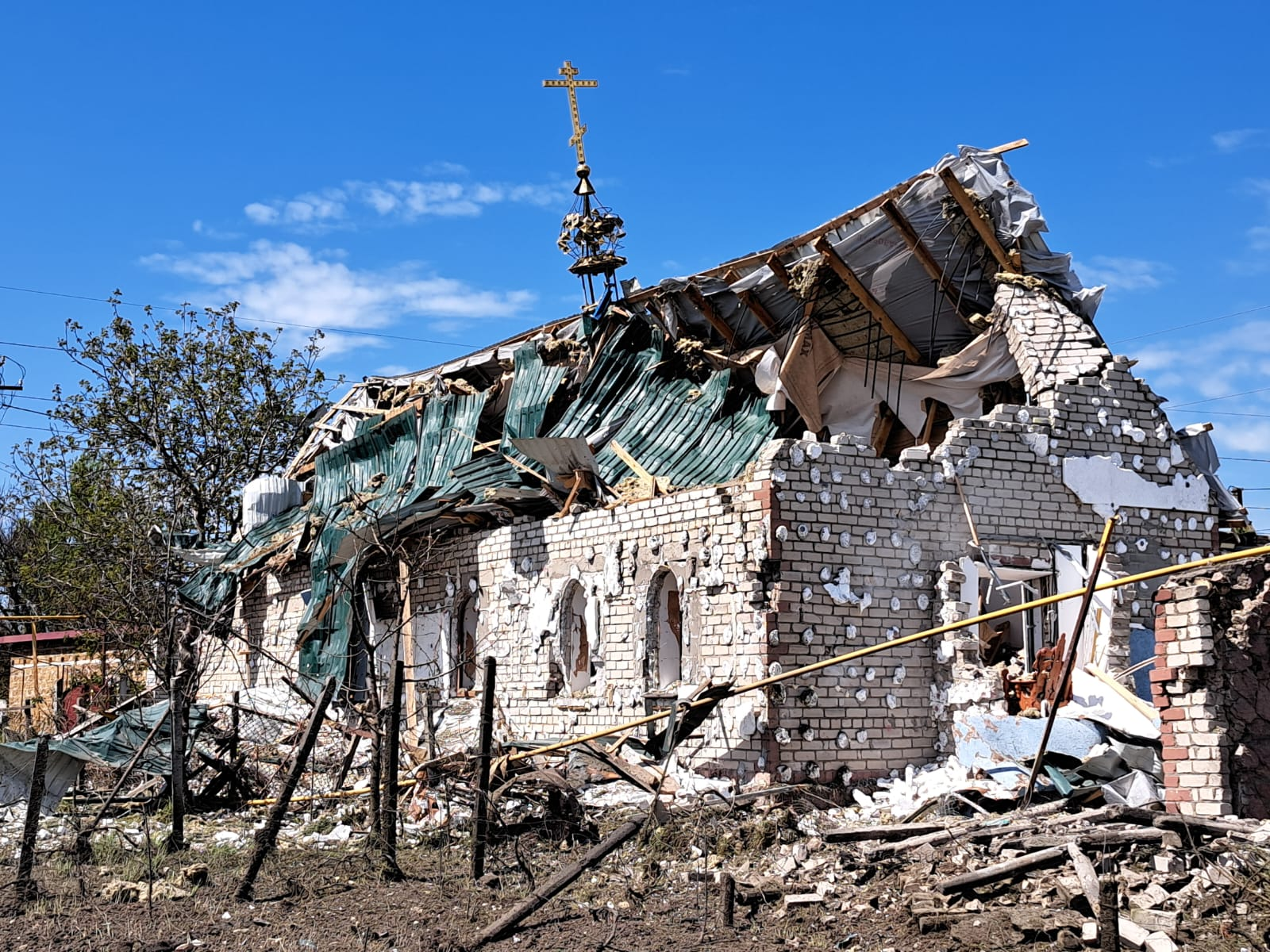
Cerkiew we wsi Wesełe (obwód chersoński) po rosyjskim uderzeniu bomby lotniczej

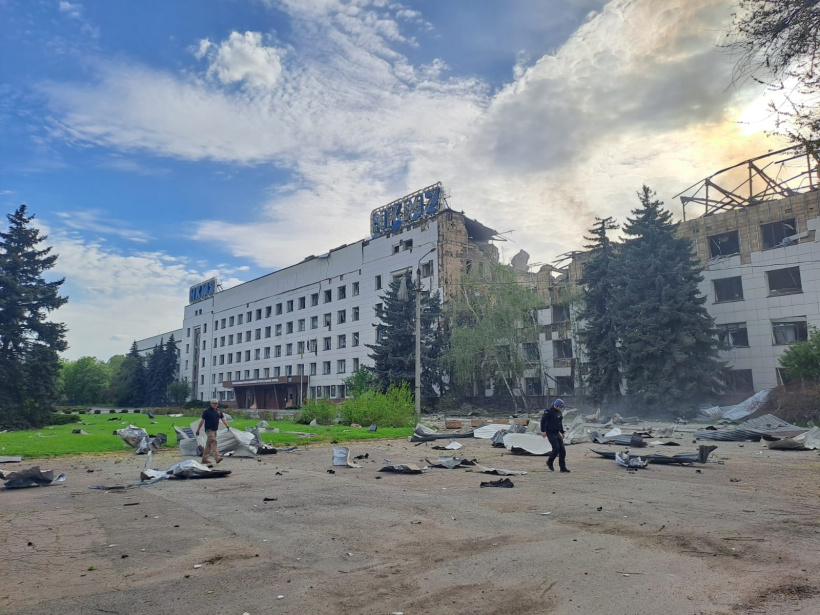
Nowokramatorski Zakład Budowy Maszyn po rosyjskim ataku rakietowym

Ukraiński Sztab poinformował, że FR koncentrowała się na atakach w kierunkach Bachmutu, Awdijiwki i Marjinki (najcięższe walki toczyły się w Bachmucie i Marjince), gdzie odparto ok. 50 ataków. W kierunku bachmuckim trwały walki o Bachmut oraz przeprowadzono bezskuteczne atak w kierunku Hryhoriwki, Iwaniwskiego i Nju-Jorka. W kierunkach awdijiwskim i marjińskim Rosjanie prowadzili nieudane ataki w okolicy Awdijiwki i Marjinki. W ciągu dnia armia rosyjska przeprowadziła osiem ataków rakietowych, 49 nalotów i 82 ostrzałów. Ukraińskie lotnictwo dokonało 10 nalotów na miejsca koncentracji, z kolei artyleria uderzyła w kolejne pięć rejonów koncentracji, trzy magazyny amunicji, paliwa i smarów oraz stanowisko przeciwlotnicze. Sztab podał także, że w Starobielsku siłą wysiedlano z domów obywateli Ukrainy, którzy odmówili uzyskania rosyjskiego paszportu. Po eksmisji Ukraińcy byli kierowani do punktów filtracyjnych, a ich mieszkania oddawano żołnierzom sił rosyjskich. Rosjanie zaatakowali obiekt energetyczny w obwodzie donieckim. W godzinach wieczornych przeprowadzili atak rakietowy na Kramatorsk i Słowiańsk, w wyniku czego uszkodzono dwie elektrownie.
Szef Grupy Wagnera, Jewgienij Prigożyn, zapowiedział wycofanie swoich wojsk z Bachmutu po Dniu Zwycięstwa Rosji 10 maja br. z powodu braku amunicji, obwiniając rosyjskie dowództwo wojskowe. Wcześniej Prigożyn zaatakował kierownictwo wojsk rosyjskich na filmie przed ciałami swoich najemników, ponieważ jego żołnierze ponieśli w walkach duże straty. Według ukraińskich wojskowych nie odnotowali oni braku amunicji: tylko tego dnia Rosjanie przeprowadzili 52 różnego rodzaju ostrzały artyleryjskie na Bachmut i okolice. Wiceminister obrony Hanna Malar powiedziała, że Rosjanie „dokładają wszelkich starań, aby zająć Bachmut do 9 maja, czyli dnia, w którym w Rosji świętowana jest rocznica zakończenia II wojny światowej”. Dodała także, że żołnierze ukraińscy nie pozwalali przerwać linii obronnych, a artyleria zniszczyła magazyny amunicji wagnerowców. W godzinach wieczornych armia rosyjska ostrzelała Bachmut za pomocą amunicji fosforowej i zapalającej.
Minister obrony minister Troels Lund Poulsen poinformował, że Dania i Niemcy przekażą Ukrainie 80 czołgów Leopard 1, które mają być gotowe do użytku 1 czerwca. Według CNN, powołującego się na źródła amerykańskie, brytyjskie i ukraińskie, Rosjanie w ostatnich miesiącach coraz częściej zakłócali elektronicznie sygnał GPS na Ukrainie, aby zmylić systemy M142 HIMARS, w wyniku czego ukraińscy i amerykańscy wojskowi byli zmuszeni szukać innych sposobów na zagwarantowanie skuteczności wyrzutni.
Rosyjska administracja okupacyjna nakazała częściową „ewakuację” ludności cywilnej z obwodu zaporoskiego i innych obszarów frontowych (łącznie 18 miejscowości) południowej Ukrainy, które okupowała i zaanektowała, powołując się na wzmożony ostrzał ukraińskiej armii. Według ISW Rosja obniżyła priorytet zajęcia Bachmutu na rzecz przygotowania obrony przed kontrofensywą ukraińską, co postawiło Grupę Wagnera i Jewgienija Prigożyna w trudnej sytuacji. Zdaniem ekspertów siły rosyjskie w dużej mierze zaprzestały działań ofensywnych, co prawdopodobnie oznaczało przejście do defensywy, z wyjątkiem bardzo ograniczonych ataków w rejonie Kreminnej i Doniecka. Tymczasem siły rosyjskie przeprowadziły ataki w pobliżu Kreminnej i Awdijiwki oraz osiągnęły niewielkie postępy w obrębie Bachmutu. Rosyjscy blogerzy wojenni podali, że Ukraińcy przeprowadzili ograniczone kontrataki w pobliżu Bachmutu.
OSW podał, że siły rosyjskie kontynuowały atak w zachodniej części Bachmutu. Z doniesień ukraińskiego SG wynika, że Rosjanie przekroczyli kanał Doniec–Donbas na północny zachód od miasta. Wojska rosyjskie zostały tam odparte w okolicy miejscowości Markowe, leżącej pomiędzy Bachmutem a Kramatorskiem. W rejonie Bachmutu siły rosyjskie ponawiały ataki na północny wschód od Czasiw Jaru oraz w rejonie Predteczyny na południowo-wschodnich obrzeżach Konstantynówki. Wzrosła intensywność walk na wschód od Siewierska, gdzie siły rosyjskie próbowały wyprzeć Ukraińców z Biłohoriwki (ostatnia miejscowość pod kontrolą ukraińską w tym rejonie obwodu ługańskiego). Niepowodzeniem zakończyły się próby rosyjskiego ataku w Marjince i na południe od niej oraz ataki na Nju-Jork. Administracja okupacyjna poinformowała o podejmowaniu przez Ukraińców prób rozpoznania bojem i przełamania obrony rosyjskiej pomiędzy Siewierskiem a Kreminną, w rejonie Wuhłedaru i na południe od Orichiwu. Rosjanie kontynuowali ataki rakietowe na zaplecze sił ukraińskich. Przez trzy dni pociski z systemów S-300 spadały na Zaporoże i Kramatorsk. Rosyjska artyleria kontynuowała ostrzał wzdłuż linii frontu. Wzrosła intensywność rosyjskiego ostrzału prawobrzeżnej części obwodu chersońskiego i rejonu nikopolskiego. Celem ataków rosyjskich na terenach przyfrontowych ponownie stała się infrastruktura energetyczna.

### 6 maja

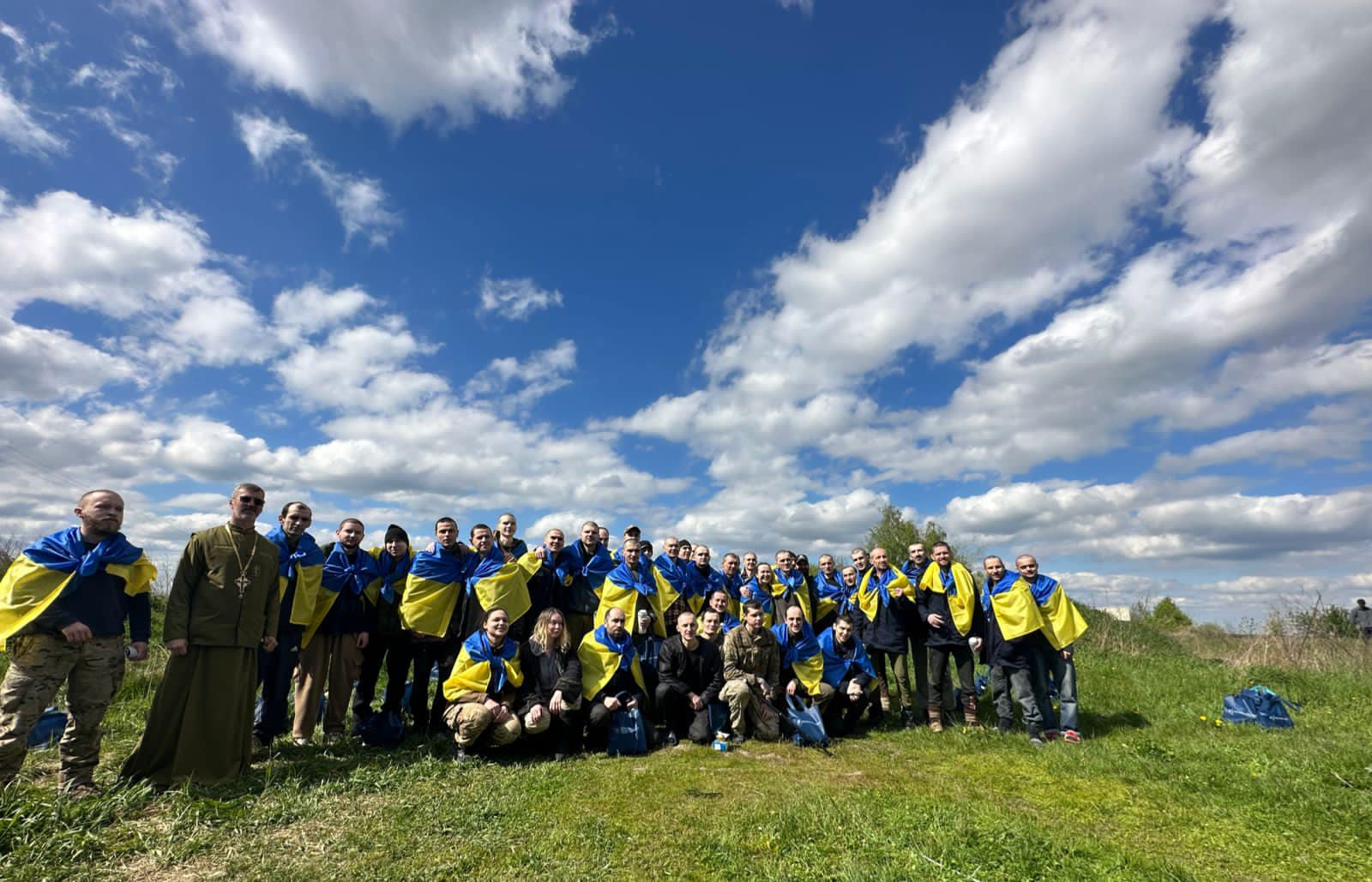
W ramach wymiany jeńców Rosja uwolniła 45 ukraińskich obrońców Mariupola (w tym trzy kobiety). Ukraina zwolniła natomiast trzech rosyjskich pilotów wojskowych.

SG Ukrainy oświadczył, że wojska rosyjskie skupiały się na atakach w kierunkach Kupiańska, Łymanu, Bachmutu i Marjinki (najcięższe walki toczyły się w Bachmucie i Marjince), gdzie odparto ok. 50 ataków. W kierunku kupiańskim i łymańskim Rosjanie przeprowadzili nieudane ataki w pobliżu Synkiwki, Biłohoriwki i Spirnego. W kierunku bachmuckim kontynuowano walki o Bachmut i prowadzono bezskuteczne ataki na Bohdaniwkę, Iwaniwskie, Predteczynę i Nju Jorka. W kierunku marjińskim Ukraińcy odpari liczne ataki w rejonie Marjinki. W ciągu 24h Rosjanie przeprowadzili sześć ataków rakietowych, głównie na Czasiw Jar, Konstantynówkę i Chersoń oraz 48 nalotów i 77 ostrzałów na pozycje ukraińskie i tereny zaludnione (odnotowano zabitych wśród cywilów oraz zniszczoną infrastrukturę). Lotnictwo SZ Ukrainy przeprowadziło osiem nalotów na miejsca koncentracji i przeciwlotniczy kompleks rakietowy; artyleria zaatakowała punkt kontrolny, trzy miejsca koncentracji i oddział artylerii. Ponadto Rosjanie ewakuowali okolicznych mieszkańców z Enerhodaru do ośrodków wypoczynkowych w Berdiańsku i Prymorśka. Osoby z rosyjskimi paszportami podlegały ewakuacji, a ci, którzy zgodzili się na obywatelstwo rosyjskie w pierwszych miesiącach okupacji, byli ewakuowani w pierwszej kolejności.
Według ukraińskiego ministra obrony, na początku maja 2023 roku na terytorium Ukrainy znajdowało się co najmniej 300 tys. rosyjskich żołnierzy.
Szef Grupy Wagnera, Prigożyn, zwrócił się do rosyjskiego ministra obrony Szojgu o wydanie do północy 10 maja rozkazu przekazania pozycji Wagnera w Bachmucie i jego okolicach czeczeńskim oddziałom batalionu „Achmat” Ramzana Achmatowicza Kadyrowa. Kadyrow złożył wcześniej odpowiednią ofertę i stwierdził, że jego prywatna armia walczyła wcześniej u boku żołnierzy Wagnera na innych teatrach działań wojennych. Według ISW Jewgienij Prigożyn i Ramzan Kadyrow prawdopodobnie próbowali zrzucić winę za niepowodzenia pod Bachmutem na Ukrainie na rosyjskie Ministerstwo Obrony i regularne wojska rosyjskie. Tymczasem siły rosyjskie kontynuowały ograniczone ataki na północny wschód od Kupiańska i w rejonie Kreminnej oraz osiągnęły marginalne postępy w obrębie Bachmutu. Z kolei Ukraińcy prawdopodobnie przeprowadzili udany ograniczony kontratak na południowy zachód od Awdijiwki. Ponadto źródła ukraińskie poinformowały, że rosyjskie władze kontynuowały działania w celu przymusowej mobilizacji mieszkańców zajętych obszarów Ukrainy.
Według agencji TASS bomba zdetonowana w Audi Q7 rosyjskiego ultranacjonalistycznego pisarza Zachara Prilepina w obwodzie niżnowogrodzkim zraniła go oraz zabiła jego kierowcę. Rzeczniczka rosyjskiego MSZ Marija Zacharowa oskarżyła o atak Ukrainę, Stany Zjednoczone i NATO; podejrzany został zatrzymany, a grupa partyzancka Atesh przyznała się do odpowiedzialności.
W ramach wymiany jeńców między Rosją i Ukrainą, do domu wróciło kolejnych 45 obrońców Azowstalu (42 żołnierzy i trzech cywilów).

### 7 maja
Ukraiński Sztab poinformował, że Rosjanie koncentrowali się na atakach w kierunkach Łymanu, Bachmutu, Awdijiwki i Marjinki (ciężkie walki toczyły się w Bachmucie i Marjince), gdzie odparto 55 ataków. W kierunku łymańskim siły rosyjskie prowadziły nieudane ataki w kierunku Spirnego. W kierunku bachmuckim trwały walki o miasto, które było również atakowane za pomocą amunicji zapalającej i fosforowej; przeprowadzono także nieudane ataki w kierunku Chromowego, Iwaniwskiego, Czasiw Jaru i Stupoczki. W kierunkach awdijiwskim i marjińskim przeprowadzono nieudane ataki w rejonie Awdijiwki, Pierwomajskiego i Marjinki, gdzie odparto liczne ataki. FR w ciągu 24h przeprowadziła 16 ataków rakietowych, w szczególności na Charków, Chersoń, Mikołajów i Odessę, oraz 61 nalotów i 52 ostrzały na pozycje ukraińskie i tereny zaludnione (odnotowano zabitych i rannych wśród cywilów oraz zniszczoną infrastrukturę). Ukraińskie lotnictwo dokonało ośmiu nalotów na miejsca koncentracji i jeden na przeciwlotniczy kompleks rakietowy, natomiast artyleria uderzyła w dwa punkty kontrolne, dwa miejsca koncentracji i trzy magazyny amunicji. Ponadto Rosjanie prowadzili „ewakuację” okolicznych mieszkańców z Tokmaku w kierunku Berdiańska. Procedurze podlegali przedstawiciele „władzy lokalnej”, współpracownicy, dzieci, nauczyciele i wychowawcy; jednocześnie zagrożono rodzicom, że jeśli odmówią „ewakuacji” ich dziecka, to nie zostanie przepuszczone do następnej klasy.
W godzinach nocnych siły rosyjskie wystrzeliły pociski Ch-22 w kierunku obwodu mikołajowskiego, gdzie jeden z nich trafił w teren przedsiębiorstwa; nie odnotowano ofiar. Gubernator obwodu dniepropetrowskiego Serhij Łysak poinformował, że w wyniku nocnego ostrzału Nikopola zginęła starsza kobieta, a trzy osoby zostały ranne. Atak przeprowadzano za pomocą „Gradów” i ciężkiej artylerii.
Według rosyjskiego Ministerstwa Obrony wykryto i zniszczono 22 ukraińskie drony nad Morzem Czarnym. Rosyjska administracja okupacyjna podała, że w pobliżu Krymu zlokalizowano i unieszkodliwiono ponad 10 ukraińskich dronów. Z kolei prorosyjski gubernator Sewastopola Michaił Razwożajew stwierdził, że siły rosyjskie powstrzymały ukraiński atak dronów za pomocą obrony przeciwlotniczej i walki radioelektronicznej, zestrzeliwując trzy drony bez szkód materialnych i ofiar.
Według szefa ukraińskiego wywiadu wojskowego generała Kyryło Budanowa Rosja „ani militarnie, ani ekonomicznie, ani politycznie nie ma potencjału do podjęcia kolejnej próby poważnej ofensywy gdziekolwiek na Ukrainie”, jednakże jest w stanie zorganizować „obronę” zajętych terytoriów ukraińskich. Dodał także, że Rosja próbowała zgromadzić zapas rakiet, aby powstrzymać ukraińską kontrofensywę. Szef Grupy Wagnera Prigożyn zapowiedział, że wbrew wcześniejszym zapowiedziom nie wycofa swoich oddziałów z Bachmutu, ponieważ otrzymał obietnice z Moskwy, że jego żołnierze otrzymają wymaganą amunicję i broń.
Brytyjskie MON podało, że Rosjanie próbowali pozyskać na wojnę migrantów z Azji Środkowej (m.in. z Tadżykistanu i Uzbekistanu), oferując im wysokie pensje i możliwość szybkiego uzyskania obywatelstwa. Rosyjscy werbownicy regularnie odwiedzali meczety i biura imigracyjne, próbując pozyskać ochotników na wojnę na Ukrainę. Zdaniem Ministerstwa „rekrutacja migrantów była częścią prób rosyjskiego Ministerstwa Obrony, aby zrealizować cel, jakim było pozyskanie 400 tys. ochotników do walki na Ukrainie” oraz opóźnić nową obowiązkową mobilizację tak długo, jak to możliwe, aby zminimalizować niezadowolenie w kraju. W ocenie ISW było wątpliwe, czy Rosja może prowadzić spójną kampanię obronną na całej linii frontu. Według ekspertów Ramzan Kadyrow mógł zaszantażować rosyjskie dowództwo wojskowe, aby zmusić je do przekazania amunicji Grupie Wagnera atakującej Bachmut, grożąc przerzuceniem swoich sił do miasta z innych odcinków frontu, co zagroziłoby rosyjskim liniom obrony. Tymczasem Rosjanie kontynuowali ograniczone ataki na północny wschód od Kupiańska i na południe od Kreminnej. Siły rosyjskie osiągnęły także pewne zdobycze terytorialne w Bachmucie i kontynuowały ograniczone ataki na linii Awdijiwka–Donieck.

### 8 maja

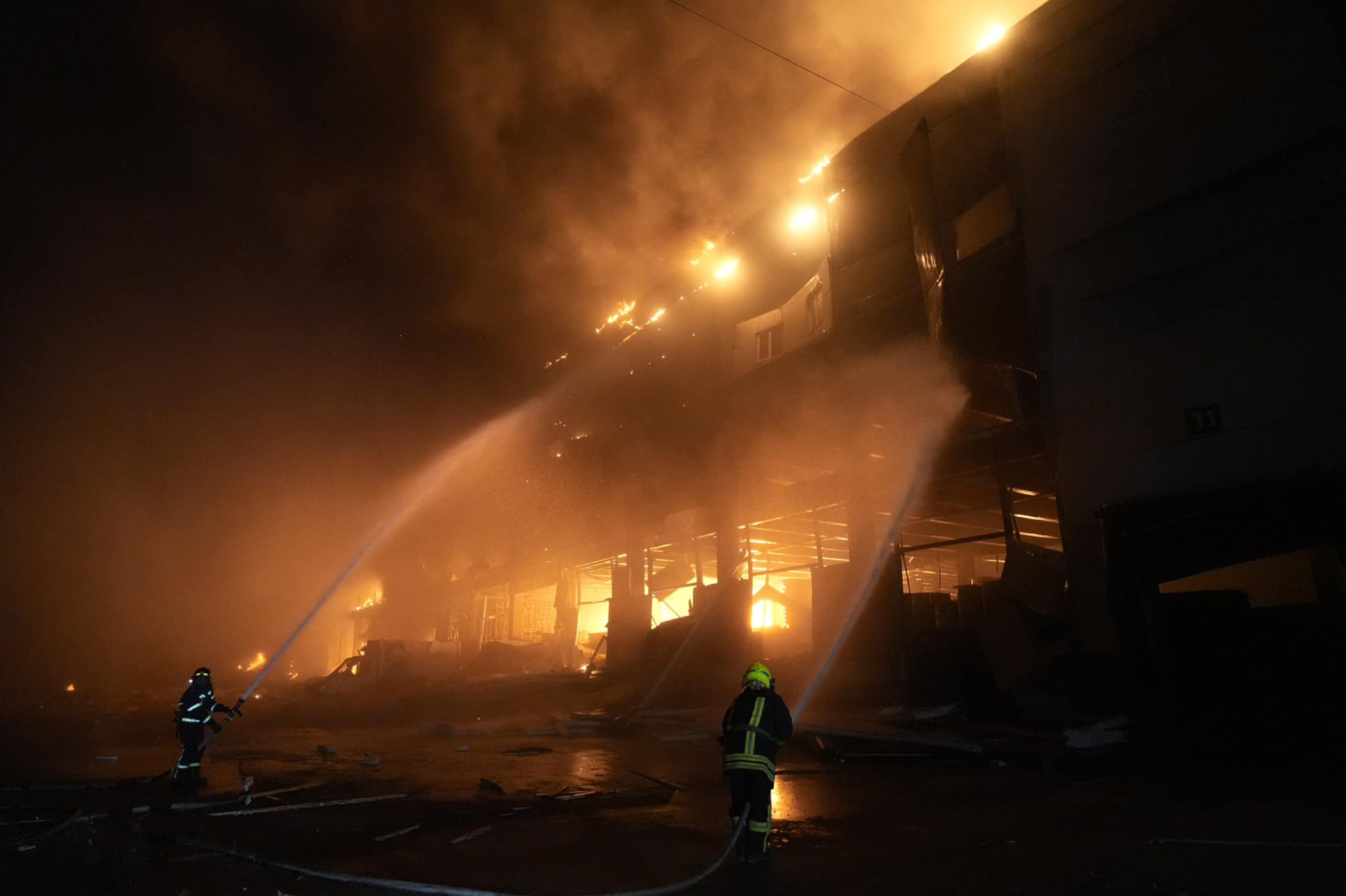
Pożar w Odessie po nocnym ataku rakietowym

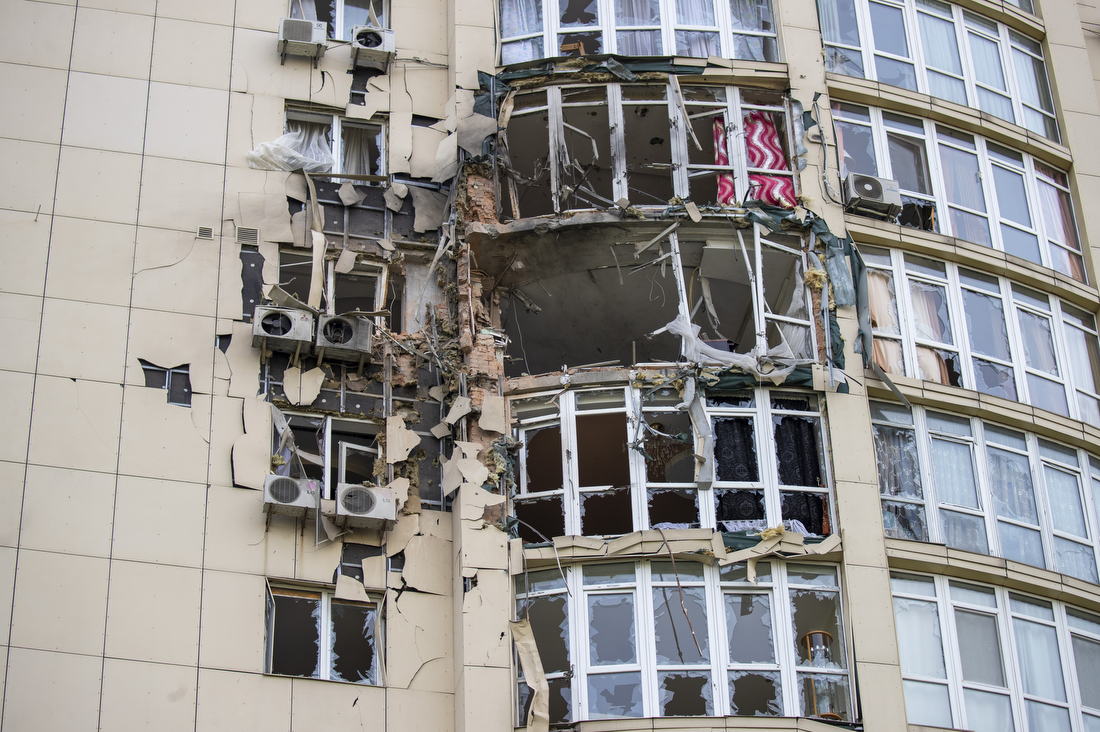
Zniszczenia w Kijowie po nocnym rosyjskim ataku dronów

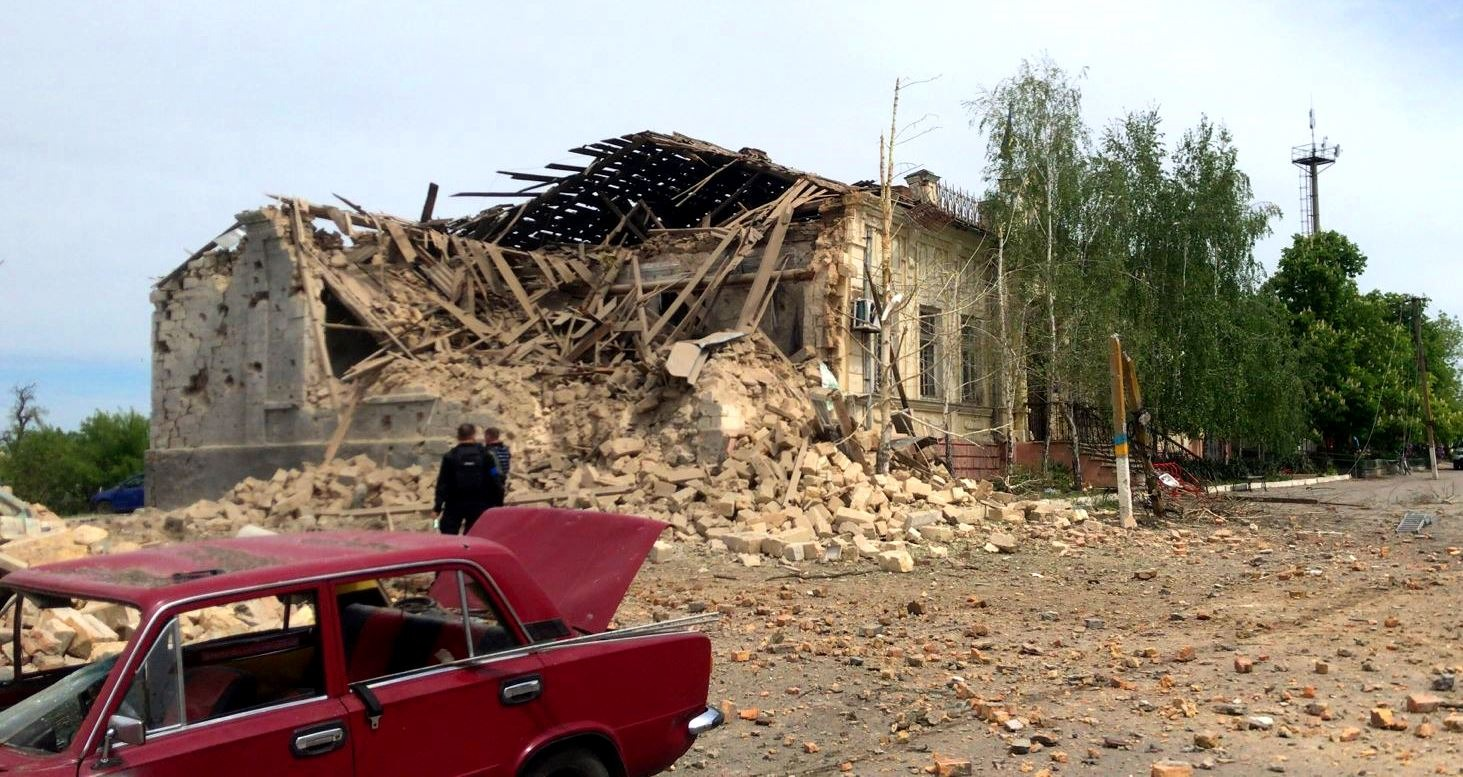
Rada wiejska we wsi Stanisław po rosyjskim uderzeniu bombowym

Według Sztabu Ukrainy Rosja koncentrowała się na atakach w kierunkach Łymanu, Bachmutu, Awdijiwki i Marjinki (ciężkie walki trwały w Bachmucie i Marjince), gdzie odparto 42 ataki. W kierunku łymańskim Rosjanie prowadzili nieskutecznie ataki w kierunku Biłohoriwki. W kierunku bachmuckim trwały walki o Bachmut oraz prowadzono nieudane ataki w okolicy Iwaniwskiego i Czasiw Jaru. W kierunkach awdijiwskim i marjińskim przeprowadzono nieudane ataki w rejonie Awdijiwki, Pierwomajskiego i Marjinki, gdzie odparto liczne ataki. W ciągu doby armia rosyjska przeprowadziła 30 ataków rakietowych, 61 nalotów i 89 ostrzałów na pozycje ukraińskie i obszary zaludnione (odnotowano ofiary wśród cywilów i zniszczoną infrastrukturę). Lotnictwo i artyleria Ukrainy uderzyła w 19 miejsc koncentracji żołnierzy i dwa składy amunicji. Sztab podał także, że Rosjanie kontynuowali rabowanie ukraińskich obywateli, przedsiębiorstw i instytucji państwowych na zajętych obszarach obwodu zaporoskiego, a następnie wywozili je w kierunku Krymu. Rosjanie ostrzelali obwód chersoński, w wyniku czego dziewięć osób zostało rannych, w tym małoletnie dziecko. W rejonie wsi Nowy Korotycz zarejestrowano wystrzelenie sześciu pocisków S-300, jednak wszystkie spadły na ziemię; nie było ofiar ani szkód. Kolejny pocisk S-300 trafił w okolice Sołonicywki, gdzie została zniszczona infrastruktura transportowa.
Ukraiński SG poinformował, że pomiędzy 1:00 a 2:00 nad ranem Rosja przeprowadziła zmasowany atak, wystrzeliwując 16 pocisków i 35 dronów Shahed 136 na Kijów i inne miasta na Ukrainie, raniąc pięć osób w stolicy. Ukraina podała, że obrona przeciwlotnicza zestrzeliła wszystkie drony, w tym 30 nad Kijowem. Ich szczątki uszkodziły domy, nawierzchnie dróg i samochody. Inne ataki miały miejsce w obwodach charkowskim, chersońskim, mikołajowskim i odeskim. Rzecznik ukraińskich sił powietrznych pułkownik Jurij Ihnat powiedział, że w obwodzie odeskim było „siedem samolotów i do ośmiu wystrzelonych pocisków manewrujących Ch-22”. Według doniesień wiele pocisków uległo samozniszczeniu ze względu na ich wiek, a jeden trafił w magazyn jednego z przedsiębiorstw spożywczych w Odessie, w wyniku czego wybuchł silny pożar. W wyniku ataku doszczętnie zniszczony został magazyn odeskiej organizacji Czerwonego Krzyża Ukrainy o powierzchni 1000 m²; zginęła jedna osoba, a dwie zostały ranne. Pociski zostały wystrzelone z bombowców Tu-22M3 w rejonie Krymu.
Rosja ponownie zablokowała eksport zboża z Ukrainy, w wyniku czego ok. 90 statków nie mogło płynąć dalej. Brytyjskie Ministerstwo Obrony podało, że kanał Doniec–Donbas, który zaopatruje region, pozostaje w dużej mierze pod kontrolą Ukrainy, jednak wzdłuż niego często dochodziło do walk, a siły rosyjskie prawdopodobnie dążyły do zabezpieczenia kontroli nad kanałem, aby zmniejszyć niedobory wody w Doniecku. Kanał przebiega przez Czasiw Jar, ok. 6 km na zachód od Bachmutu, a skutkiem ubocznym wykorzystywania przez Rosję ognia pośredniego do zdobycia Bachmutu prawdopodobnie było uszkodzenie kanału i innej infrastruktury wodnej w regionie. Według ISW wyżsi urzędnicy ukraińscy wskazywali, że Ukraińcy mogli przygotowywać się do przeprowadzenia kontrofensywy w maju lub czerwcu. Tymczasem siły rosyjskie przeprowadziły ograniczone ataki na linię Kupiańsk–Swatowe–Kreminna oraz poczyniły niewielkie postępy w Bachmucie. Rosjanie przeprowadzali także ataki wzdłuż linii Awdijiwka–Donieck i kontynuowali działania obronne na południu Ukrainy.

### 9 maja

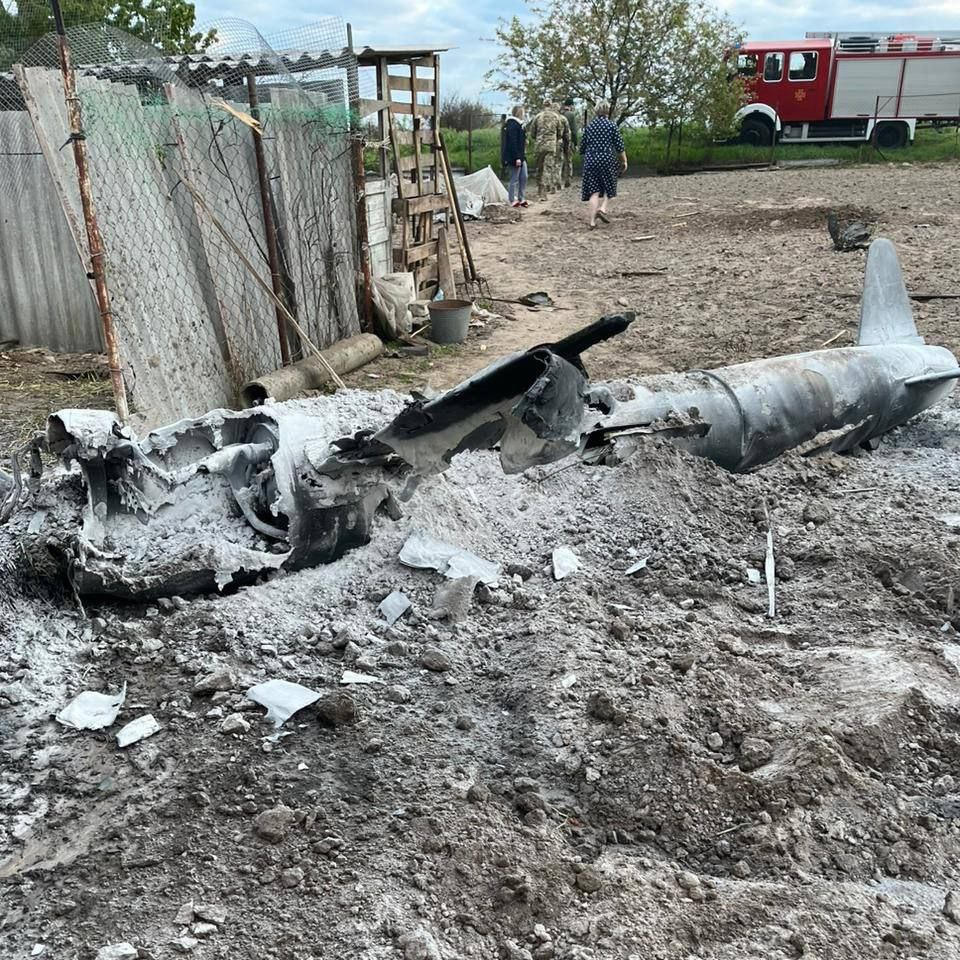
Rosyjski pocisk manewrujący Ch-55 zestrzelony przez obronę przeciwlotniczą w obwodzie kijowskim podczas nocnego ataku rakietowego na Kijów

SG Ukrainy poinformował, że siły rosyjskie kontynuowały ataki w kierunkach Kupiańska, Łymanu, Bachmutu i Marjinki (ciężkie walki trwały w Bachmucie i Marjince), gdzie Ukraińcy odparli 46 ataków. W kierunkach kupiańskim i łymańskim Rosjanie prowadzili bezskuteczne ataki w pobliżu Masjutiwki, Stelmachiwki i Biłohoriwki. W kierunku bachmuckim prowadzono nieudane ataki w Bachmucie oraz na Iwaniwskie i Stupoczki. W kierunku marjińskim odparto liczne ataki Rosjan w okolicy Marjinki. W ciągu 24h Rosja przeprowadziła 23 ataki rakietowe, 43 naloty i 97 ostrzałów; do ataków rakietowych użyto rakiet różnego typu, których większość została zestrzelona, jednak część dotarła do celu, głównie pięć pocisków S-300 w Kupiańsku, Słowiańsku, Kramatorsku i Konstantynówce. Lotnictwo ukraińskie dokonało 10 nalotów na miejsce koncentracji i przeciwlotnicze kompleksy rakietowe, z kolei artyleria ostrzelała cztery miejsca koncentracji, dwie jednostki artylerii i stację walki radioelektronicznej. Ponadto w Enerhodarze Rosjanie zorganizowali „ewakuację” członków rodzin pracowników elektrowni Zaporoże, a jej pracownikom zakazano opuszczania miasta. Władze okupacyjne ogłosiły także ewakuację ludności do Berdiańska i Kyryliwki, jednak ci, którzy się zgodzili, zostali przewiezieni do obwodu rostowskiego i umieszczeni w miastach namiotowych. Z kolei w zeszłym tygodniu w Wełyce Biłozerce większość kolaborantów opuściła miasto własnymi pojazdami i udała się w kierunku Krymu.
Ukraińska armia podała, że w nocy na stolicę i inne części Ukrainy wystrzelono 25 pocisków manewrujących, z których 23 zostały przechwycone przez obronę przeciwlotniczą. Nie było doniesień o ofiarach, lecz doszło do uszkodzeń infrastruktury. Rosyjskie MON oświadczyło, że podczas nocnych ataków rakietowych skutecznie walczono z zaopatrzeniem armii ukraińskiej. W pierwszej fali ataku, ok. 22:00 8 maja, Rosja wystrzeliła 8 pocisków Kalibr znad Morza Czarnego w stronę obwodu dniepropetrowskiego; według szefa rady obwodowej Mykoły Łukaszuka zestrzelono wszystkie rakiety. Fragmenty jednego z pocisków spadły na czteropiętrowy budynek w Dnieprze, przebiły dach i sięgnęły trzeciego piętra. Została ranna jedna kobieta. Druga fala miała miejsce ok. 4:00. Rosjanie wystrzelili 17 pocisków manewrujących Ch-101/Ch-555 z czterech Tu-95MS w rejonu Morza Kaspijskiego. Ukraińska obrona przeciwlotnicza była w stanie zestrzelić 15 rakiet. Mer Kijowa Witalij Kłyczko oświadczył, że fragment jednego z pocisków spadł na prywatne podwórko w rejonie hołosijiwskim.
Szef Grupy Wagnera, Jewgienij Prigożyn, stwierdził, że otrzymał rozkaz walki i ostrzeżenie, że pozostawienie przez jego najemników zajmowanych pozycji będzie uznane za zdradę. Następnie Prigożyn oskarżył rosyjskie SZ o opuszczenie pozycji pod Bachmutem, ogłaszając ucieczkę żołnierzy 72. Brygady Zmechanizowanej, którzy pozostawili niezabezpieczoną linię frontu o szerokości ok. 2 km, co skutkowało ofiarami wśród najemników (ok. 500 zabitych). Narzekał też, że grupa najemników Wagnera otrzymała „tylko 10%” obiecanej amunicji. Wobec tego ostrzegł, że jego organizacja najemnicza wycofa się z rejonu Bachmutu, jeśli w najbliższym czasie nie otrzyma obiecanej amunicji.
Stany Zjednoczone zapowiedziały kolejny pakiet pomocy wojskowej dla Ukrainy o łącznej wartości 1,2 miliarda dolarów, który będzie obejmował m.in. dodatkowe systemy przeciwlotnicze i amunicję, sprzęt do integracji zachodniej broni, rakiet i radarów z systemami obrony przeciwlotniczej Ukrainy,
amunicję do zwalczania dronów i pociski artyleryjskie 155 mm. Według dziennika The Washington Post Wielka Brytania jest gotowa przekazać Ukrainie broń o zasięgu 300 km i prawdopodobnie byłoby to pociski manewrujące powietrze-ziemia typu Storm Shadow.
W ocenie ISW obchody rosyjskie z okazji Dnia Zwycięstwa pokazały dalszą degradację armii rosyjskiej; na defiladzie „zademonstrowano znacznie mniej sprzętu wojskowego niż zwykle” oraz nie pojawiły się nowoczesne czołgi, ponieważ Rosja potrzebowała ich na Ukrainie. Tymczasem siły rosyjskie przeprowadziły ograniczone ataki na północny wschód od Kupiańska i wzdłuż linii Swatowe–Kreminna. Rosjanie nadal osiągali marginalne zdobycze w Bachmucie i kontynuowali ograniczone ataki na linii Awdijiwka–Donieck oraz zaatakowali ukraińskie pozycje na zachód od Hulajpola.
Według OSW Ukraińcy nadal utrzymywali pozycje w zachodniej części Bachmutu, starając się spowolnić rosyjskie ataki w mieście i miejscowościach na jego obrzeżach. Główny ciężar walk przesuwał się w rejon Czasiw Jaru, który siły rosyjskie atakowały od północnego wschodu i południa. Siły ukraińskie odparły próby ataków na południowy wschód od Konstantynówki i na zachód od Gorłówki, a także w pobliżu Awdijiwki, w Marjince oraz pomiędzy Kreminną a Siewierskiem. Celami rosyjskich rakiet były obiekty logistyczne, głównie magazyny. Poza zapleczem ukraińskim w obwodach donieckim i charkowskim atakowany był Kijów, Dniepr, Mikołajów, Zaporoże, rejony Chersonia i Odessy oraz miejscowości w obwodzie czerkaskim. Rosyjska artyleria kontynuowała ostrzał wzdłuż całej linii frontu i w rejonach przygranicznych, głównie w obwodach czernihowskim i sumskim. Zmniejszyło się natężenie ostrzałów prawobrzeżnej części obwodu chersońskiego, wzrosło natomiast Nikopola. Strona rosyjska donosiła o kolejnych aktach ukraińskiej dywersji na okupowanym Krymie i działaniach w mieście Szebiekino.

### 10 maja
Ukraiński Sztab podał, że Rosjanie koncentrowali się na atakach w kierunkach Łymanu, Bachmutu, Awdijiwki, Marjinki i Szachtarska (najcięższe walki trwały w Bachmucie i Marjince), gdzie Ukraińcy odparli 39 ataków. W kierunku łymańskim Rosja prowadziła nieudane ataki w Leśnictwie Serebriańsk. W kierunku bachmuckim trwały walki o Bachmut. W kierunkach awdijiwskim, marjińskim i szachtarskim prowadzono bezskuteczne ataki w pobliżu Awdijiwki, Marjinki i Nowomychajliwki. W ciągu 24h siły rosyjskie przeprowadziły jeden atak rakietowy za pomocą S-300 na infrastrukturę cywilną w Konstantynówce oraz 45 nalotów i 53 ostrzały na pozycje ukraińskie i zaludnione obszary obwodu chersońskiego. Lotnictwo Ukrainy dokonało czterech ataków na miejsca koncentracji, natomiast artyleria zaatakowała kompleks rakiet przeciwlotniczych, dwa rejony koncentracji, magazyn paliw i smarów, dwie jednostki artyleryjskie i stację walki radioelektronicznej. Wojska rosyjskie wystrzeliły ponad 460 pocisków w obwodzie chersońskim, m.in. trafiając w teren jednej z fabryk; jedna osoba zginęła, a jedna została ranna. Według gubernatora Olega Syniehubowa rosyjska artyleria ostrzelała Wołczańsk, zabijając jedną osobę. Trzy inne osoby zostały ranne w ostrzale w całym regionie. Koncern Enerhoatom ogłosił, że w ramach „ewakuacji” Rosja zamierzała wywieźć 3,1 tys. mieszkańców Enerhodaru, w tym 2,7 tys. pracowników elektrowni.
3. Samodzielna Brygada Szturmowa potwierdziła, że rosyjska 72. Brygada Zmechanizowana wycofała się kilka kilometrów z południowo-zachodnich obrzeży miasta podczas bitwy o Bachmut, w wyniku czego siły ukraińskie odzyskały obszar mający 3 km szerokości i 2,6 km głębokości. Założyciel i pierwszy dowódca Pułku „Azow” Andrij Biłecki oświadczył, że prawie całkowicie zniszczono 6. i 7. kompanie 72. Brygady, jej wywiad, wozy bojowe oraz wzięto do niewoli wielu żołnierzy. W opinii ISW rozpowszechnione problemy ze zdolnością bojową nękające siły rosyjskie w rejonie Bachmutu sprawiały, że ich zdolności obrony przed lokalnymi kontratakami ukraińskimi były ograniczone. Tymczasem siły ukraińskie przeprowadziły udane ograniczone kontrataki wokół Bachmutu, z kolei żołnierze rosyjscy i Grupa Wagnera kontynuowali ataki w okolicach Bachmutu. Siły rosyjskie przeprowadziły ataki w rejonie Kupiańska i Kreminnej, kontynuowały ograniczone ataki na linii Awdijiwka–Donieck oraz przeprowadziły naloty na pozycje ukraińskie w obwodach chersońskim i zaporoskim.
Gubernatorzy obwodów woroneskiego i kurskiego stwierdzili, że trzy drony zostały zestrzelone przez obronę przeciwlotniczą, a szczątki jednego z nich uszkodziły rurociąg w Kursku. W ataku na poligon w obwodzie woroneskim rannych zostało co najmniej 14 żołnierzy.
Sekretarz stanu USA Antony Blinken stwierdził, że Ukraina ma wszelkie środki, aby odzyskać wszystkie ukraińskie terytoria zajęte przez Rosję. Prezydent Wołodymyr Zełenski w wywiadzie dla BBC wyjaśnił, że ofensywa na dużą skalę jeszcze się nie odbyła, ponieważ Ukraina nie otrzymała jeszcze całego obiecanego sprzętu wojskowego oraz czekała na więcej pojazdów opancerzonych. Stwierdził, że: „Z tym, co mamy, możemy iść do przodu i odnosić sukcesy. Ale stracilibyśmy wielu ludzi. Myślę, że to jest nie do przyjęcia. Dlatego musimy poczekać. Potrzebujemy jeszcze trochę czasu”. Brytyjskie MON poinformowało, że od początku 2023 roku rosyjskie Ministerstwo Obrony zintensyfikowało program rekrutacji więźniów do walki na Ukrainie, a w samym kwietniu zaciągnęło się prawdopodobnie do 10 tys. skazańców.
Minister spraw zagranicznych Yoshimasa Hayashi, poinformował, że Japonia prowadziła rozmowy z NATO ws. utworzenia biura łącznikowego NATO w Tokio, powołując się na rosyjską inwazję na Ukrainę i jej zagrożenie dla globalnej stabilności. Według niego biuro łącznikowe wyśle wiadomość do krajów w pobliżu Japonii, że „Japonia bardzo stabilnie współpracuje z NATO”.

### 11 maja

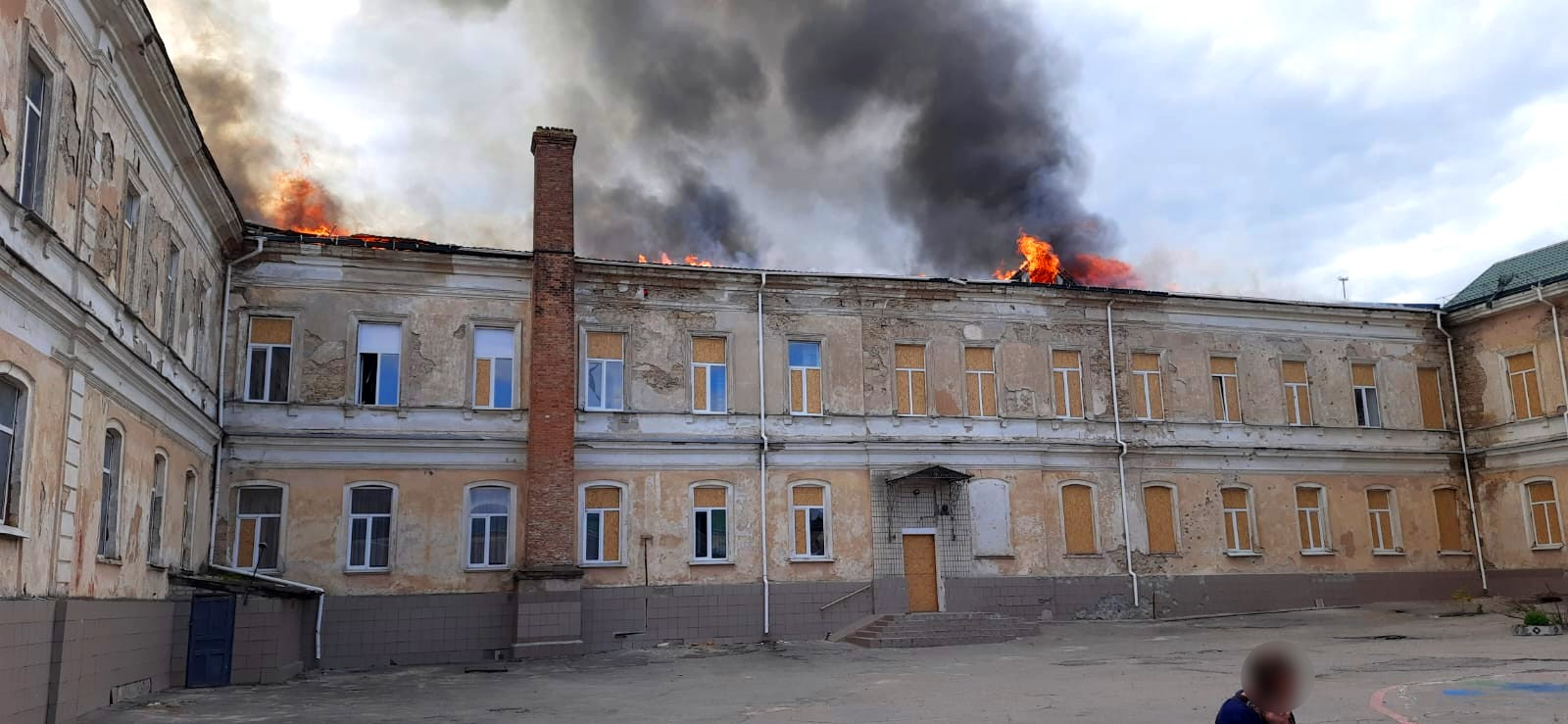
Gimnazjum nr 20 w Chersoniu (budynek dla klas starszych, z 1863 roku) po rosyjskim ostrzale

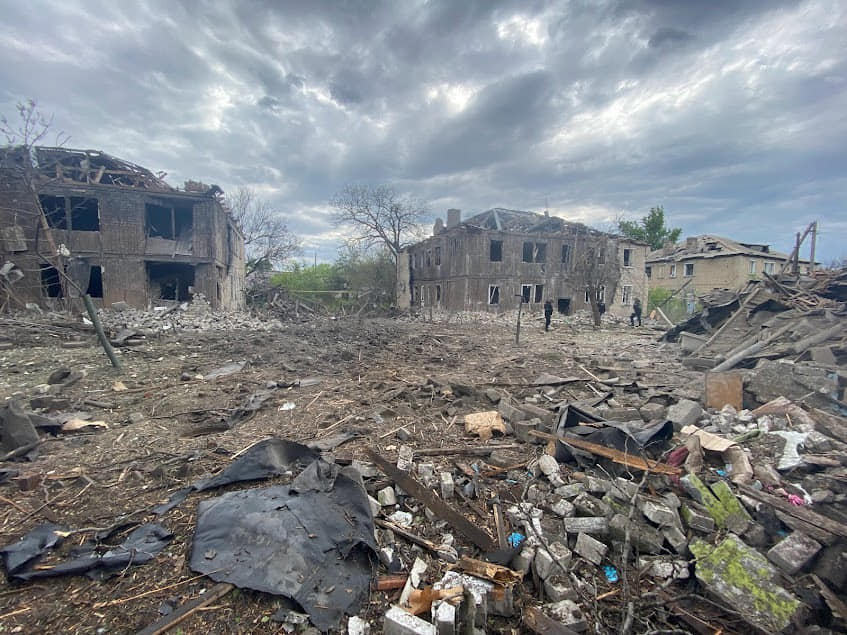
Torećk po rosyjskim ostrzale

Sztab Ukrainy poinformował, że FR skupiała się na atakach w kierunkach Łymanu, Bachmutu, Awdijiwki, Marjinki i Szachtarska (najcięższe walki trwały w Bachmucie i Marjince), gdzie odparto 44 ataki. W kierunku łymańskim siły rosyjskie przeprowadziły nieskuteczne ataki w rejonie Leśnictwa Serebriańsk. W kierunku bachmuckim trwały walki o Bachmut oraz przeprowadzono nieudany atak na Stupoczki. W kierunkach awdijiwskim, marjińskim i szachtarskim prowadzono bezskuteczne ataki w pobliżu Awdijiwki, Marjinki i Nowomychajliwki. W ciągu doby Rosjanie przeprowadzili sześć ataków rakietowych, głównie na Słowiańsk, Konstantynówkę i Zaporoże, oraz 59 nalotów i 95 ostrzałów na pozycje ukraińskie i tereny zaludnione. Lotnictwo ukraińskie dokonało 14 nalotów na miejsca koncentracji, z kolei artyleria uderzyła w 11 punktów kontrolnych, 19 miejsc koncentracji, magazyn amunicji, magazyn paliw i smarów oraz dziewięć jednostek artylerii.
Armia ukraińska potwierdziła, że przedarła się przez nacierające formacje rosyjskie na północny zachód od Bachmutu. Nagranie z geolokalizacji pokazało ukraińskie wojska kontratakujące w pobliżu Chromowego i Biłej Hory, które siły rosyjskie próbowały przejąć w celu okrążenia miasta. Twierdzenie to podzielali również rosyjscy blogerzy wojskowi, ale zaprzeczyło temu rosyjskie Ministerstwo Obrony, które stwierdziło, że siły rosyjskie odparły falę ukraińskich ataków w Sołedarze oraz że ich siły wycofały się na „korzystniejsze pozycje” w pobliżu zbiornika Berchiwka na północny zachód od Bachmutu. Generał Ołeksandr Syrski poinformował, że Ukraińcy przeprowadzili udane kontrataki w rejonie Bachmutu, gdzie na niektórych odcinkach Rosjanie zostali odepchnięci na odległość do 2 km. W niektórych rejonach najemnicy Wagnera zmuszeni byli przekazać swoje pozycje regularnym oddziałom rosyjskim, które były słabiej przygotowane. Według ISW rozmieszczenie przez Rosjan koło Bachmutu wojsk o niskiej jakości było sygnałem, że rosyjskie Ministerstwo Obrony raczej zrezygnowało z celu okrążenia tam znacznej liczby sił ukraińskich. Tymczasem siły ukraińskie kontynuowały lokalne kontrataki wokół Bachmutu. Rosjanie przeprowadzili ograniczone ataki na północny wschód od Kupiańska i wzdłuż linii Swatowe–Kreminna oraz zaatakowali ukraińskie pozycje na zachód od Hulajpola i w obwodzie chersońskim.
Rano Rosjanie ostrzelali tereny obwodu sumskiego i czernihowskiego oraz bezskutecznie posuwali się w Marjince i na przedpolach Awdijiwki oraz kontynuowali ataki na Bachmut. Następnie Rosjanie trafili rakietą S-300 w dzielnicę mieszkaniową w Słowiańsku, gdzie zginęła kobieta, a jej dom został doszczętnie zniszczony. W wyniku ostrzału Chersonia spłonął budynek gimnazjum nr 20, będącego najstarszym gimnazjum w mieście.
Sekretarz obrony Ben Wallace poinformował, że Wielka Brytania dostarczyła Ukrainie nieujawnioną liczbę pocisków manewrujących dalekiego zasięgu Storm Shadow. Dzięki zasięgowi 250 km pociski były w stanie razić cele na Krymie. Stany Zjednoczone poparły decyzję Wielkiej Brytanii, jednak same odmówiły dostarczenia Ukrainie pocisków manewrujących i dalekiego zasięgu. Rzecznik Dmitrij Pieskow stwierdził, że Kreml jest „bardzo negatywnie” nastawiony do takiej pomocy i „będzie to wymagało odpowiedniej reakcji ze strony naszego wojska, które oczywiście z wojskowego punktu widzenia podejmie odpowiednie decyzje na tym tle”. Sekretarz obrony USA Lloyd Austin poinformował, że czołgi M1 Abrams zostaną przekazane Ukrainie na początku jesieni. Dodał także, że siły ukraińskie otrzymały kilka czołgów w celach szkoleniowych, które po zakończeniu szkoleń będą przekazane do użytku bojowego.
Sekretarz Rady Bezpieczeństwa Narodowego i Obrony Ukrainy Ołeksij Daniłow oświadczył, że rosną naciski ze strony innych państw w celu rozpoczęcia rozmów z Rosją na jej warunkach. Daniłow nie podał o jakie państwa chodzi, lecz przyznał, że nacisków jest coraz więcej. Dodał, że jeśli Ukraina będzie o czymś rozmawiać, to tylko na ukraińskich warunkach.
Ambasador USA w Południowej Afryce Reuben Brigety oskarżył ten kraj o dostarczanie broni Rosji pomimo deklarowanej przez nią neutralności podczas wojny na Ukrainie, twierdząc, że rosyjski statek Lady R został załadowany amunicją i bronią w bazie marynarki wojennej Simon’s Town w Kapsztadzie 6–8 grudnia 2022 roku. Biuro prezydenta Cyrila Ramaphosy wyraziło rozczarowanie tymi zarzutami i stwierdziło, że nie przedstawiono żadnych dowodów na ich poparcie. Rzecznik powiedział później, że rząd przeprowadzi niezależne śledztwo.

### 12 maja

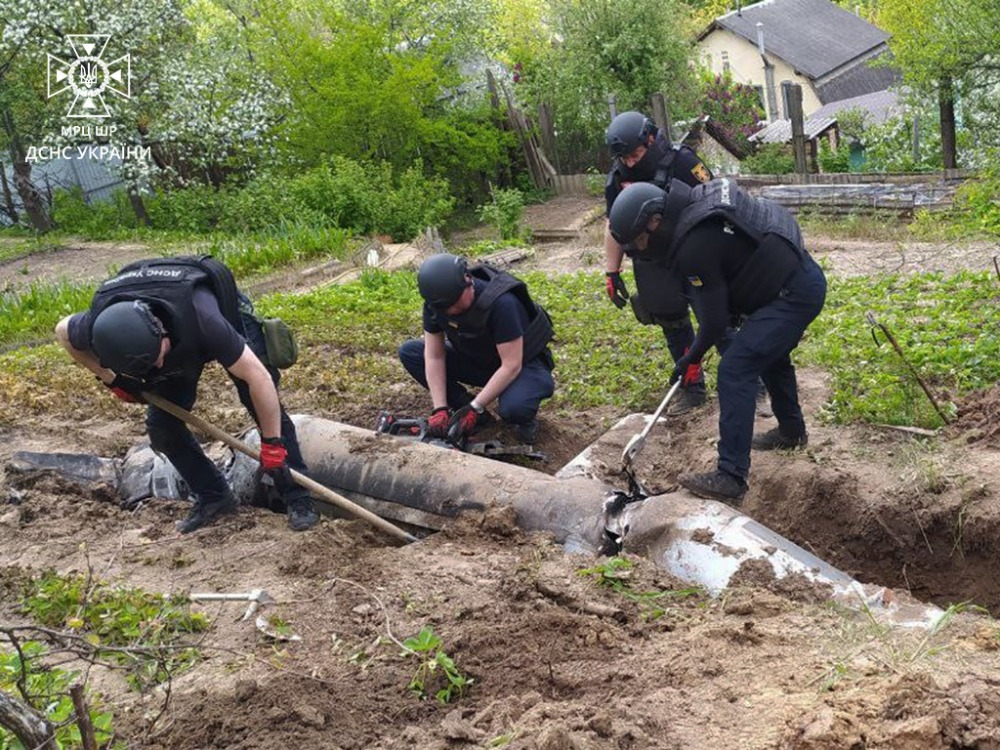
Saperzy usuwają pozostałości rosyjskiego pocisku manewrującego Ch-55, który spadł w nocy na obrzeżach Kijowa

Według ukraińskiego Sztabu Rosjanie koncentrowali się na atakach w kierunkach Kupiańska, Bachmutu, Marjinki (najcięższe walki miały miejsce w Bachmucie i Marjince), gdzie siły ukraińskie odparły 47 ataków. W kierunku kupiańskim siły rosyjskie prowadziły bezskuteczne ataki w kierunku Masjutiwki. W kierunku bachmuckim trwały walki o Bachmut i prowadzono nieudane ataki na Orihowo-Wasyliwkę, Hryhoriwkę i Stupoczki. W kierunku marjińskim Ukraińcy odparli liczne ataki w rejonie Marjinki. W ciągu 24h Rosjanie przeprowadzili siedem ataków rakietowych, 49 nalotów i 81 ostrzałów; ponownie użyto systemów S-300 do ataków rakietowych na Kramatorsk, Drużkiwkę i Zaporoże. Lotnictwo Ukrainy dokonało 12 nalotów na miejsca koncentracji i pięciu na przeciwlotnicze systemy rakietowe; artyleria ostrzelała dwa punkty kontrolne, trzy miejsca koncentracji, siedem jednostek artylerii, skład amunicji oraz dwie stacje walki radioelektronicznej. Ponadto w obliczu znacznych strat siły rosyjskie zintensyfikowały działania kontrwywiadowcze w zajętych miejscowościach, w wyniku czego wzrosła liczba posterunków i patroli w Jałcie w obwodzie donieckim. Poszukiwano także „informatorów” oraz prowadzone były przeszukania. W godzinach wieczornych od strony Kramatorska przeprowadzono atak rakietowy na zakład budowy maszyn w Ługańsku, który prawdopodobnie był wykorzystywany przez rosyjskie wojsko jako punkt zaopatrzenia lub baza napraw sprzętu.
Telewizja CNN, powołująca się na wysokiego rangą wojskowego USA i wysoko postawionego urzędnika zachodniego, stwierdziła, że wojska ukraińskie rozpoczęły operacje przygotowawcze (ataki na składy z bronią, centra dowodzenia i artylerię) przed kontrofensywą przeciwko Rosji. Brytyjskie MON potwierdziło, że w ciągu ostatnich czterech dni elementy rosyjskiej 72. Brygady Zmechanizowanej prawdopodobnie wycofały się w nieuporządkowany sposób ze swoich pozycji na flance w Bachmucie, a Ukraińcy odzyskali co najmniej 1 km terytorium; obszar ten miał znaczenie taktyczne, ponieważ był to rosyjski przyczółek po zachodniej stronie kanału Doniec–Donbas, który wyznaczał linię frontu. Według ISW pod Bachmutem siły ukraińskie zrobiły postępy na północny zachód od miasta, jednak według przedstawicieli Ukrainy i USA wciąż nie była to planowana kontrofensywa; Ukraina przeprowadziła kontrataki pomiędzy Bohdaniwką i Berchiwką na północny zachód od Bachmutu oraz w kierunku Chromowego i Kliszczijiwki, na zachód i południowy zachód od miasta. Mimo tego siły rosyjskie kontynuowały ograniczone ataki w okolicach Bachmutu.
Mer Melitopola Iwan Fiodorow poinformował o eksplozji w centrum miasta, która doprowadziła do przerw w dostawie wody, telekomunikacji i elektryczności we wschodnich i północnych dzielnicach miasta oraz okolicznych wsiach; władze prorosyjskie potwierdziły eksplozję i przerwę w dostawie prądu. Nowaja gazieta poinformowała, że wybuchło improwizowane urządzenie wybuchowe, podłożone w koszu na śmieci w pobliżu bloku mieszkalnego, w którym mieszkał prorosyjski członek administracji okupacyjnej, p.o. „wiceministra” budownictwa i użyteczności publicznej. W wyniku eksplozji został ranny.
Według OSW siły ukraińskie zaatakowały pododdziały rosyjskie na południe od drogi Bachmut–Konstantynówka, co doprowadziło do ich wycofania z rejonu miejscowości Stupoczky na wschodnią stronę kanału Doniec–Donbas. Ukraińcy wkroczyli na głębokość ok. 2 km, a dwa dni później uderzyli w kilku kierunkach w okolicach Bachmutu, w rejonie wsi Iwaniwśke i pomiędzy Bohdaniwką a Chromowe. W pierwszym przypadku Rosjan udało się odepchnąć na blisko 2 km, natomiast w drugim sytuacja była niejasna. Niejasna była także sytuacja w rejonie kanału Doniec–Donbas; według części źródeł Ukraińcy przekroczyli go na kierunku Kliszczijiwki i zajęli skrawek terenu po jego wschodniej stronie, a także atakowali Kurdiumiwkę, z kolei według SG Ukrainy Rosjanie przekroczyli kanał w kierunku zachodnim i zostali odparci w rejonie Stupoczek. Ukraińcy atakowali także na północny wschód od Sołedaru, uzyskując nieznaczne postępy w rejonie Biłohoriwki w obwodzie donieckim. Ukraińskie kontrataki nie wpłynęły na rozwój sytuacji w Bachmucie, gdzie Rosjanie poczynili postępy w zachodniej części miasta. W rejonie Awdijiwki Rosjanie wkroczyli do miasta od południowego wschodu, a także podeszli pod nie od południowego zachodu. Niepowodzeniem zakończyły się rosyjskie ataki w Marjince i na południe od niej, jak również na południowy zachód od Kreminnej. Rosyjskie ataki rakietowe ograniczyły się do zaplecza sił ukraińskich; ich celem był Kupiańsk, Słowiańsk, Kramatorsk, Konstantynówka i Zaporoże oraz Awdijiwka, Torećk i Wuhłedar. Artyleria rosyjska kontynuowała ostrzał wzdłuż linii frontu. Głównym celem rosyjskiego ostrzału była prawobrzeżna część obwodu chersońskiego, Nikopol i okolice Oczakowa. O ukraińskiej dywersji donoszono z Melitopola, a władze rosyjskie informowały o ukraińskich dronach w obwodach briańskim, kurskim i woroneskim.
Ministerstwo Obrony Rosji doniosło o katastrofie śmigłowca Mi-28, do jakiej doszło w pobliżu wsi Swietłoje nieopodal miasta Dżankoj (gdzie znajduje się lotnisko wojskowe, które już kilka miesięcy wcześniej – w sierpniu 2022 – atakowane być miało przez siły ukraińskie lub przez dywersantów) na anektowanym przez Rosję Krymie. Zginęło dwóch pilotów, a przyczyną wypadku miały być „problemy techniczne”.

### 13 maja

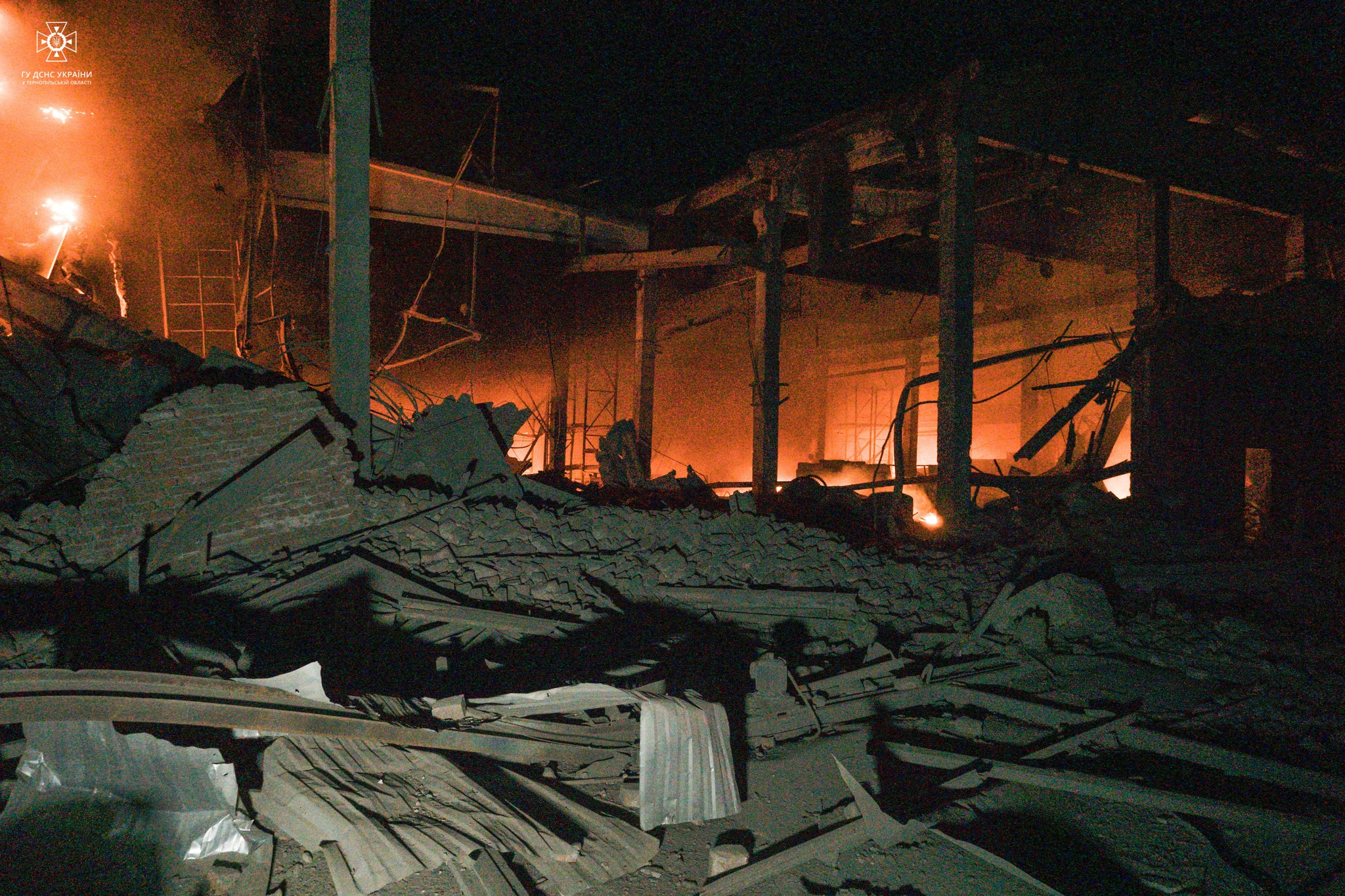
Magazyn w Tarnopolu po wieczornym rosyjskim ataku rakietowym

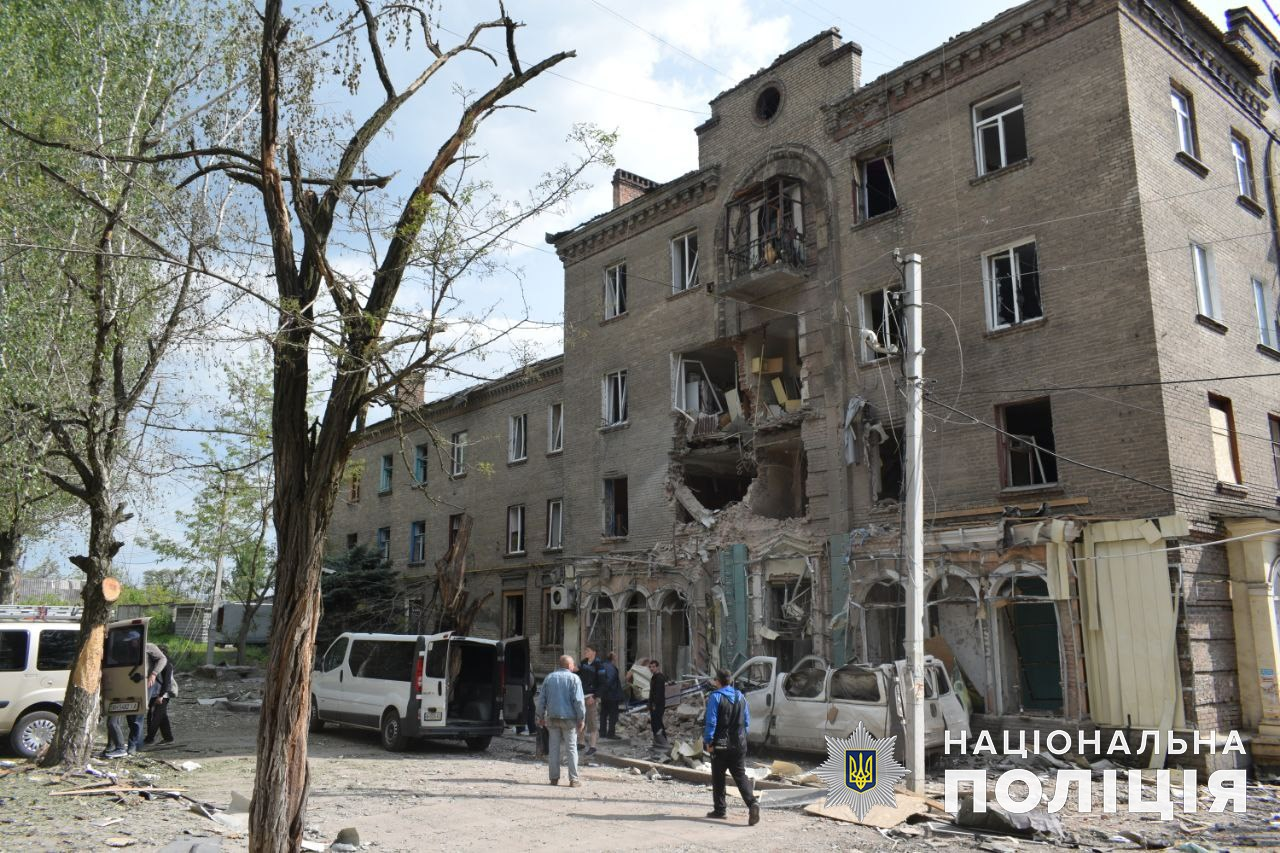
Zniszczenia w Konstantynówce po rosyjskim ostrzale

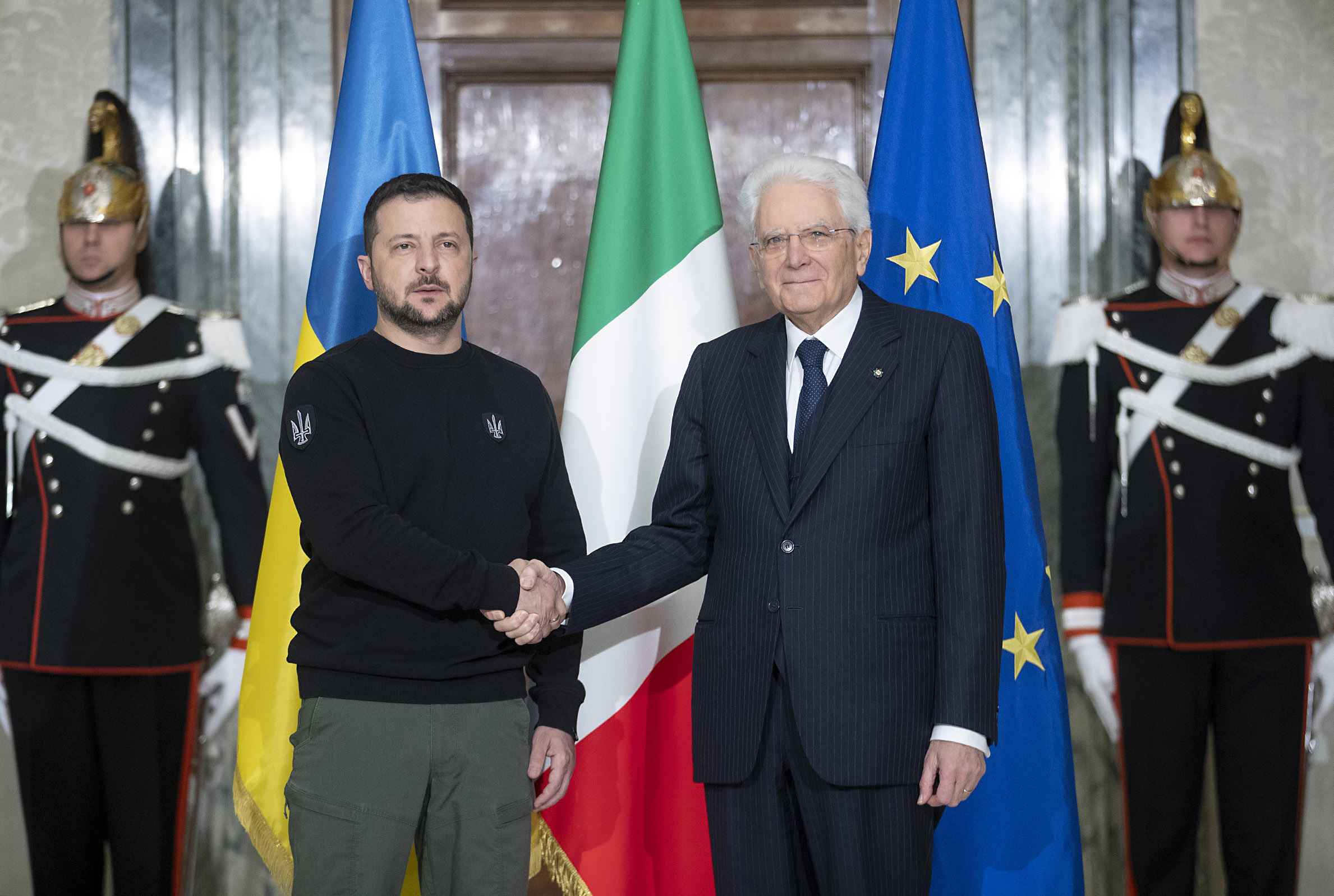
Spotkanie prezydenta Zełenskiego z prezydentem Włoch Sergio Mattarellą

Sztab Ukrainy podał, że siły rosyjskie atakowały w kierunkach Kupiańska, Bachmutu i Marjinki (najcięższe walki toczyły się w Bachmucie i Marjince), gdzie Ukraińcy odparli 57 ataków. W kierunku kupiańskim Rosjanie przeprowadzili nieudane ataki w rejonie Masjutiwki, Nowoseliwskiego i wschodnich obrzeży Stelmachiwki. W kierunku bachmuckim kontynuowano walki o Bachmut oraz przeprowadzono nieudane ataki na Hryhoriwkę, Bohdaniwkę, Chromowe i Biłą Horę. W kierunku marjińskim odparto liczne ataki rosyjskie na Marjinkę. W ciągu dnia Rosjanie przeprowadzili cztery ataki rakietowe, głównie na Tarnopol i Mikołajów, oraz 79 nalotów i 99 ostrzałów na pozycje ukraińskie i tereny zaludnione. Ukraińskie lotnictwo dokonało 10 nalotów na miejsca koncentracji i cztery na przeciwlotnicze systemy rakietowe, z kolei artyleria zaatakowała cztery miejsca koncentracji, dwa stanowiska przeciwlotnicze, dwa składy amunicji i dwie stacje walki radioelektronicznej.
Generał Ołeksandr Syrski oświadczył, że „trwała operacja obronna na kierunku bachmuckim. Nasi żołnierze szli naprzód na niektórych odcinkach frontu, a wróg tracił sprzęt i siłę żywą”. Wcześniej rzecznik Serhij Czerewaty poinformował, że tego dnia na froncie pod Bachmutem niektóre oddziały ukraińskie przesunęły się naprzód o ok. 300 m. Wieczorem wiceminister obrony Hanna Malar potwierdziła, że „siły ukraińskie szły naprzód na dwóch kierunkach na przedmieściach Bachmutu”, robiąc stopniowe postępy, jednak „w samym mieście sytuacja była bardziej skomplikowana”. W opinii ISW Ukraińcy w rejonie Bachmutu odbili podczas ostatnich kontrataków 16,8 km² terytorium; według rosyjskich blogerów wojennych zajęli nowe pozycje na przedmieściach Kurdiumiwki i przesunęli się w kierunku Kliszczijiwki. Tymczasem siły rosyjskie kontynuowały ograniczone ataki na północny wschód od Kupiańska i północny zachód od Swatowego. Rosjanie osiągnęli także marginalne korzyści w Bachmucie i kontynuowali ograniczone ataki na linii Awdijiwka–Donieck oraz zaatakowali ukraińskie pozycje na zachód od Hulajpola.
W późnych godzinach wieczornych Rosja dokonała ataku rakietowego na Tarnopol w zachodniej Ukrainie, raniąc dwie osoby i niszcząc magazyny; doszło do niego bezpośrednio przed występem reprezentantów Ukrainy (pochodzących właśnie z Tarnopola) na Konkursie Piosenki Eurowizji odbywającym się w Liverpoolu. Użyte zostały prawdopodobnie pociski Kalibr odpalone z okrętów na Morzu Czarnym.
W wyniki nocnego ataku dronów na miasto Chmielnicki 21 osób zostało rannych oraz zniszczono infrastrukturę cywilną. Ukraińskie wojsko poinformowało, że 17 z 22 irańskich dronów Shahed 136 zostało zestrzelonych przez obronę przeciwlotniczą. Ostrzelano także z moździerzy cztery miejscowości w obwodzie sumskim; doszło również do ataków w obwodach charkowskim, zaporoskim, kijowskim, czerkaskim, ługańskim i dniepropietrowskim. W ostrzale Konstantynówki zginęło dwóch cywilów, w tym dziecko. Z kolei Rosja oskarżyła Ukrainę o rzekomy atak na Ługańsk nowo nabytymi brytyjskimi pociskami Storm Shadow, które spowodowały zniszczenie kilku budynków mieszkalnych i zranienie sześciorga dzieci. Rosyjskie ministerstwo obrony oświadczyło ponadto, że zestrzelono dwa ukraińskie samoloty, Su-24 i MiG-29, które te pociski wystrzeliły.
Przed wizytą prezydenta Zełenskiego w Niemczech, minister obrony Boris Pistorius zapowiedział pakiet pomocy wojskowej dla Ukrainy o wartości 2,7 mld euro. Der Spiegel poinformował, że pakiet obejmuje 30 czołgów Leopard 1 A5, 20 transporterów opancerzonych Marder 1, ponad 100 pojazdów bojowych, 18 haubic samobieżnych, 200 dronów rozpoznawczych, cztery systemy przeciwlotnicze IRIS-T SLM i inny sprzęt obrony powietrznej. Niemiecka grupa zbrojeniowa Rheinmetall założyła spółkę joint venture z ukraińską grupą zbrojeniową Ukroboronprom w celu naprawy i budowy czołgów na Ukrainie. Rheinmetall ogłosił również dalsze wspólne przedsięwzięcia z Ukroboronpromem dla sektorów amunicji i obrony przeciwlotniczej.
W okolicach miasta Klińce w obwodzie briańskim w Rosji, ok. 50 km od granicy z Ukrainą, doszło do katastrofy czterech wojskowych maszyn powietrznych należących do Sił Powietrznych Federacji Rosyjskiej: dwóch śmigłowców Mi-8 oraz myśliwców Su-34 i Su-35. Myśliwce miały za zadanie zaatakować cele w Ukrainie, zaś śmigłowce miały służyć jako środek do ewentualnej ewakuacji pilotów samolotów, gdyby doszło do ich zestrzelenia. Strona ukraińska donosi o sukcesie swoich wojsk przeciwlotniczych, rosyjski „Kommiersant” natomiast ogranicza się tylko do potwierdzenia, że doszło do zestrzelenia maszyn, być może przez przebywających na terenie Rosji dywersantów albo przez własną artylerię; władze obwodu, cytowane przez agencję TASS, potwierdziły jedynie katastrofę jednego śmigłowca. Są też spekulacje, że zestrzelenia mogły dokonać Siły Powietrzne Ukrainy rakietami powietrze-powietrze wystrzelonymi z samolotów znad własnego terytorium, bowiem po otrzymaniu z Polski zmodernizowanych tam myśliwców MiG-29, mogących przenosić rakiety średniego zasięgu (rzędu 70–75 km) typu AIM-120, lotnictwo ukraińskie zdolne byłoby do takiej akcji.
Według brytyjskiego MON na papierze armia rosyjska na Ukrainie była podobnie zorganizowana jak na początku inwazji, czyli nadal liczyła ponad 200 tys. osób zorganizowanych w ok. 70 pułków i brygad podzielonych na pięć grup wojsk i nadal zmagała się z ograniczoną swobodą prowadzenia operacji lotniczych. Zdaniem Ministerstwa siły inwazyjne zmieniły się z armii zawodowej, wyposażonej we w miarę nowoczesny sprzęt i prowadzącej złożone ćwiczenia, w oddziały zmobilizowanych rezerwistów po podstawowym przeszkoleniu z przestarzałym sprzętem.

### 14 maja
SG Ukrainy oświadczył, że Rosjanie nadal skupiali się na atakach w kierunkach Kupiańska, Bachmutu i Marjinki (najcięższe walki w Bachmucie i Marjince), gdzie odparto 46 ataków. W kierunku kupiańskim siły rosyjskie przeprowadziły nieudane ataki w rejonie Masjutiwki i Synkiwki. W kierunku bachmuckim trwały walki o Bachmut oraz prowadzono nieudane ataki w pobliżu Hryhoriwki, Bohdaniwki i Predteczyny. W kierunku marjińskim odparto liczne ataki w rejonie Marjinki. W ciągu 24h Rosja przeprowadziła 11 ataków rakietowych, w szczególności na Charków, Konstantynówkę i wieś Zołocziw, oraz 41 nalotów i 74 ostrzały na pozycje ukraińskie i tereny zaludnione. Lotnictwo Ukrainy przeprowadziło 17 nalotów miejsca koncentracji żołnierzy, a artyleria trafiła w stanowisko dowodzenia, sześć miejsc koncentracji, cztery jednostki artylerii i obronę przeciwlotniczą.
Ukraińskie siły powietrzne poinformowały, że zestrzelono 25 dronów i trzy pociski manewrujące podczas kolejnego nocnego zmasowanego ataku rakietowego na Ukrainę. Siedem osób zginęło, a 16 zostało rannych w rosyjskim ostrzale w obwodach donieckim i chersońskim. Urzędnicy rosyjscy powiedzieli, że Internet mobilny został tymczasowo wyłączony na obszarach obwodu ługańskiego z powodu wzmożonego ostrzału wojsk ukraińskich. Rosyjskie pociski uderzyły w Tarnopol i Petropawliwkę, w wyniku czego kilka osób zostało rannych oraz uszkodzono infrastrukturę cywilną. Rosyjskie wojsko stwierdziło, że przeprowadziło ataki na punkty rozmieszczenia sił ukraińskich i składy broni w tych miastach. Około 1:00 czasu lokalnego Rosjanie ostrzelali Charków i Zołocziw za pomocą systemu S-300. W ciągu dnia siły rosyjskie ostrzelały także wieś Primorske w obwodzie zaporoskim, gdzie cztery osoby zostały ranne, oraz Kurachowe za pomocą BM-27 Uragan, raniąc trzy osoby.
Rosyjskie wojsko stwierdziło, że odparło ukraińskie ataki w północnym i południowym Bachmucie, podczas gdy Jewgienij Prigożyn, szef Grupy Wagnera, powiedział, że jego siły posunęły się do 130 m w ciągu ostatnich 24h. Stwierdził również, że kontroluje 28 wielopiętrowych budynków w zachodnich dzielnicach Bachmutu i szacował, że Ukraińcy nadal utrzymywali 20 budynków i łączną powierzchnię 1,69 km². W międzyczasie wiceminister obrony Hanny Malar poinformowała, że siły ukraińskie zajęły ponad 10 pozycji rosyjskich na północy i południu Bachmutu oraz przejęły kontrolę nad dużym obszarem leśnym w pobliżu Iwaniwskiego. Rosja poinformowała, że w walkach o Bachmut zginęło dwóch dowódców. Rosyjskie Ministerstwo Obrony potwierdziło śmierć dwóch pułkowników, których zidentyfikowano jako Wiaczesława Makarowa i Jewgienija Browko z 4. Brygady Strzelców Zmotoryzowanych. The Washington Post, powołując się na dokumenty, które wyciekły z Pentagonu, poinformował, że Prigożyn potajemnie skontaktował się z ukraińskim wywiadem w styczniu 2023 roku, aby ujawnić rosyjskie pozycje wojskowe w zamian za wycofanie się Ukrainy z Bachmutu, czego odmówiono, i poradził im, aby posuwali się w kierunku Krymu informując jednocześnie o brakach rosyjskiej amunicji. Prigożyn zaprzeczył zarzutom w oświadczeniu na Telegramie, podczas gdy Kreml określił te doniesienia jako mistyfikację.
Według ISW rosnąca regularność ataków rosyjskich z użyciem dronów i pocisków była prawdopodobnie częścią nowej kampanii, której celem było osłabienie zdolności Ukraińców do kontrofensywy; Rosja wykorzystywała mniej pocisków precyzyjnych niż podczas ataków na ukraińską infrastrukturę krytyczną, lecz „opierała się w znacznym stopniu na wystrzeliwaniu dużej liczby dronów Shahed (...), tak aby obezwładnić ukraińską obronę przeciwlotniczą”. Zdaniem ekspertów „nowa kampania powietrzna koncentrowała się na Kijowie i domniemanych obiektach przemysłowych i logistycznych na dalekich tyłach”. Tymczasem siły ukraińskie kontynuowały kontratak wokół Bachmutu. Z kolei Rosjanie przeprowadzili ataki na północny wschód od Kupiańska i wzdłuż linii Kupiańsk–Swatowe. Siły rosyjskie nie dokonały potwierdzonych zdobyczy w okolicach Bachmutu i kontynuowały ograniczone ataki na linii Awdijiwka–Donieck oraz kontynuowały ostrzał obszarów na zachód od Hulajpola. Ponadto rosyjscy urzędnicy i władze okupacyjne kontynuowały przygotowania do wyborów we wrześniu 2023 roku na zajętych terenach.

### 15 maja

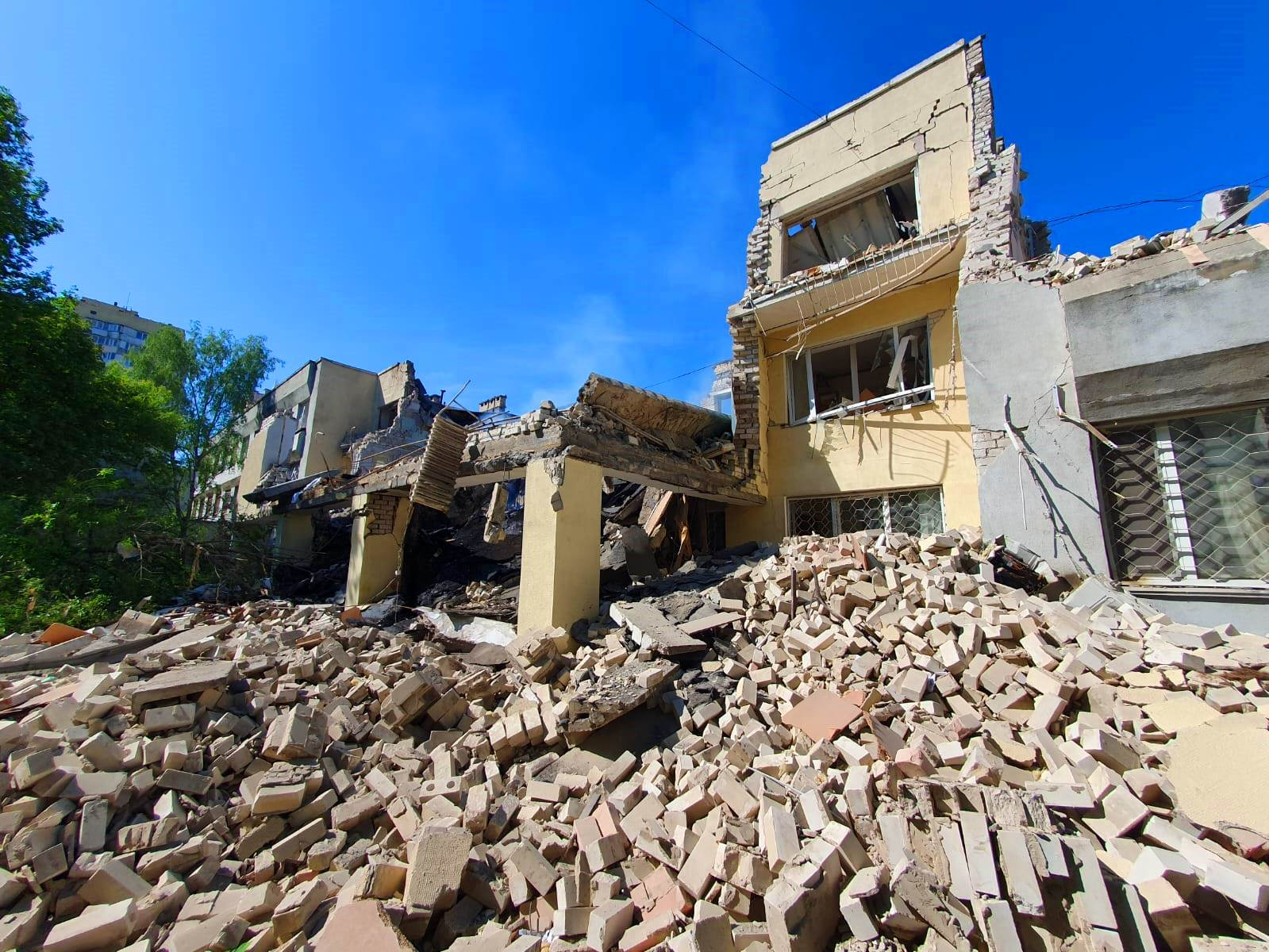
Chersońska Akademia Kształcenia Ustawicznego po ataku rosyjskiego drona ok. 4:00 nad ranem

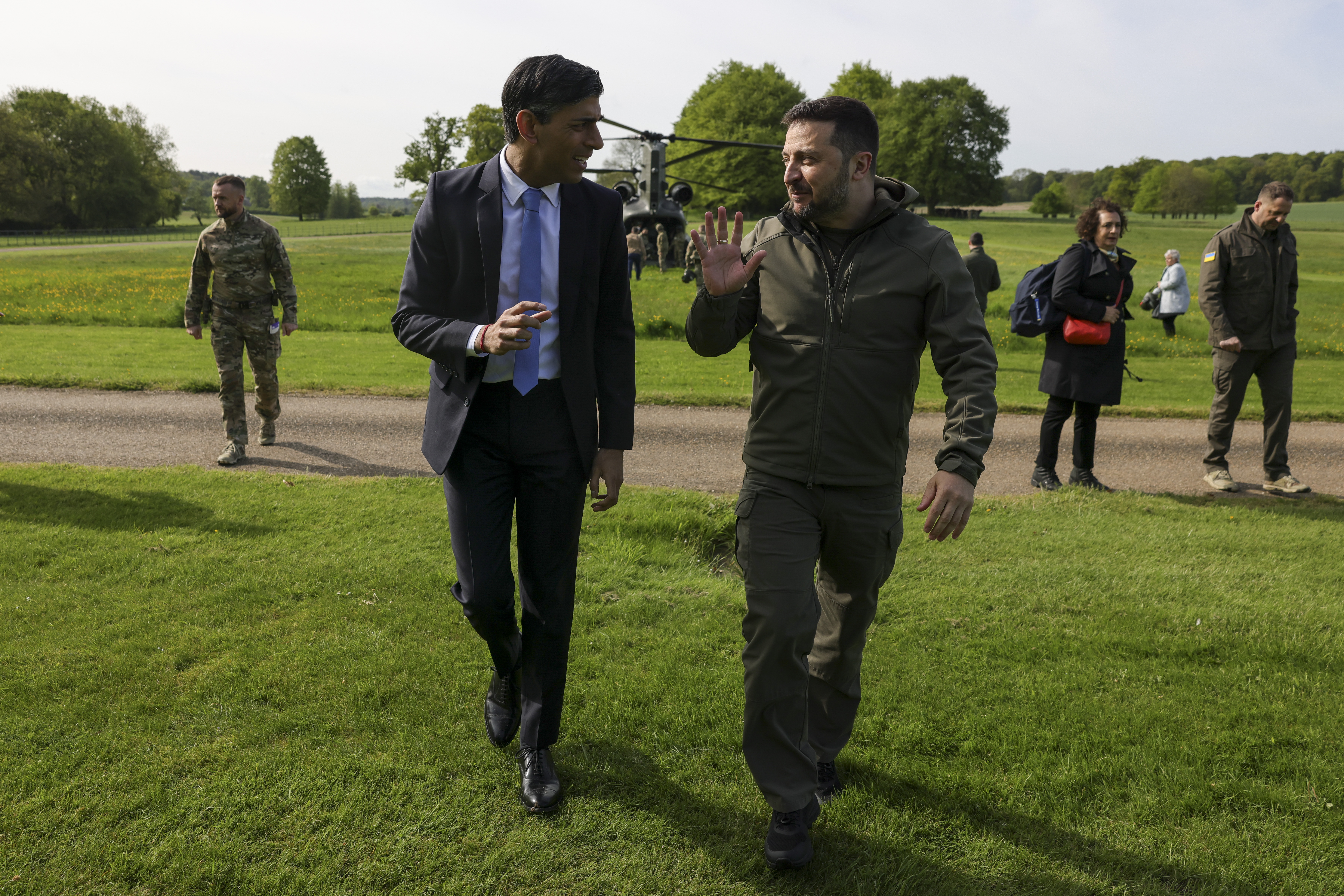
Spotkanie prezydenta Zełenskiego z premierem Wielkiej Brytanii Rishim Sunakiem

Według Sztabu Ukrainy wojska rosyjskie koncentrowały się na atakach w kierunkach Kupiańska, Bachmutu, Awdijiwki i Marjinki (najcięższe walki w Bachmucie i Marjince), gdzie odparto ponad 50 ataków. W kierunku kupiańskim Rosjanie przeprowadzili nieudane ataki w okolicy Masjutiwki i Nowoselewskiego. W kierunku bachmuckim kontynuowano walki o Bachmut i prowadzono nieudane ataki w kierunku Iwaniwskiego. W kierunkach awdijiskim i marjińskim prowadzono bezskuteczne ataki w rejonie Awdijiwki i Marjinki, gdzie odparto liczne ataki. W ciągu doby odnotowano dwa ataki rakietowe na Konstantynówkę za pomocą S-300 oraz przeprowadzono 48 nalotów i ponad 50 ataków z systemów rakietowych. Lotnictwo Ukrainy przeprowadziło dziewięć nalotów na miejsca koncentracji i siedem na przeciwlotnicze systemy rakietowe, natomiast artyleria uderzyła w trzy punkty kontrolne, pięć miejsc koncentracji, cztery jednostki artylerii, kompleks rakiet przeciwlotniczych, pięć stacji walki radioelektronicznej i magazyn amunicji.
Gubernator obwodu charkowskiego powiedział, że dwóch cywilów zginęło w wyniku rosyjskiego ostrzału Dworicznej. Rosja ostrzelała także miasto Wołczańsk, uszkadzając trzy budynki mieszkalne, budynki gospodarcze i szpital oraz cztery kolejne budynki w Ciszczenkowej. Cztery osoby zginęły w rosyjskim ataku rakietowym na szpital w Awdijiwce. Z kolei Igor Kornet, p.o. obowiązki ministra spraw wewnętrznych Ługańskiej Republiki Ludowej, został ranny w wybuchu w zakładzie fryzjerskim w Ługańsku wraz z sześcioma innymi osobami; stan czterech rannych, w tym Korneta, określono jako ciężki.
Dowódca Sił Lądowych Generał Ołeksandr Syrski stwierdził, że „przesuwanie się naszych wojsk na kierunku bachmuckim to pierwszy sukces działań kontrofensywnych podczas operacji obrony Bachmutu”. Brytyjskie Ministerstwo Obrony podało, że Grupa Wagnera kontynuowała stopniowe postępy w oczyszczaniu ukraińskich pozycji w centrum Bachmutu, jednak w ciągu ostatnich czterech dni Ukraińcy poczynili postęp stabilizując swoje pozycje na flankach. Oprócz postępów na południu Bachmutu, ukraińskie ataki odepchnęły rosyjską linię frontu na północny zachód od miasta, co prawdopodobnie umożliwiło Ukraińcom dalsze bezpieczne wykorzystanie drogi 0506 będącej kluczowym szlakiem zaopatrzeniowym. Ukraina powstrzymywała także postępy Rosji w kierunku zachodnim wzdłuż linii kanału Doniec-Donbas, który został włączony w głęboką strefę obronną wokół Czasiw Jaru.
Według ISW ukraińscy urzędnicy potwierdzali, że siły ukraińskie odniosły ograniczone sukcesy podczas niedawnych lokalnych kontrataków w Bachmucie i jego okolicach. Z kolei źródła rosyjskie stwierdziły, że Rosjanie zajęli Masjutiwkę w obwodzie charkowskim i ustanowili przyczółek na zachodnim brzegu rzeki Oskoł, jednak Instytut nie zaobserwował żadnych wizualnych potwierdzeń dla tych doniesień. Tymczasem siły rosyjskie kontynuowały ataki w Bachmucie i jego okolicach oraz prowadziły ograniczone ataki w pobliżu Doniecka.
Podczas niezapowiedzianej wizyty prezydenta Zełenskiego w Paryżu we wspólnym oświadczeniu jego i prezydenta Emmanuela Macrona stwierdzono, że Francja wyszkoli i wyposaży wojsko ukraińskie w dziesiątki pojazdów opancerzonych i lekkich czołgów, w tym AMX-10RC. Podano również, że Francja wesprze ukraińskie zdolności obrony przeciwlotniczej i zwiększy sankcje wobec Rosji. W trakcie wizyty w Wielkiej Brytanii tego samego dnia, premier Rishi Sunak obiecał Zełenskiemu setki pocisków obrony powietrznej oraz rakiet i „dronów szturmowych” o zasięgu ponad 200 km. Rząd Sunaka zapowiedział także, że od lata 2023 roku ukraińscy piloci będą szkoleni na samolotach F-16.
Według rządu USA Iran dostarczył Rosji ponad 400 dronów od sierpnia 2022 do maja 2023 roku, z których Rosja wykorzystała już większość. Przedstawiciel Głównego Zarządu Wywiadu Andrij Czerniak podał, że ponad 150 tys. rosyjskich żołnierzy pozostaje na zajętych terenach obwodu chersońskiego i zaporoskiego, a ich działania wskazywały, że szykują się do obrony. Z kolei prezydent Władimir Putin podpisał dekret, który uprościł proces uzyskiwania obywatelstwa rosyjskiego przez zagranicznych wolontariuszy na Ukrainie i rozszerzył jego uprawnienia na ich małżonków, dzieci i rodziców.

### 16 maja

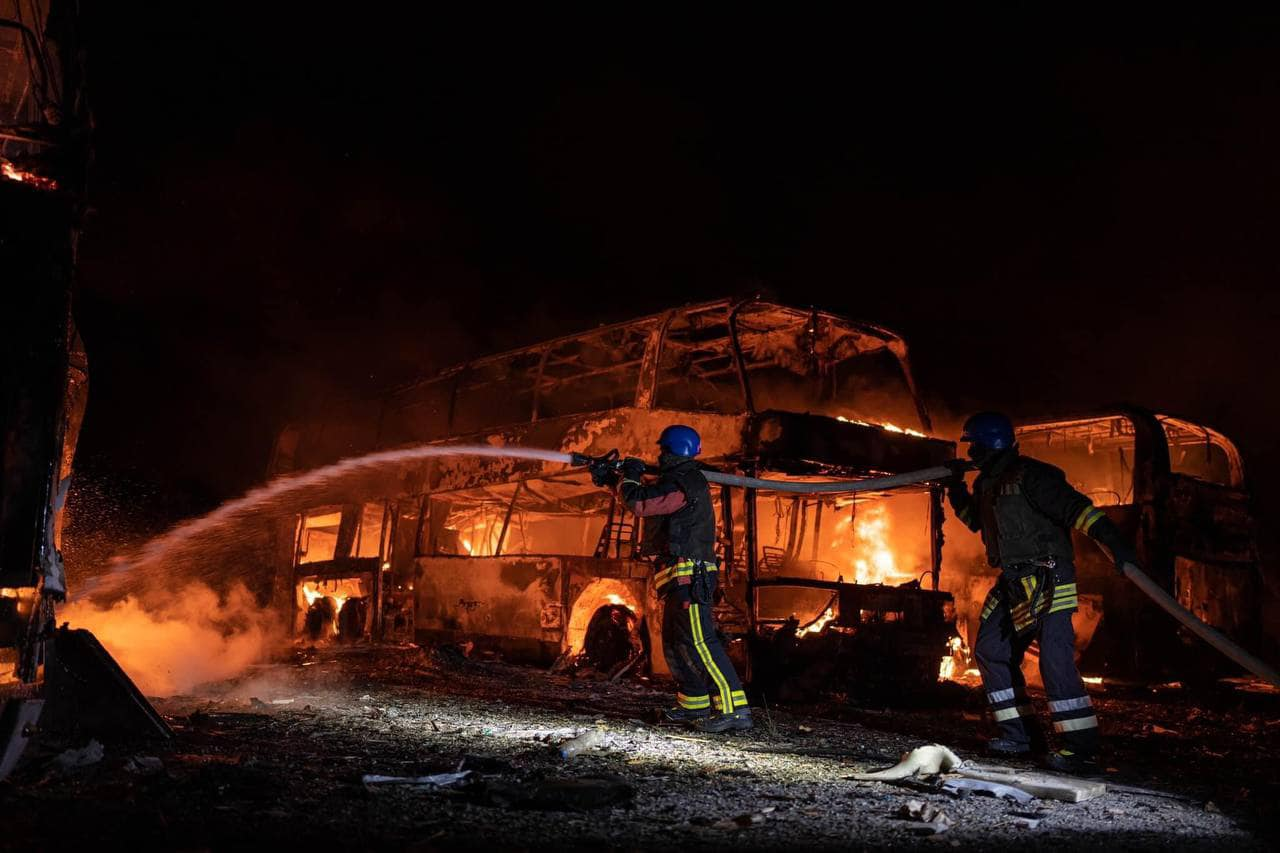
Płonące autobusy w rejonie sołomiańskim w Kijowie po nocnym rosyjskim ataku rakietami i dronami

SG Ukrainy podało, że Rosjanie skupiali na atakach w kierunkach Kupiańska, Łymanu, Bachmutu i Marjinki (najcięższe walki w Bachmucie i Marjince), gdzie odparto 55 ataków. W kierunku kupiańskim siły rosyjskie prowadziły bezskuteczne ataki w okolicach Masjutiwki, Nowoseliwskiego i Stelmachiwki. W kierunku łymańskim prowadzono ataki w rejonie Biłohoriwki. W kierunku bachmuckim trwały ciężkie walki o Bachmut oraz prowadzono nieudane ataki w pobliżu Iwaniwskiego. W kierunku marjińskim Ukraińcy odparli liczne ataki w rejonie Marjinki. W ciągu doby Rosjanie przeprowadzili 31 ataków rakietowych, w szczególności na infrastrukturę cywilną Konstantynówki (za pomocą S-300) i Mikołajowa (2 rakiety Kalibr) oraz 57 nalotów i 96 ataków ostrzałów na pozycje ukraińskie i tereny zaludnione. Lotnictwo ukraińskie dokonało 14 nalotów na miejsca koncentracji i cztery na przeciwlotnicze systemy rakietowe; artyleria uderzyła w sześć miejsc koncentracji, trzy stacje walki radioelektronicznej, cztery magazyny amunicji oraz magazyn paliw i smarów. W obwodzie charkowskim dwie osoby zginęły w kolejnym rosyjskim ostrzale Dworicznej. Rosyjska armia ostrzelała wieś Mołodiżne w obwodzie chersońskim, w wyniku czego raniono troje dzieci i 59-letnią kobietę.
O 2:30 czasu lokalnego Rosja przeprowadziła ósmy w tym miesiącu zmasowany na Kijów przy użyciu rakiet balistycznych i dronów. Ukraina oświadczyła, że zestrzeliła 18 pocisków, w tym sześć pocisków Kindżał, dziewięć Kalibr i trzy rakiety S-400 lub Iskander; dodatkowo zniszczono sześć dronów Shahed 136 i trzy drony rozpoznawcze. Według generała Wałerija Załużnego ataki nadeszły z północy, południa i wschodu oraz były wystrzeliwane z powietrza, lądu i morza. Według administratora wojskowego Serhija Popko, atak był „wyjątkowy”, ponieważ obejmował „maksymalną liczbę pocisków szturmowych w jak najkrótszym czasie”. Mer Kijowa Witalij Kłyczko powiedział, że odłamki przechwyconych pocisków uderzyły w miejskie zoo w rejonie sołomiańskim i szewczenkowskim, a także w kilka samochodów oraz raniły trzy osoby. Minister obrony Rosji Siergiej Szojgu odrzucił twierdzenia Ukrainy, mówiąc, że wystrzelili mniejszą liczbę pocisków, a celem ataków były ukraińskie jednostki bojowe i składy amunicji. Później Rosyjskie Ministerstwo Obrony podało, że zniszczono pociskiem Kindżał zbudowany w USA system obrony przeciwrakietowej Patriot. Urzędnik USA w rozmowie z CNN powiedział, że system Patriot został „prawdopodobnie uszkodzony, ale nie zniszczony” podczas ataku, i że trwają oceny potencjalnych uszkodzeń. Według USA system Patriot mógłby zostać naprawiony na Ukrainie, a ze względu na modułowy charakter systemu może wymagać jedynie wymiany uszkodzonego elementu na nowy.
Dienis Puszylin, przywódca Donieckiej Republiki Ludowej, powiedział, że siły rosyjskie zajęły kilka ukraińskich pozycji w pobliżu Awdijiwki. Wiceminister obrony Hanna Malar poinformowała, że ukraińskie siły w ostatnich dniach odzyskały ok. 20 km² terytorium na północnych i południowych przedmieściach Bachmutu, jednocześnie uznając dalsze rosyjskie postępy w obrębie miasta. Ponadto szef Grupy Wagnera, Jewgienij Prigożyn w nagraniu opublikowanym na Telegramie, stwierdził, że obywatel amerykański zginął walcząc w Bachmucie. Na filmiku Prigożyn oglądał ciało zmarłego i pokazał coś, co jak stwierdził, było dokumentem tożsamości USA. Według ISW Rosjanie chcieli wzmocnić taktyczne działania ofensywne w rejonie Bachmutu poprzez rozlokowywanie dodatkowych wojsk powietrznodesantowych. Rozmieścili także dodatkową siłę roboczą i sprzęt z Białorusi, aby wzmocnić swoje pozycje w obwodzie ługańskim. Tymczasem siły rosyjskie kontynuowały nieudane ataki wzdłuż linii Kupiańsk–Swatowe–Kreminna, osiągnęły marginalne korzyści w Bachmucie i kontynuowały ograniczone ataki wzdłuż linii Awdijiwka–Donieck. Ponadto władze rosyjskie kontynuowały działania na rzecz konsolidacji gospodarczego podporządkowania zajętych terenów Ukrainy gospodarce rosyjskiej.
Według ukraińskiego wywiadu wojskowego w połowie maja na terytorium Ukrainy przebywało ok. 400 tys. rosyjskich żołnierzy i najemników, w tym 370 tys. żołnierzy regularnej armii, 20 tys. członków Rosgwardii i ok. 7 tys. najemników. Szef wywiadu generał Kyryło Budanow powiedział, że wojska rosyjskie „wyczerpały swój potencjał do poważnych działań ofensywnych, ale miały porządną i mocną obronę”. Według agencji Reuters rosyjskie wydatki na obronność w styczniu i lutym br. wyniosły 2 biliony rubli (26 mld dolarów) i stanowiły 36% wszystkich wydatków budżetowych; „w porównaniu z analogicznym okresem w roku poprzednim, gdy Kreml zaatakował Ukrainę, oznaczało to wzrost o 282%”.
Według OSW w ostatnich dniach Ukraińcy kontynuowali działania zaczepne w okolicach Bachmutu i atakowali pozycje rosyjskie na wzgórzach pomiędzy Iwaniwśkem a Kliszczijiwką oraz w rejonie miejscowości Orichowo-Wasyliwka, Bohdaniwka i Chromowe. Działania te miały charakter systematycznego wypierania Rosjan z kolejnych punktów oporu przez oddziały szturmowe, przy wsparciu artylerii i czołgów. Oddziały Grupy Wagnera kontynuowały ataki na zachodnich peryferiach Bachmutu, gdzie toczyły się zaciekłe starcia o kilkanaście bloków mieszkalnych. Na pozostałych odcinkach frontu trwały walki o charakterze lokalnym. Równolegle z atakami na głębokie tyły przeciwnika siły rosyjskie prowadziły ostrzały strefy przyfrontowej, m.in. za pomocą systemów S-300 i kierowanych bomb lotniczych. Najbardziej ucierpiały Konstantynówka i Drużkiwka w obwodzie donieckim, Chersoń i okoliczne miejscowości oraz Nikopol. W ostatnich dniach miały miejsce ataki rakietowe na oddalony o 90 km od linii frontu i znajdujący się dotychczas poza zasięgiem ukraińskiej artylerii Ługańsk, gdzie trafione zostały koszary oraz obiekty przemysłowe, prawdopodobnie wykorzystywane jako magazyny.
Premier Wielkiej Brytanii Rishi Sunak i premier Holandii Mark Rutte zgodzili się zbudować „międzynarodową koalicję” w celu zapewnienia Ukrainie wsparcia myśliwcami, zwłaszcza w zakresie poprawy zdolności lotnictwa bojowego, szkolenia pilotów i zakupu samolotów F-16. Węgry zablokowały wypłatę nadchodzącej transzy wsparcia wojskowego dla Ukrainy w ramach Europejskiego Instrumentu na rzecz Pokoju (EPF) Unii Europejskiej, argumentując, że fundusz był zbyt skoncentrowany na Ukrainie i że środki mogłyby zostać wykorzystane gdzie indziej.
Prezydent Południowej Afryki Cyril Ramaphosa powiedział, że obaj prezydenci, Putin i Zełenski, zgodzili się przyjąć afrykańską misję, która zaproponuje plan pokojowy. Powiedział, że plan został poparty przez prezydentów Senegalu, Ugandy i Egiptu oraz że poinformowano również Sekretarza Generalnego ONZ António Guterresa, Stany Zjednoczone i Wielką Brytanię.

### 17 maja

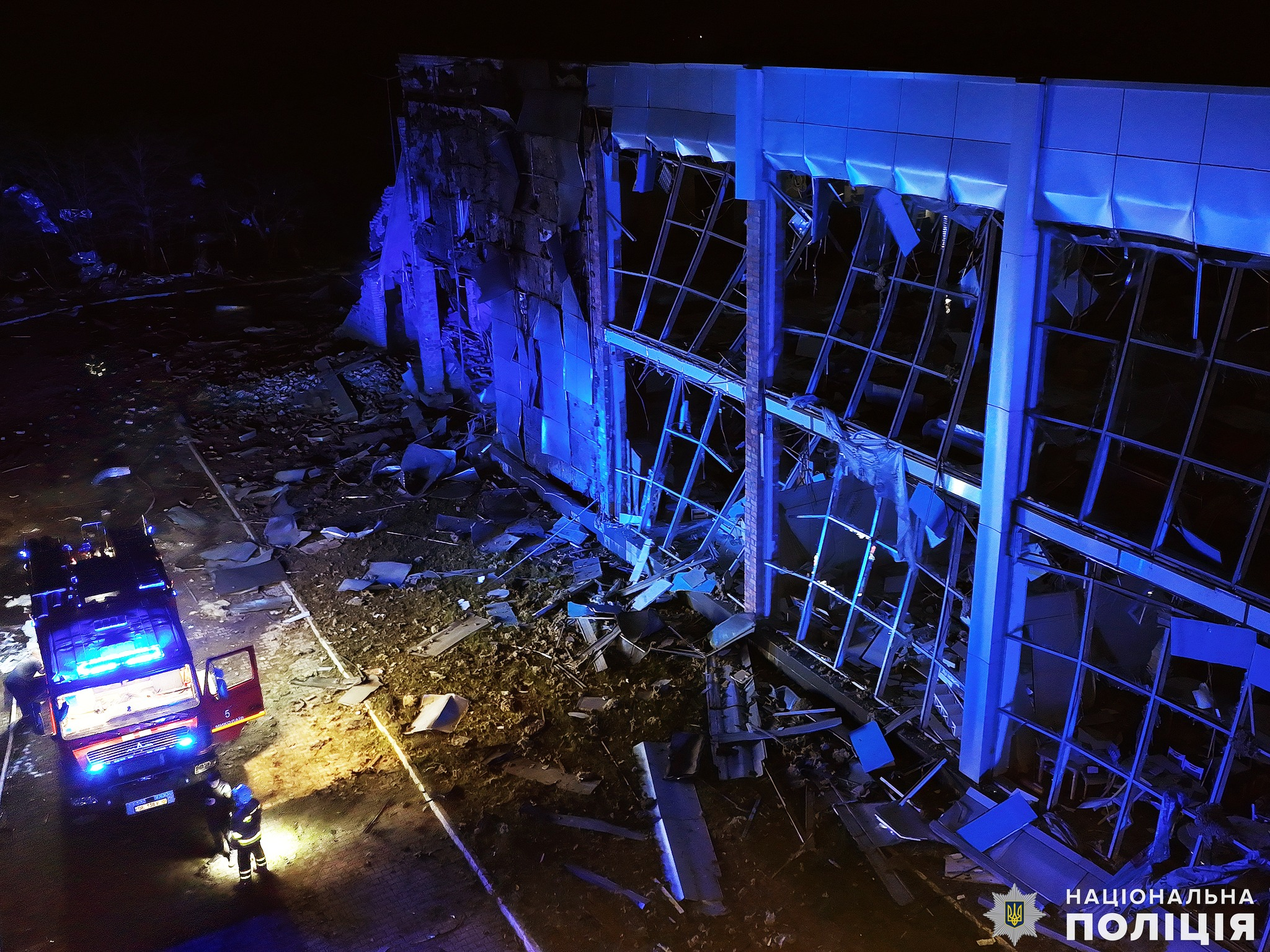
Zniszczenia w Mikołajowie po nocnym rosyjskim ostrzale

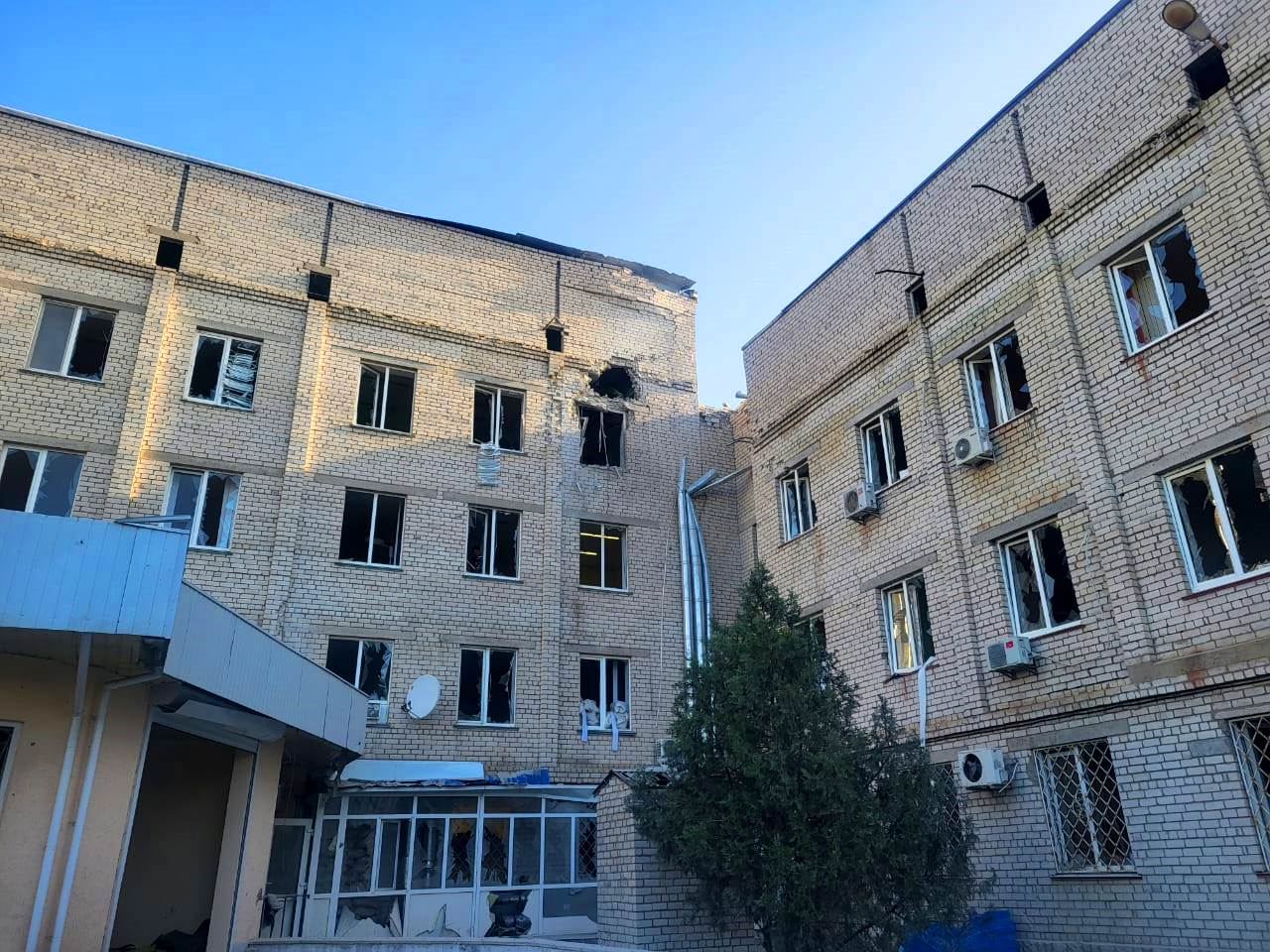
Szpital w Berysławiu po rosyjskim ostrzale

Według ukraińskiego Sztabu FR skupiała sie na atakach w kierunkach Kupiańska, Łymanu, Bachmutu i Marjinki (najcięższe walki w Bachmucie i Marjince), gdzie Ukraińcy odparli 36 ataków. W kierunkach kupiańskim i łymańskim Rosjanie przeprowadzili nieudane ataki w rejonie Masjutiwki, Nowoselewskiego i Newskiego. W kierunku bachmuckim trwały walki o Bachmut oraz prowadzono bezskuteczne ataki w okolicy Iwaniwskiego. W kierunku marjińskim siły ukraińskie odparły liczne ataki w rejonie Marjinki. W ciągu 24h Rosja przeprowadziła 15 ataków rakietowych, w szczególności na Bachmut, Chersoń i Odessę oraz 42 naloty i 101 ostrzałów z wyrzutni rakietowych. Lotnictwo ukraińskie dokonało 20 nalotów na miejsca koncentracji i osiem na przeciwlotnicze systemy rakietowe; artyleria zaatakowała stanowisko dowodzenia, sześć rejonów koncentracji, dwa magazyny amunicji, dwa magazyny paliw i smarów, oddział artylerii i dwa obiekty przeciwlotnicze. Wojska rosyjskie zintensyfikowały ostrzał przygranicznych miejscowości. W ostatnim tygodniu 110 razy ostrzelano obwód sumski, 29 razy – obwód czernihowski i 23 razy – obwód charkowski za pomocą artylerii i moździerzy. W wyniku ataków zginęło łącznie 16 cywilów, a 28 zostało rannych.
W godzinach nocnych ostrzelano Mikołajów, gdzie odnotowano trzy trafienia; jedna osoba została ranna oraz częściowo zniszczono salon samochodowy, centrum handlowe i budynek infrastruktury energetycznej. Ostrzelano także terytorium obwodu sumskiego za pomocą moździerzy i „Gradów”. Trzy osoby zginęły, a trzy osoby zostały ranne po tym, jak rosyjski pocisk uderzył przed sklepem w Zeleniwce. Prorosyjski mer Doniecka stwierdził, że w wyniku ukraińskiego ostrzału zginęło pięć osób, a 15 zostało rannych. Rosyjskie Ministerstwo Obrony podało, że zniszczono na Ukrainie wyprodukowaną w Wielkiej Brytanii 105 mm haubicę L-119. Stwierdzono również, że zniszczono magazyn amunicji w Mikołajowie.
Ukraiński rzecznik Serhij Czerewaty powiedział, że jednostki ukraińskie w ciągu ostatniej doby posunęły się do 500 m w okolicy Bachmutu. ISW poinformował, że rosyjskie siły powietrznodesantowe posunęły się naprzód w Bachmucie, a siły ukraińskie odnotowały sukcesy w atakach prowadzonych wokół miasta. Rosyjscy i ukraińscy urzędnicy potwierdzili, że Ukraińcy w pobliżu Bachmutu nadal prowadzili ograniczone kontrataki. Z kolei siły rosyjskie przeprowadziły ograniczone ataki na północny wschód od Kupiańska i wzdłuż linii Swatowe–Kreminna oraz przeprowadzały ograniczone ataki na linii Awdijiwka–Donieck. Rosjanie nadal atakowali zachodni obwód chersoński i wyspy w delcie Dniepru w obawie przed ukraińską kontrofensywą. Ponadto ukraińscy urzędnicy poinformowali, że ukształtowanie terenu ogranicza ataki przez rzekę Dniepr w obwodzie chersońskim.
Chińska Republika Ludowa wysłała na Ukrainę specjalnego wysłannika Li Huia, byłego ambasadora i byłego wiceministra spraw zagranicznych. Deklarowanym celem było przeprowadzenie na Ukrainie oraz w Rosji, Niemczech, Francji i Polsce rozmów na temat politycznego rozwiązania wojny. Ukraina została członkiem natowskiego Cooperative Cyber Defence Center of Excellence. Rada Europy zdecydowała o utworzeniu rejestru zniszczeń wojennych na Ukrainie.
DSM Capella, ostatni statek pływający w ramach Inicjatywy Zbożowej Morza Czarnego przed jej oczekiwanym wygaśnięciem 18 maja, opuścił ukraiński port w Czarnomorsku, przewożąc 30 tys. ton kukurydzy zmierzającej do Turcji. Niedługo potem prezydent Turcji Recep Tayyip Erdoğan ogłosił, że umowa eksportowa zboża między Ukrainą a Rosją została przedłużona o kolejne dwa miesiące. Zarówno Rosja, jak i Ukraina z zadowoleniem przyjęły przedłużenie umowy.
Po zestrzeleniu przez Ukrainę rakiet Kindżał (jednej 4 maja i sześciu 16 maja), 17 maja ukazały się doniesienia o aresztowaniu czterech rosyjskich fizyków: Dmitrija Kolkera, Aleksandra Szipljuka, Anatolija Masłowa i Walerego Zwiegincewa (z tej czwórki Kolker miał raka trzustki i zmarł w areszcie). Wszyscy są uważani za ekspertów w dziedzinie broni hipersonicznej i pracowali w Instytucie Mechaniki Teoretycznej i Stosowanej im. Christianowicza w Nowosybirsku. Władze Rosji oskarżyły ich o zdradę stanu. W liście otwartym koledzy naukowców zapewniali o ich niewinności.

### 18 maja

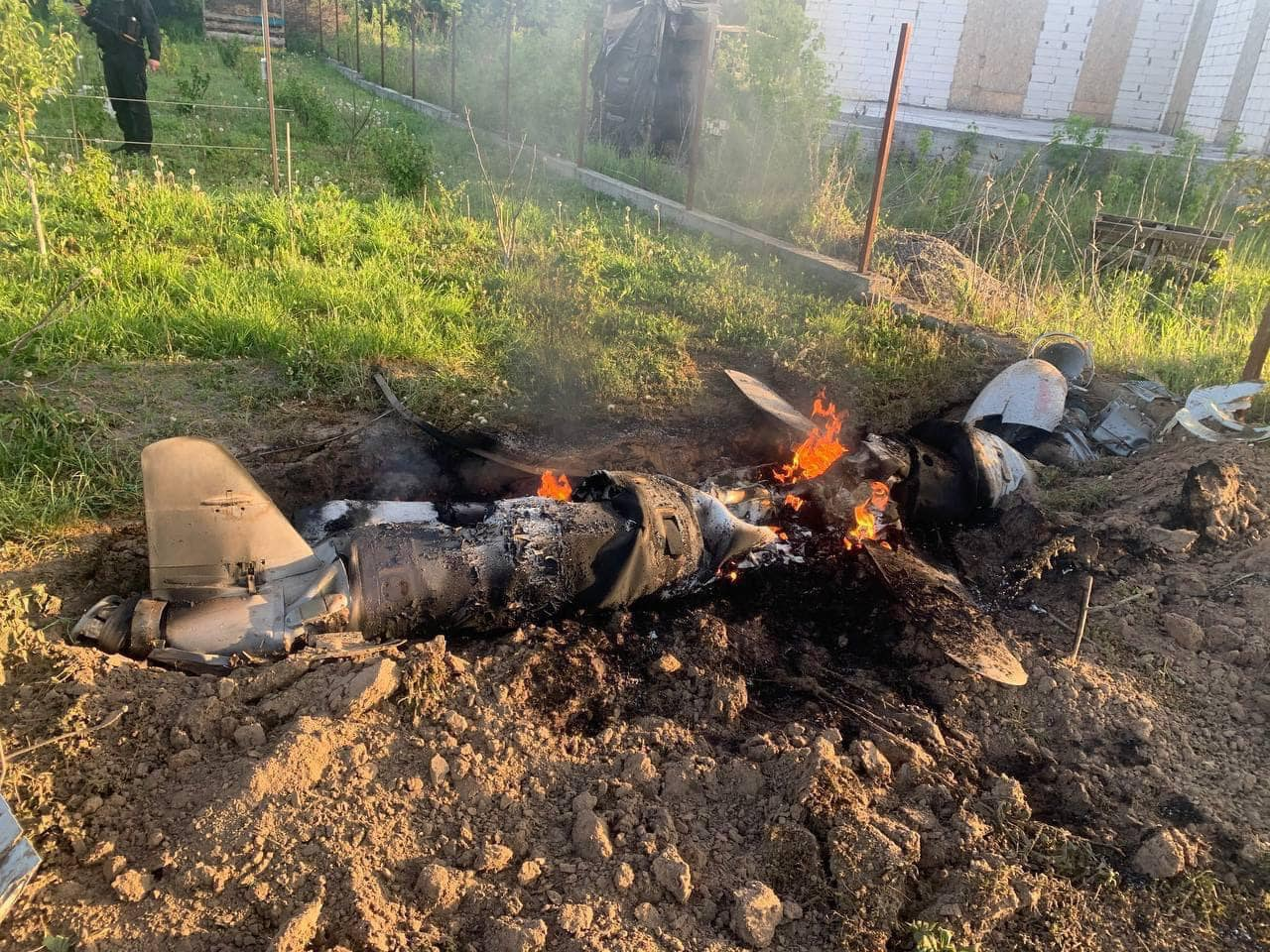
Rosyjski pocisk manewrujący zestrzelony w obwodzie kijowskim podczas nocnego ataku rakietowego

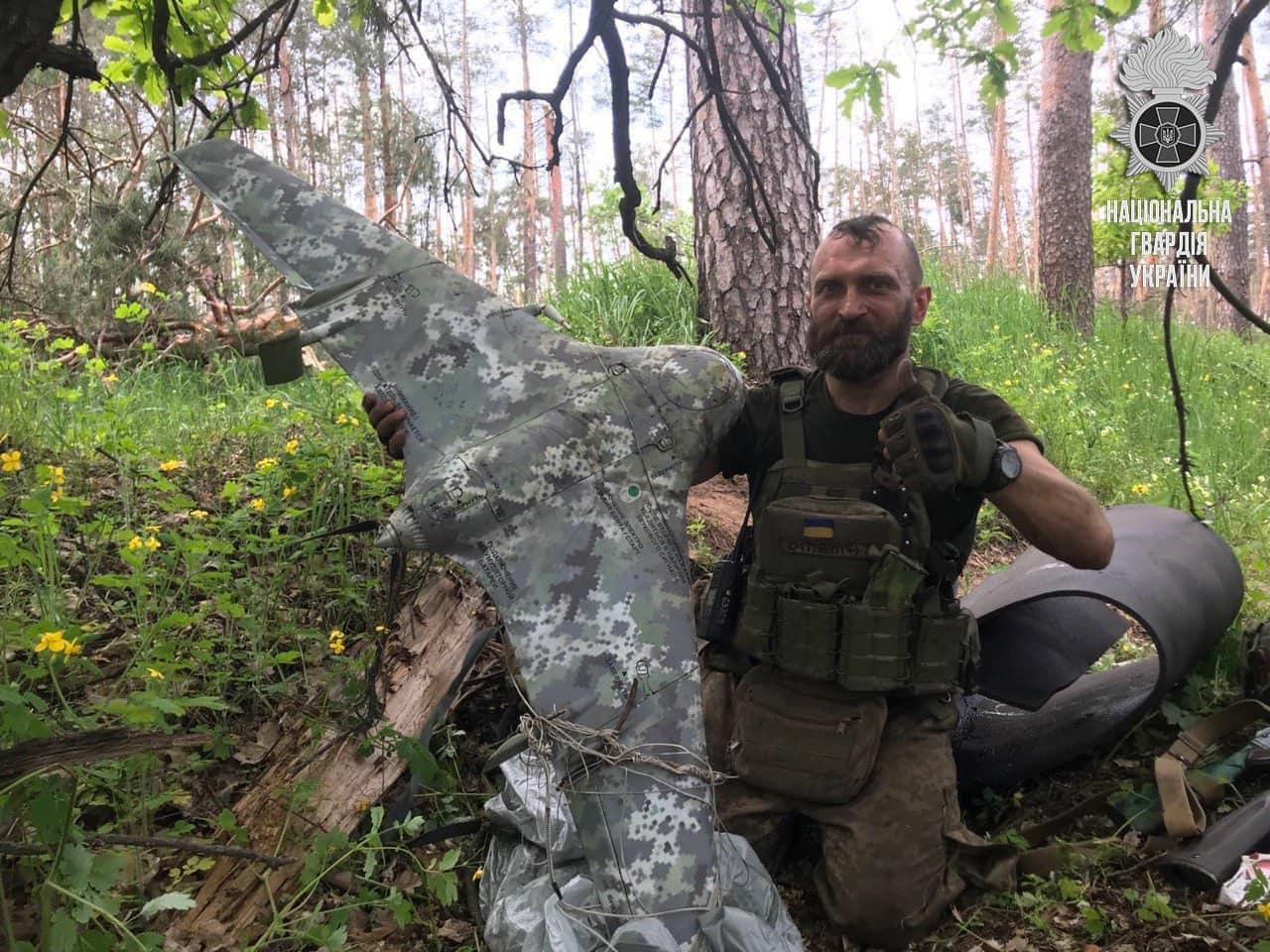
Rosyjski dron Eleron przejęty przez żołnierza ukraińskiego

Sztab Ukrainy podał, że Rosja kontynuowała ataki w kierunkach Bachmutu, Awdjiwki i Marjinki (najcięższe walki w Bachmucie i Marjince), gdzie siły ukraińskie odparły 29 ataków. W kierunku bachmuckim trwały walki o Bachmut oraz prowadzono nieudane ataki w pobliżu Iwaniwskiego. W kierunkach awdijiwskim i marjińskim Rosjanie prowadzili bezskuteczne ataki w okolicy Siewernego, Perwomajskego, Nowomychajłiwki i Marjinki, gdzie odparto liczne szturmy. W ciągu doby FR przeprowadziła 39 ataków rakietowych, 39 nalotów i 50 ataków z systemów rakietowych. Ukraińskie lotnictwo przeprowadziło siedem nalotów na miejsca koncentracji wojsk, natomiast artyleria zniszczyła rejon koncentracji, magazyn amunicji, trzy jednostki artylerii, przeciwlotniczy kompleks rakietowy, siedem stacji walki radioelektronicznej oraz stację radiolokacyjną.
Według władz ukraińskich siły rosyjskie przeprowadziły zmasowany atak rakietowy na Ukrainę, atakując (po raz dziewiąty) Kijów oraz obwody odeski, chersoński, winnicki, chmielnicki, charkowski, żytomierski i kirowohradzki; Ukraińskie Siły Powietrzne podały, że zestrzelono 29 z 30 rosyjskich pocisków oraz dwa drony Shahed 136 i dron zwiadowczy. Nad Kijowem słychać było eksplozje oraz zapalił się jeden kompleks garażowy od spadających szczątków w rejonie darnyckim, a drugi pożar wybuchł w rejonie desniańskim. W Odessie jedna osoba zginęła, a dwie zostały ranne w wyniku trafienia w „obiekt przemysłowy”. Użyte pociski to Ch-101 i Ch-555, wystrzelone z dwóch bombowców strategicznych Tu-160 i ośmiu Tu-95. Rosyjskie Ministerstwo Obrony stwierdziło, że podczas ataków zniszczono wszystkie wyznaczone cele, w tym zapasy broni i amunicji.
Szef Grupy Wagnera, Jewgienij Prigożyn, ponownie skarżył się w nagraniu wideo na niepowodzenia rosyjskiego wojska w Bachmacie, twierdząc, że wycofało się ono do 570 m na północ od miasta, odsłaniając flanki Wagnera. Stwierdził, że jego najemnicy posunęli się do 400 m w mieście, podczas gdy Ministerstwo Obrony Ukrainy poinformowało, że siły ukraińskie posunęły się do 500 m na północy miasta i do 1 km po południowej stronie, zachowując południowo-zachodnią część Bachmutu. Rzecznik Wschodniego Zgrupowania pułkownik Serhij Czerewaty poinformował, że w ciągu minionej doby oddziały ukraińskie posunęły się naprzód w okolicach Bachmutu na odległość od 150 do 1700 m, mimo braku przewagi w sprzęcie, amunicji i ludziach. Według Czerewatego w okolicach miasta doszło do 25 starć bojowych, a Rosjanie przeprowadzili na pozycje ukraińskie sześć nalotów i prawie 490 ataków artyleryjskich. Wiceminister obrony Hanna Malar poinformowała, że w ciągu dnia trwały zacięte walki na południowych przedmieściach Bachmutu, gdzie Rosjanie przeszli do ofensywy, chcąc odzyskać utracone tereny, jednak bez powodzenia. Dodała także, że wojsko rosyjskie „wysłało do Bachmutu większość swoich rezerw” znajdujących się na Ukrainie. Według ISW siły ukraińskie przejęły taktyczną inicjatywę pod Bachmutem i poczyniły znaczne postępy pod względem taktycznym podczas działań kontrofensywnych. Tymczasem siły rosyjskie przeprowadziły ograniczone ataki na północny wschód od Kupiańska, wzdłuż linii Swatowe–Kreminna i na linii Awdijiwka–Donieck.
Według rosyjskiej administracji regionalnej co najmniej dwie osoby zginęły w wyniku ostrzału ukraińskiej artylerii w obwodzie biełgorodzkim. Pociąg między Symferopolem a Sewastopolem na Krymie wykoleił się w wyniku eksplozji, która spowodowała zawieszenie ruchu kolejowego między dwoma miastami.
Rząd USA powiedział CNN, że nie będzie blokował żadnych próśb sojuszników o transfer F-16 na Ukrainę, jednak nie wyśle swoich własnych samolotów. Kwestia szkolenia pilotów pozostała bez odpowiedzi, co prawdopodobnie wiązałoby się z pewnym zaangażowaniem USA. Sekretarz obrony Wielkiej Brytanii Ben Wallace potwierdził, że „nieujawniona liczba” pocisków Storm Shadow została wysłana na Ukrainę i była przez nią wykorzystana. Wallace wyjaśnił, że te pociski zostały wysłane na Ukrainę „w celu złagodzenia sytuacji, w której nie możemy zapewnić myśliwców”. Wcześniej prezydent Emmanuel Macron ogłosił, że Francja dostarczy Ukrainie rakiety SCALP-EG, które są francuskim odpowiednikiem Storm Shadow.

### 19 maja
Według SG Ukrainy Rosja koncentrowała się na atakach w kierunkach Kupiańska, Bachmutu, Awdjiwki i Marjinki (najcięższe walki w Bachmucie i Marjince), gdzie Ukraińcy odparli ponad 80 ataków. W kierunku kupiańskim siły rosyjskie prowadziły nieudane ataki w rejonie Biłohoriwki. W kierunku bachmuckim trwały walki o Bachmut oraz przeprowadzono bezskuteczne ataki w okolicy Iwaniwskiego i Biłej Hory. W kierunkach awdijiwskim i marjińskim prowadzono ataki w pobliżu Nowokalynowego, Stepowego, Awdijiwki, Perwomajskiego i Marjinki, gdzie odparto ponad 20 ataków. W ciągu doby Rosjanie przeprowadzili 6 ataków rakietowych, 62 naloty i 65 ostrzałów na pozycje ukraińskie i tereny zaludnione, m.in. w Krzywym Rogu, Stepnohirśku, Berysławiu i Zełeniwce (odnotowano zabitych i rannych wśród cywilów oraz zniszczoną infrastrukturę). Lotnictwo Ukrainy dokonało 13 nalotów na miejsca koncentracji i osiem na przeciwlotnicze systemy rakietowe, z kolei artyleria ostrzelała stanowisko dowodzenia, siedem rejonów koncentracji, dwie jednostki artylerii, sześć stacji walki radioelektronicznej, magazyn amunicji i stację radiolokacyjną S-300. Ponadto Rosja kontynuowała przymusową paszportyzację ludności Kachowki, m.in. przeprowadzając demonstracyjne naloty, mające na celu zastraszenie ludności ewentualną mobilizacją i konfiskatą mienia.
Ukraińskie wojsko poinformowało, że w godzinach porannych przeprowadzono zmasowany atak rakietowy i dronami na Ukrainę, w tym stolicę o 1:00 w nocy; zestrzelono 16 z 22 dronów i trzy z sześciu pocisków Kalibr. Według Ukrainy nieprzechwycone pociski uderzyły w kilka budynków w Krzywym Rogu (trafiono m.in. prywatne przedsiębiorstwo przemysłowe i budynek administracyjny), powodując pożary; starsza kobieta została poważnie ranna. W ciągu doby pięć osób zginęło, a 13 zostało rannych w rosyjskich ostrzałach obwodu donieckiego, chersońskiego, charkowskiego i zaporoskiego. Według sił ukraińskich i mera Melitopola, wojska rosyjskie zalewały tereny w rejonie wasylowskim (ok. 35 km na południe od Zaporoża) oraz na obszarze dawnego rejonu jakymiwskiego w celu zapobieżenia ewentualnej ukraińskiej kontrofensywie.
Brytyjskie MON podało, że opanowanie Bachmutu wciąż było kluczowym celem Rosji, w wyniku czego w ciągu czterech ostatnich dni przerzucono do miasta kilka dodatkowych batalionów, które miały przeciwdziałać ukraińskim kontratakom. Zdaniem Ministerstwa „Rosja prawdopodobnie utrzymywała na Ukrainie stosunkowo niewiele jednostek niezaangażowanych w działania bojowe, dlatego przesunięcie sił do Bachmutu było znaczącym ruchem ze strony dowództwa”. Według ISW ukraińskie kontrataki pod Bachmutem prawdopodobnie wyeliminowały ryzyko otoczenia przez Rosjan kontyngentu broniącego miasta oraz zaangażowały oddziały rosyjskie do obrony przeciwko tym ograniczonym i punktowym atakom. Ukraińcy podali, że siły rosyjskie skoncentrowały większość dostępnych rezerw w rejonie Bachmutu i spowolniły ukraińskie kontrataki w ciągu ostatnich 24h. Tymczasem źródła rosyjskie stwierdziły, że Rosjanie kontynuowali ataki wzdłuż linii Kupiańsk–Swatowe, ataki naziemne w rejonie Bachmutu i zwiększyli tempo ataków naziemnych wzdłuż linii miasta Awdijiwka–Donieck.
Według OSW Ukraińcy kontynuowali działania zaczepne na zachód od Bachmutu. Główne walki toczyły się na wzgórzach pomiędzy Iwaniwśkem a Kliszczijiwką, gdzie Rosjanie byli powoli wypierani w kierunku drugiej z tych miejscowości. Ukraińcy atakowali także na 10 km linii frontu przebiegającej od Orichowa-Wasyliwki do Chromowego. Postępy były niewielkie, średnio po kilkaset metrów na dobę, przy czym siły rosyjskie podejmowały walkę i nie porzucały swoich pozycji. Na zachodnich obrzeżach Bachmutu oddziały Grupy Wagnera próbowały zdobyć ostatnie ukraińskie punkty oporu. Na pozostałych odcinkach frontu trwały starcia o charakterze lokalnym. W ciągu ostatnich dwóch dni Rosjanie kontynuowali ataki na tyły ukraińskie, używając różnych kombinacji rakiet i dronów kamikadze. Poza atakami na głębokich tyłach sił ukraińskich Rosja cały czas atakowała miejscowości w strefie przyfrontowej za pomocą bomb kierowanych, wyrzutni BM-30 Smiercz i rakiet S-300. W ostatnich dniach głównymi celami były miejscowości położone na zapleczu frontu w Donbasie (głównie Konstantynówka) oraz Chersoń i okoliczne wsie.
Według przedstawiciela ukraińskiego wywiadu wojskowego Wadyma Skibickiego, Rosjanom udało się uruchomić produkcję amunicji mimo sankcji, w wyniku czego Rosjanie byli w stanie wyprodukować miesięcznie ok. 25 rakiet Kalibr, 35 pocisków Ch-101 i pięć Iskander.
Pentagon poinformował, że popełnił błąd rachunkowy w odniesieniu do pomocy udzielonej Ukrainie, przeszacowując przed Kongresem o co najmniej 3 miliardy dolarów koszt broni wysłanej na Ukrainę. Ten błąd oznaczał, że fundusze te były faktycznie nadwyżką, którą można było wydać na więcej broni dla Ukrainy. Prezydent USA Joe Biden stwierdził, że wesprze wspólne wysiłki z sojusznikami w celu szkolenia ukraińskich pilotów na samolotach czwartej generacji, w tym na myśliwcach F-16. Wielka Brytania, Holandia, Dania, Francja, Belgia i Norwegia także zadeklarowały chęć udzielenia bezpośredniej pomocy w szkoleniu ukraińskich pilotów. Według urzędnika USA szkolenia na myśliwcach F-16 mają odbyć się w Europie w „najbliższych tygodniach” 2023 roku. W opinii Sił Powietrznych Stanów Zjednoczonych czas szkolenia na myśliwcach F-16 można skrócić z 18 miesięcy do czterech miesięcy; według innych źródeł przeszkolenie ukraińskich pilotów i załóg w obsłudze F-16 może zająć od sześciu do dziewięciu miesięcy. Według doniesień Ukraina zażądała ok. 30 samolotów w ramach pierwszej transzy. Samoloty F-16, które Ukraina ma otrzymać po szkoleniu, będą pochodzić z krajów europejskich. Belgia, Holandia, Dania i Norwegia wyraziły chęć przekazania Ukrainie myśliwców F-16.

### 20 maja

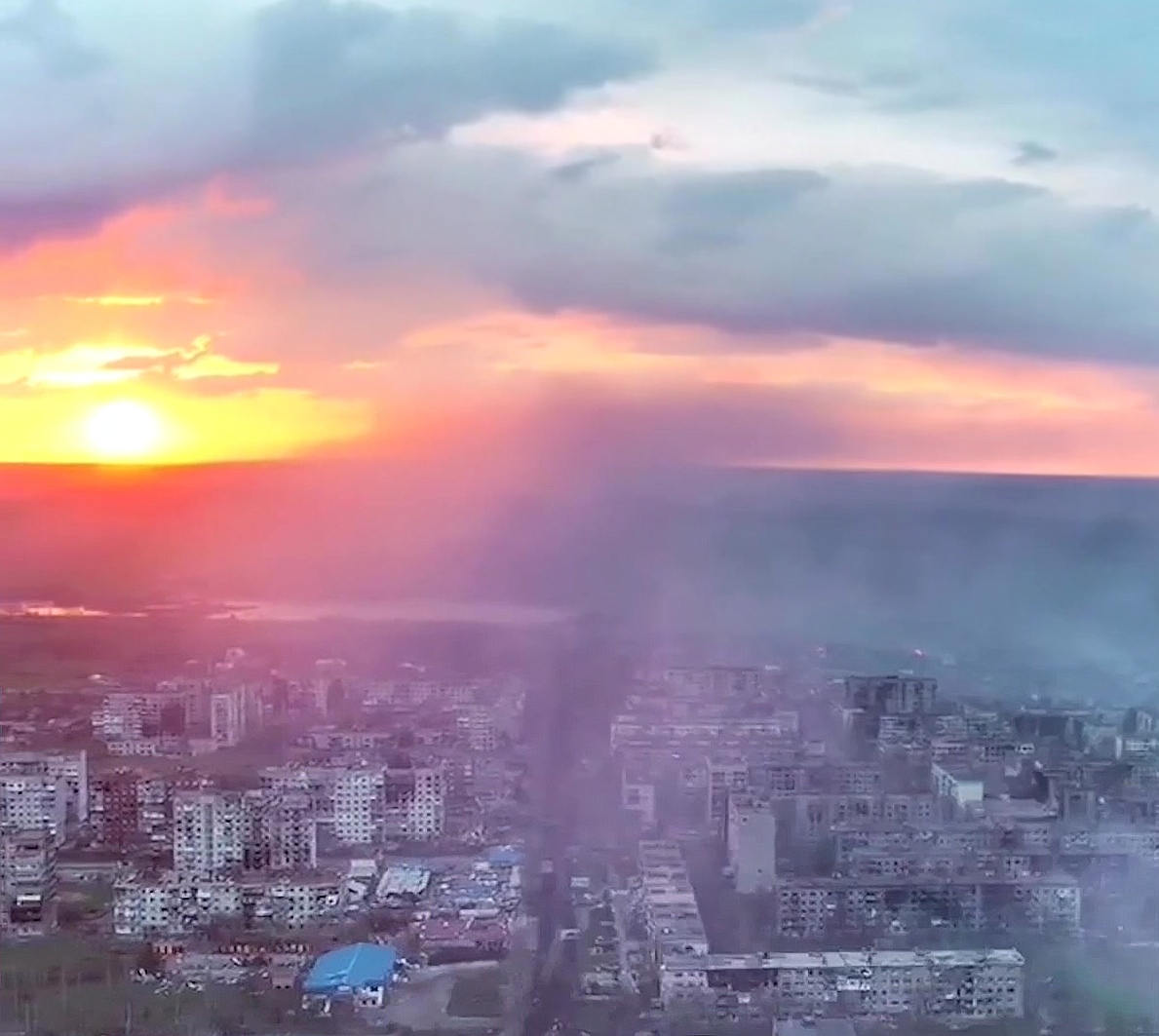
Zachodnia część Bachmutu podczas bitwy o miasto

Ukraiński Sztab poinformował, że FR koncentrowała się na atakach w kierunkach Kupiańska, Bachmutu, Awdjiwki, Marjinki i Szachtarska (najcięższe walki w Bachmucie i Marjince), gdzie odparto 53 ataki. W kierunku kupiańskim Rosjanie prowadzili nieudane ataki w rejonie Masjutiwki. W kierunku bachmuckim trwały walki o Bachmut oraz prowadzono ataki na Biłą Horę. W kierunkach awdijiwskim, marjińskim i szachtarskim prowadzono bezskuteczne ataki w okolicy Nowokalynowego, Awdijiwki, Siewiernego, Marjinki i Nowomychajliwki. W ciągu 24h siły rosyjskie przeprowadziły siedem ataków rakietowych, 70 nalotów i 48 ostrzałów na pozycje ukraińskie i obszary zamieszkane. Lotnictwo ukraińskie dokonało 10 nalotów na miejsca koncentracji wojsk, natomiast artyleria uderzyła w cztery miejsce koncentracji, magazyn amunicji, cztery jednostki artylerii i stanowisko przeciwlotnicze. Armia rosyjska otworzyła ogień 63 razy w ciągu dnia do różnych miejscowości w obwodzie chersońskim, w wyniku czego dwie osoby zginęły, a dwie zostały ranne.
Rosja po raz kolejny przeprowadziła zmasowany atak Ukrainę, wystrzeliwując 18 dronów Shahed 136 na Kijów i okolice; był to jedenasty atak na stolicę w tym miesiącu. Według ukraińskich Sił Powietrznych wszystkie drony zostały zestrzelone. Spadające szczątki podpaliły dach kompleksu mieszkalnego w rejonie dniprowskim. Ukraińska armia podała również, że pod koniec dnia zniszczono dwa drony Szahed na wschodzie i jeden dron rozpoznawczy „Merlin-VR” na południu kraju.
Jewgienij Prigożyn stwierdził na Telegramie, że jego najemnicy całkowicie zdobyli Bachmut. Zaprzeczyła temu Ukraina, która jednak określiła sytuację w mieście jako „krytyczną”. Rosyjskie Ministerstwo Obrony potwierdziło później zdobycie miasta, a prezydent Putin przesłał gratulacje. W opinii ISW nawet jeśli oświadczenie Jewgienij Prigożyna o zdobyciu reszty bronionego przez Ukraińców Bachmutu było prawdziwe, to miało ono wymiar czysto symboliczny. Zdaniem ekspertów kilka ostatnich dzielnic na południowym zachodzie Bachmutu, których zdobycie ogłosił Prigożyn, nie miało dużego znaczenia pod względem taktycznym ani operacyjnym, ponieważ nie umożliwiały one siłom rosyjskim stworzenia przyczółka w celu prowadzenia dalszych ataków. Ponadto ukraińskie kontrataki na północy, zachodzie i południowym zachodzie miasta utrudniały w najbliższej perspektywie wszelkie ewentualne rosyjskie próby wyjścia poza granice Bachmutu. Tymczasem siły ukraińskie kontynuowały naciski na północną i południową flankę Bachmutu. Z kolei Rosjanie kontynuowali ograniczone ataki w rejonie Kreminnej i linii Awdijiwka–Donieck. Ponadto ukraiński dowódca stwierdził, że ukraińskie siły specjalne przeprowadzały naloty na wschodni brzeg obwodu chersońskiego, ale Ukraińcy nie utrzymywali tam stabilnych pozycji.
Brytyjskie Ministerstwo Obrony podało, że w maju siły rosyjskie zaczęły stosować na szeroką skalę drony zwiadowcze, próbując w ten sposób zwiększyć celność swoich ostrzałów rakietowych. Stosunkowo tanie i zdolne do pokonywania dużych odległości rosyjskie drony typu SuperCam zostały włączone do działań na Ukrainie ze względu na problemy z celnością ostrzałów. Były jednak łatwo zestrzeliwane przez siły ukraińskie ze względu na niedużą prędkość.
Prezydent Ukrainy Wołodymyr Zełenski poleciał do Japonii, gdzie odbywał się szczyt G7 z udziałem przywódców Japonii, USA, Niemiec, Wielkiej Brytanii, Francji, Włoch i Kanady. Państwa G7 wydały wspólne oświadczenie o wsparciu Ukrainy w konfrontacji z Rosją w celu jak najszybszego zawarcia pokoju. Państwa G7 zobowiązały się także do kontynuowania wysiłków na rzecz skłonienia Rosji do zapłaty za długoterminową odbudowę Ukrainy; „Suwerenne aktywa Rosji w naszych jurysdykcjach pozostaną zablokowane, dopóki Rosja nie zapłaci za szkody, jakie wyrządziła Ukrainie”. Prezydent Zełenski spotkał się także z premierem Indii Narendrą Modi na szczycie G7 po raz pierwszy od rosyjskiej inwazji na Ukrainę.

### 21 maja
Sztab Ukrainy oświadczył, że Rosja skupiała się na atakach w kierunkach Kupiańska, Łymanu, Bachmutu, Awdjiwki i Marjinki (najcięższe walki w Bachmucie i Marjince), gdzie siły ukraińskie odparły 37 ataków. W kierunkach kupiańskim i łymańskim Rosjanie prowadzili nieudane ataki w rejonie Masjutiwki i Iwano-Dariwki. W kierunku bachmuckim kontynuowano walki o Bachmut i prowadzono bezskuteczne ataki na południe od Iwaniwskiego. W kierunkach awdijiwskim i marjińskim prowadzono nieudane ataki w okolicy Awdijiwki, Pierwomajskiego i Marjinki. W ciągu doby Rosjanie przeprowadził sześć ataków rakietowych, 52 naloty i 65 ostrzałów; do ataków na Łyman, Słowiańsk i Konstantynówkę użyto systemów S-300. Lotnictwo ukraińskie dokonało 14 nalotów na miejsca koncentracji i siedem na przeciwlotnicze systemy rakietowe; artyleria zaatakowała pięć rejonów koncentracji, dwa składy amunicji, trzy jednostki artylerii, dwa punkty kontrolne, stację walki radioelektronicznej i kompleks rakiet przeciwlotniczych. Ponadto w wyniku znacznych strat w sile roboczej rosyjskie dowództwo podjęło decyzję o skróceniu do 10 dni okresu szkolenia żołnierzy pośród skazanych, których baza została rozmieszczona w rejonie starobielskim. Wcześniej do tego obozu przywieziono ok. 1000 osób z więzień na terenie Rosji. Centrum Narodowego Sprzeciwu poinformowało, że mężczyźni na zajętych terenach obwodu zaporoskiego trafiali do aresztów pod byle pretekstem, a następnie byli zmuszani do służby w siłach rosyjskich.
Prezydent Zełenski zdawał się potwierdzać zdobycie Bachmutu przez Rosję, mówiąc w wywiadzie dla AFP, że „na dziś Bachmut jest tylko w naszych sercach” i że „nic” nie zostało z miasta. Jednak on i jego biuro wyjaśnili później, że nie powiedział, że miasto upadło. Ministerstwo Obrony Ukrainy poinformowało, że siły ukraińskie utrzymywały sektor miasta, częściowo okrążając sam Bachmut. Później wiceminister obrony Hanna Malar podała, że „ukraińskie siły wzięły Bachmut w półokrążenie, dzięki czemu miały możliwość skutecznego powstrzymywania wojsk rosyjskich atakujących miasto”. Dodała także, że Ukraińcy utrzymywali kontrolę nad obiektami przemysłowymi i dzielnicą mieszkaniową w okolicy wyjazdu z miasta w stronę Konstantynówki. 3. Ukraińska Brygada Szturmowa „kontynuowała wypieranie sił rosyjskich z pozycji w pobliżu Bachmutu! Terytorium szerokie na 1730 m i głębokie na 700 m zostało oczyszczone z sił wroga”. Jewgienij Prigożyn zapowiedział opuszczenie rejonu Bachmutu 25 maja i przekazanie pozycji zajmowanych przez grupę Wagnera rosyjskiemu Ministerstwu Obrony. Z kolei Biden powiedział, że: „Mówi się o Bachmucie: czy został stracony, czy nie. Prawdą, która się liczy, jest to, że rosyjskie straty w Bachmucie wyniosły ponad 100 tys. Trudno to uzupełnić”. Według ISW Grupa Wagnera prawdopodobnie kontrolowała zachodnie granice Bachmutu, jednak Ukraińcy skupiali się na kontratakach na przedmieściach miasta. Najemnicy Wagnera nie będą w stanie kontynuować ataków poza granicami miasta, z kolei do utrzymania kontroli nad nim Rosjanie będą zmuszeni do ściągania sił z innych odcinków frontu.
Rosyjski urzędnik w obwodzie zaporoskim powiedział, że wojsko ukraińskie zaatakowało port w Berdiańsku siedmioma pociskami, w tym czterema dostarczonymi przez Brytyjczyków Storm Shadow. Powiedział, że sześć pocisków zostało przechwyconych, a jeden spadł na obrzeża miasta, ale nie spowodował żadnych ofiar. Ukraińskie wojsko potwierdziło później, że uderzyło w rosyjską kwaterę główną w mieście.
Prezydent Joe Biden ogłosił nowy pakiet pomocy wojskowej o wartości 375 milionów dolarów dla Ukrainy, obejmujący m.in. amunicję do M142 HIMARS, pociski artyleryjskie 155 mm i 105 mm, broń przeciwpancerną AT-4 i Javelin, systemy pomostowe i pojazdy medyczne oraz ciężarówki i przyczepy do transportu ciężkiego sprzętu. Biden powiedział również, że otrzymał zapewnienia od prezydenta Zełenskiego, że żadne F-16 dostarczone Ukrainie nie będą użyte do nalotów terytorium Rosji.
Brytyjskie MON podało, że Rosja prawdopodobnie tworzyła nową grupę lotnictwa szturmowego, której zadaniem miał być atakowanie celów naziemnych na Ukrainie; miała składać się z co najmniej jednej eskadry bombowców Su-24 i samolotów myśliwsko-bombowych Su-34. Do służby w formacji zachęcano doświadczonych i wykwalifikowanych pilotów. W opinii ISW siły rosyjskie kontynuowały ograniczone ataki na północny wschód od Kupiańska i na południe od Kreminnej oraz na linii Donieck–Awdijiwka, ale nie osiągnęły żadnych zdobyczy terytorialnych. Ponadto rosyjskie władze intensyfikowały działania filtracyjne na okupowanej Ukrainie w celu znalezienia ukraińskich partyzantów.

### 22 maja

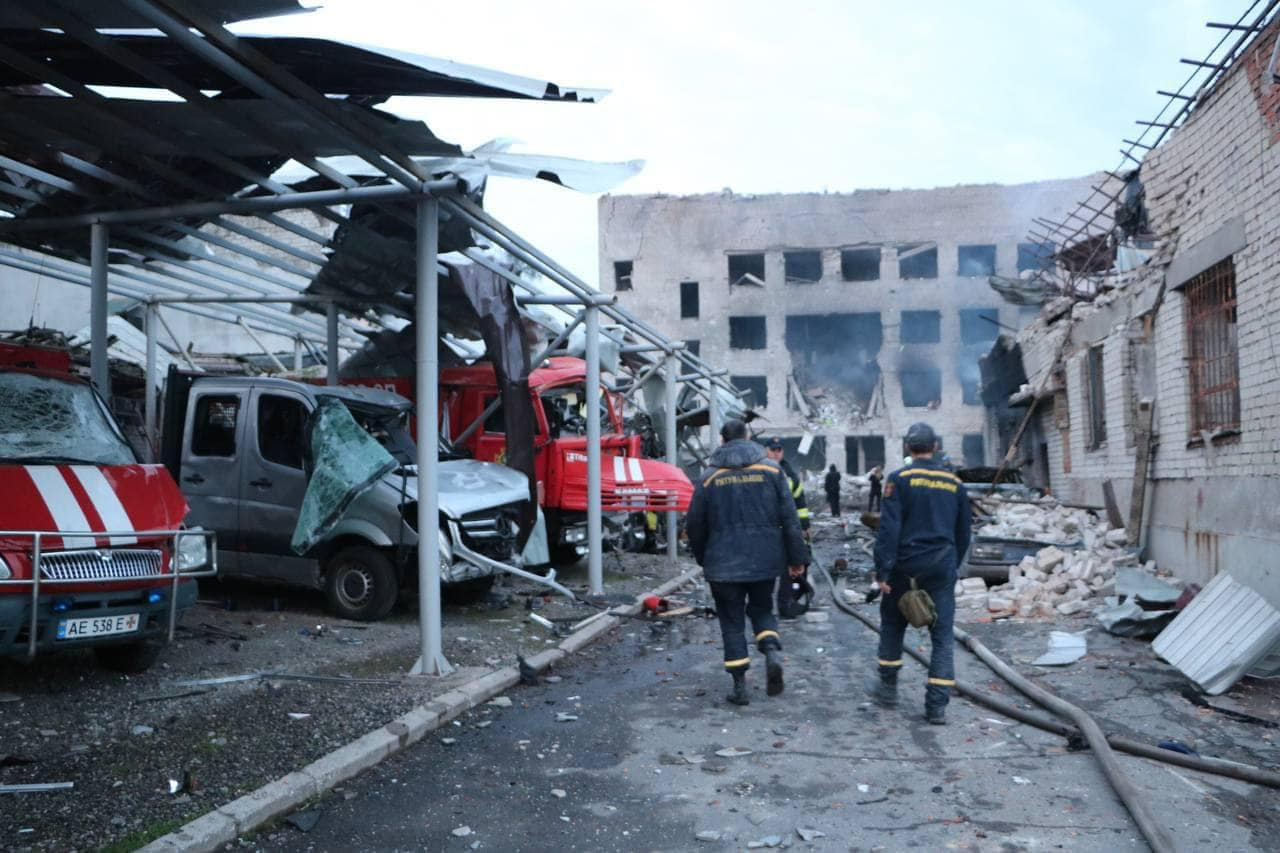
Remiza straży pożarnej w Dnieprze po nocnym rosyjskim ostrzale; zniszczone trzy budynki i ponad 20 pojazdów

Sztab Ukrainy podał, że Rosja koncentrowała się na atakach w kierunkach Kupiańska, Łymanu, Bachmutu, Awdjiwki i Marjinki (główne walki w Bachmucie i Marjince), gdzie odparto ponad 30 ataków. W kierunkach kupiańskim i łymańskim Rosjanie prowadzili nieudane ataki w rejonie Masjutiwki i Biłohoriwki. W kierunku bachmuckim trwały walki o Bachmut. W kierunkach awdijiwskim i marjińskim prowadzono nieudane ataki w okolicy Nowokalynowego, Siewiernego, Wodiane, Pierwomajskiego i Marjinki, gdzie odparto liczne szturmy. W ciągu 24h siły rosyjskie przeprowadził 20 ataków rakietowych za pomocą pocisków Iskander i S-300 na miasta obwodu dniepropietrowskiego, Zaporoże i Charków oraz przeprowadziły 48 nalotów i 90 ostrzałów na pozycje ukraińskie i tereny zaludnione (odnotowano rannych wśród cywilów i zniszczoną infrastrukturę). Lotnictwo Ukrainy dokonało 10 nalotów na miejsca koncentracji i przeciwlotnicze kompleksy rakietowe, z kolei artyleria uderzyła w cztery punkty kontrolne, trzy rejony koncentracji, cztery składy amunicji, 11 jednostek artylerii, stację radiolokacyjną i trzy stacje walki radioelektronicznej.
Według ukraińskich Sił Powietrznych co najmniej osiem osób zostało rannych, a wiele budynków zostało uszkodzonych w wyniku rosyjskiego nalotu w obwodzie dniepropetrowskim. Ukraińscy urzędnicy podali również, że siły rosyjskie wystrzeliły ok. 16 rakiet różnych typów i 20 „dronów Shahed 136/131”. Ukraina podała, że zestrzelono rosyjski myśliwiec Su-35, cztery pociski manewrujące i wszystkie drony. Według prezydenta Zełenskiego Rosja wystrzeliła w nocy łącznie 25 dronów w stronę Ukrainy, z których wszystkie zostały przechwycone. Gubernator obwodu charkowskiego powiedział, że dwie kobiety zostały ranne w wyniku rosyjskiego ostrzału Kupiańska za pomocą S-300. Jedna osoba zginęła w wyniku ostrzału w Stanisławowie. Z kolei zajęta Zaporoska Elektrownia Jądrowa została wyłączona na kilka godzin. Ukraińska agencja atomowa Energoatom oskarżyła Rosję o przeprowadzenie ataków, które spowodowały przerwy w dostawie prądu, dodając, że elektrownia po raz siódmy weszła w „tryb zaniku zasilania”, odkąd siły rosyjskie przejęły nad nią kontrolę w marcu 2022 roku.
Szef Grupy Wagnera Jewgienij Prigożyn zapowiedział, że w dniach 25 maja–1 czerwca wycofa swoje wojska z Bachmutu i przekaże miasto wojskom rosyjskim. Jego wojska utworzyłyby linie obronne na zachodnich obrzeżach miasta. Armia ukraińska ogłosiła, że walki w Bachmucie nie zakończyły się, a w południowo-zachodniej części miasta nadal znajdowały się jednostki ukraińskie zajmujące budynki i pozycje. Ukraińskie Ministerstwo Obrony podało również, że walki trwały na wzgórzach na północ i południe od Bachmutu. Rzecznik Wschodniego Zgrupowania Serhij Czerewaty stwierdził, że siły ukraińskie „próbowały naciskać na wroga i w miarę możliwości kontratakować w ramach operacji obronnej. W ciągu doby udało się przesunąć na różnych odcinkach od 200 do 400 m” pod Bachmutem. Według ISW Rosja nadmiernie koncentrowała się na utrzymywaniu wszystkich w przeświadczeniu, że jej wojska zajęły Bachmut, chcąc w ten sposób odciągnąć uwagę od niebezpiecznej dla niej sytuacji militarnej wokół miasta. Zdaniem ekspertów Rosjanie w Bachmucie byli narażeni na ataki, ponieważ ich ofensywa w tym rejonie zapewne przekroczyła punkt kulminacyjny, dzięki czemu Ukraińcy mogli dalej prowadzić kontrataki na flankach. Tymczasem ukraińscy urzędnicy stwierdzili, że w Bachmucie i jego okolicach trwały ograniczone walki. Siły rosyjskie kontynuowały ograniczone ataki w kierunku Kupiańska oraz osiągnęły niewielkie postępy w rejonie Awdijiwki.

Mapa przedstawiająca atak antyrosyjskich sił w obwodzie biełgorodzkim. Linie frontu i kontrola miejscowości są przybliżone i oparte zarówno na źródłach rządu rosyjskiego, jak i Legionu Wolności Rosji

Gubernator obwodu biełgorodzkiego Wiaczesław Gładkow powiedział, że ukraiński ostrzał ranił trzy osoby w mieście Grajworon oraz uszkodził trzy budynki mieszkalne i budynek administracyjny. Powiedział również, że ukraińskie ataki raniły dwie osoby we wsi Głotowo w rejonie grajworońskim i oskarżył ukraińską grupę „sabotażową” o przekroczenie granicy w celu przeprowadzenia ataku. Później zgłoszono, że jedna kobieta zginęła. Nagranie rzekomo przedstawiające ukraiński czołg atakujący rosyjski posterunek graniczny pojawiło się na Telegramie powiązanym z rosyjskimi służbami bezpieczeństwa. Ukraiński doradca prezydenta Mychajło Podolak powiedział, że Kijów „nie miał nic wspólnego” z atakiem i że odpowiedzialne są rosyjskie antykremlowskie grupy partyzanckie. Ukraińskie media, powołując się na urzędników wywiadu wojskowego, podały, że za atak odpowiadają Legion Wolność Rosji i Rosyjski Korpus Ochotniczy. Legion podał później, że zaatakowano pozycje w różnych wioskach w pobliżu granicy, przejmując kontrolę nad granicznym miastem Kozinka, a następnie dotarł do Grajworonu; dodał także, że chce stworzyć „strefę zdemilitaryzowaną wzdłuż granicy”. Władze regionalne zarządziły ewakuację i stan wyjątkowy na dotkniętych obszarach. ISW ocenił później, że dwie „rosyjskie proukraińskie” grupy przekroczyły granicę czołgami, transporterami opancerzonymi i innymi pojazdami opancerzonymi. Donoszono również o atakach na biura MSW i FSB w Biełgorodzie. Gładkow powiedział później, że 12 cywilów zostało rannych, 29 domów zostało uszkodzonych, a w 14 miejscowościach odcięto elektryczność.
Według OSW strona ukraińska zanegowała doniesienia o całkowitej utracie Bachmutu, twierdząc, że obrońcy wciąż utrzymywali się na zachodnich obrzeżach. Główne walki toczyły się w pasie pomiędzy południowo-zachodnimi krańcami miasta a kanałem Doniec–Donbas. Według części źródeł Ukraińcy opanowali linię wzgórz przylegających do Kliszczijiwki, osiągając tym samym dogodną pozycję wyjściową do dalszych ataków w kierunku wschodnim lub południowym. Zgodnie z informacjami SG Ukrainy siły rosyjskie podjęły nieudaną próbę ataku po zachodniej stronie kanału w rejonie Biłej Hory. W Awdijiwce, Marjince i innych miejscowościach Donbasu toczyły się walki na niewielką skalę.
Szef ukraińskiej delegacji Jehor Czerniew stwierdził, że Zgromadzenie Parlamentarne NATO wydało deklarację uznającą rosyjskie okrucieństwa na Ukrainie za „ludobójstwo”. Powiedział, że deklaracja zawierała poparcie dla międzynarodowego trybunału ds. rosyjskich zbrodni wojennych, pomoc Ukrainie w wygraniu wojny i zobowiązanie do pomocy w odbudowie obszarów kraju poprzez wprowadzenie większej liczby sankcji.

### 23 maja

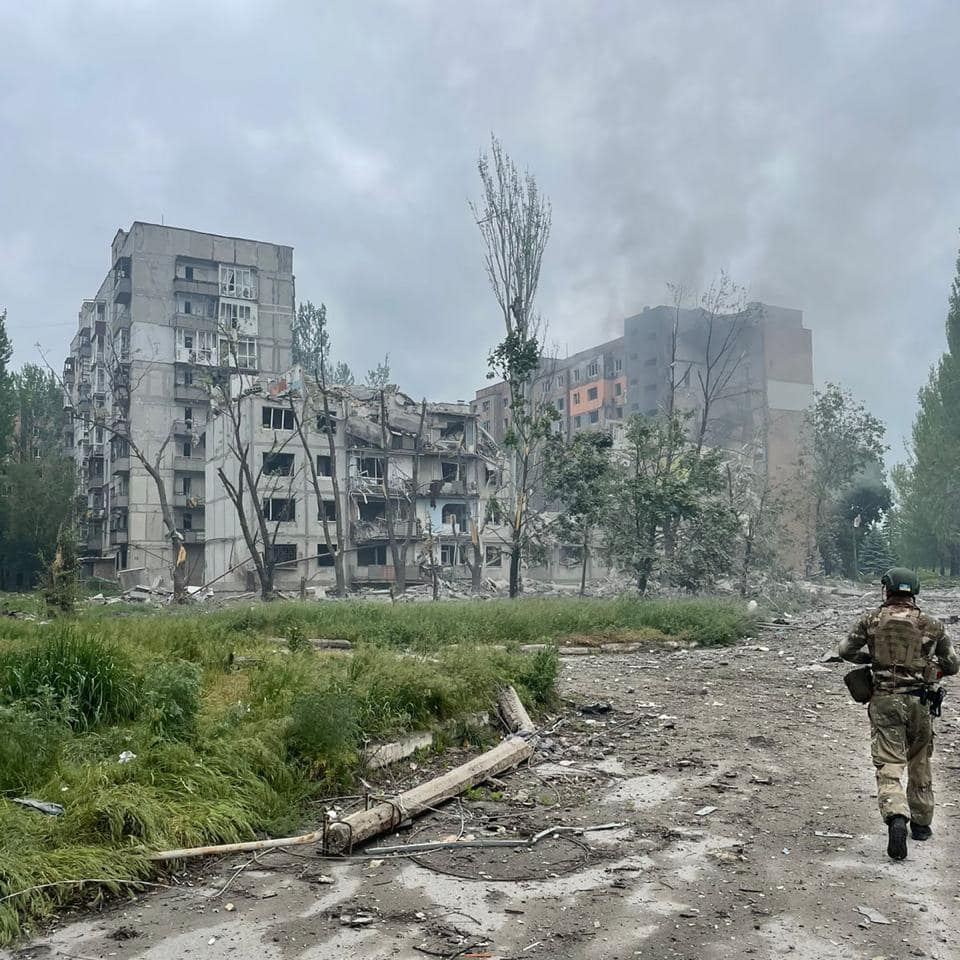
Budynek mieszkalny w Awdijiwce po rosyjskim ataku rakietowym

Według SG Ukrainy siły rosyjskie atakowały w kierunkach Kupiańska, Łymanu, Bachmutu, Awdjiwki i Marjinki (główne walki w Bachmucie i Marjince), gdzie odparto 26 ataków. W kierunkach kupiańskim i łymańskim Rosjanie prowadzili bezskuteczne ataki w okolicy Masjutiwki i Biłohoriwki. W kierunku bachmuckim trwały walki o Chromowe. W kierunkach awdijiwskim i marjińskim prowadzono nieudane ataki w pobliżu Pierwomajskiego i Marjinki, gdzie odparto liczne szturmy. W ciągu 24h Rosjanie przeprowadzili 41 nalotów i 53 ostrzały z systemów rakietowych. Lotnictwo Ukrainy dokonało 15 nalotów na miejsca koncentracji i trzy na kompleksy rakiet przeciwlotniczych, natomiast artyleria ostrzelała trzy punkty kontrolne, cztery rejony koncentracji, skład amunicji i dwa oddziały artylerii. Gubernator Ołeksandr Prokudin stwierdził, że obwód chersoński został ostrzelany 64 razy z ciężkiej artylerii, wyrzutni Grad, czołgów i dronów, w wyniku czego spadło na niego 271 pocisków, w tym 147 na sam Chersoń; dwóch cywilów zginęło, a trzech zostało rannych. Siły ukraińskie poinformowały, że sześć wrogich dronów szturmowych Shahed 136 i dwa rozpoznawcze drony Merlin-VR zostało zniszczonych w godzinach nocnych. Rosjanie przeprowadzili atak rakietowy na Torećk, w wyniku czego uszkodzona została szkoła i wieżowce w promieniu 100 m od epicentrum uderzenia.
Szef Grupy Wagnera Jewgienij Prigożyn obiecał przekazać armii rosyjskiej kontrolę nad ukraińskim miastem Bachmut do 1 czerwca tego roku. W wywiadzie powiedział, że ponad 20 tys. jego bojowników zginęło podczas bitwy o miasto i przyznał, że rosyjska armia zabijała cywilów. Wiceminister obrony Hanna Malar poinformowała, że Ukraińcy nieco przesunęli się na flankach na północ i południe od Bachmutu, z kolei w samym „mieście walki osłabły. Wróg kontynuował operacje w dzielnicach, które kontrolował. Nasze wojska kontrolowały południowo-zachodnią okolicę miasta”. Potwierdził to także Iwan Kyryczewski, ekspert ukraińskiego serwisu Defence Express, który stwierdził, że „Rosjanie pospieszyli się z oświadczeniami, że zajęli Bachmut. (...) Wojska [ukraińskie] nadal znajdowały się w granicach administracyjnych miasta i utrzymywały nieznaczną część terytorium, w przybliżeniu ok. 5%”.
W obwodzie biełgorodzkim drugą dobę trwały walki antyputinowskich partyzantów z policją i Rosgwardią. Niezależne serwisy internetowe podały, że z dziewięciu wsi ewakuowali się niemal wszyscy mieszkańcy. W nocy odnotowano także ataki dronów na rosyjskie miasto Biełgorod. Tego samego dnia władze rosyjskie odwołały ogłoszony dzień wcześniej stan alarmowy. Rosyjskie Ministerstwo Obrony poinformowało, że zmuszono „nacjonalistów”, którzy przeprowadzili transgraniczne ataki w obwodzie biełgorodzkim, do powrotu na Ukrainę, dodając, że siły rosyjskie zabiły ponad 70 „ukraińskich terrorystów, [zniszczyły] cztery opancerzone pojazdy bojowe i pięć pick-upów”. Z kolei ukraińskie Ministerstwo Obrony zaprzeczyło odpowiedzialności za rozpoczęte dzień wcześniej operacje w obwodzie biełgorodzkim, zauważając, że paramilitarne grupy Legion Wolność Rosji i Rosyjski Korpus Ochotniczy składały się z obywateli rosyjskich. Gubernator rosyjskiego obwodu kurskiego powiedział, że trzy wioski graniczące z Ukrainą zostały pozbawione prądu po tym, jak dron zrzucił materiały wybuchowe na podstację elektryczną.
Według ISW siły rosyjskie prawdopodobnie zepchnęły siły Rosyjskiego Korpusu Ochotniczego i Legionu Wolności Rosji co najmniej do osady granicznej Kozinka.
Źródła rosyjskie stwierdziły, że siły ukraińskie przeprowadziły naloty na granicę Charków–Biełgorod, jednak Instytut nie zaobserwował dowodów na te doniesienia. Tymczasem Rosjanie przeprowadzili ograniczone ataki na północny wschód od Kupiańska i wzdłuż linii Swatowe–Kreminna oraz kontynuowali działania ofensywne na linii Awdijiwka–Donieck.
Prezydent Zełenski odwiedził oddziały piechoty morskiej wzdłuż linii frontu Wuhłedar–Marjinka w ramach obchodów Dnia Marynarki Wojennej Ukrainy. Zapowiedział, że do istniejących jednostek armii ukraińskiej dołączą nowe brygady piechoty morskiej.
Szef unijnej polityki zagranicznej Josep Borrell powiedział, że łączna ilość broni wysłanej na Ukrainę przez Unię Europejską od marca 2023 roku osiągnęła 220 tys. pocisków artyleryjskich i 1300 pocisków rakietowych. Minister obrony Mariusz Błaszczak powiedział, że Polska jest gotowa do szkolenia ukraińskich pilotów na samolotach F-16, jednak odmówił dostarczenia Ukrainie samolotów, obawiając się „efektu degradacji” Polskich Sił Powietrznych.

### 24 maja
Ukraiński Sztab poinformował, że Rosja skupiała się na atakach w kierunkach Kupiańska, Bachmutu, Awdjiwki i Marjinki (główne walki w Bachmucie i Marjince), gdzie Ukraińcy odparli 28 ataków. W kierunku kupiańskim siły rosyjskie prowadziły bezskuteczne ataki w okolicy Masjutiwki. W kierunku bachmuckim trwały walki o Iwaniwskie. W kierunkach awdijiwskim i marjińskim prowadzono nieudane ataki w pobliżu Nowokalynowego, Awdijiwki i Marjinki, gdzie odparto liczne szturmy. W ciągu doby Rosjanie przeprowadzili 30 nalotów i 39 ataków z wyrzutni rakietowych na pozycje ukraińskie i tereny zaludnione. Lotnictwo ukraińskie dokonało siedmiu nalotów na miejsca koncentracji wojsk; artyleria zaatakowała dwa rejony koncentracji, cztery magazyny amunicji, stację walki radioelektronicznej i cztery jednostki artylerii. Obwód chersoński i sam Chersoń w dalszym ciągu były ostrzeliwane za pomocą ciężkiej broni, wyniku czego cztery osoby zostały ranne; na obwód spadło ok. 411 pocisków Według administracji regionalnej obwód biełgorodzki został zaatakowany w nocy „dużą liczbą” dronów. W obwodzie zaporoskim, w szczególności w rejonie Wasylówki, Tokmaku i Mołoczanśka, wzrosła liczba wojsk rosyjskich.
Rosyjskie Ministerstwo Obrony poinformowało, że o 5:30 ukraińskie wojsko przeprowadziło nieudany atak na okręt rozpoznania radioelektronicznego Iwan Churs na Morzu Czarnym przy użyciu trzech bezzałogowych łodzi motorowych. Do ataku miało dojść 74 km na północ od cieśniny Bosfor i 400 km od terytoriów kontrolowanych przez Ukrainę. Ukraiński wywiad wojskowy potwierdził atak i powiedział, że jeden z dronów nawiązał kontakt z celem. Następnego dnia pojawiło się nagranie wideo, na którym dron dociera do statku w odległości kilku metrów, po czym transmisja zostaje przerwana. Prawdopodobnie dron został zdetonowany w bardzo bliskiej odległości od statku.
Powołując się na sekretarza prasowego Pentagonu, generała Pata Rydera, Głos Ameryki poinformował, że „mniej więcej w ciągu tygodnia” Stany Zjednoczone rozpoczną szkolenie ok. 250 Ukraińców na czołgach M1 Abrams, które zostały dostarczone do Niemiec na początku maja tego roku.
W opinii ISW „dyskusja dotycząca rosyjskich strat poniesionych podczas zdobycia ukraińskiego Bachmutu zdominowała rosyjską prowojenną przestrzeń informacyjną i przyćmiła propagandowy wydźwięk opanowania tego miasta”. Źródła rosyjskie stwierdziły, że Rosjanie nadal odpowiadali na ograniczony atak Rosyjskiego Korpusu Ochotniczego i Legionu Wolności Rosji w obwodzie biełgorodzkim. Tymczasem siły rosyjskie przeprowadziły ograniczone ataki na północny wschód od Kupiańska i wzdłuż linii Swatowe–Kreminna oraz na obrzeżach Bachmutu i wzdłuż linii Awdijiwka–Donieck. Rosjanie w dalszym ciągu atakowali ukraińskie pozycje na południu Ukrainy bombami lotniczymi FAB-500.
Podczas dorocznego zgromadzenia w Genewie państwa członkowskie Światowej Organizacji Zdrowia przegłosowały 80 głosami za, 9 przeciw, przy 52 wstrzymujących się, aby potępić rosyjską agresję na Ukrainie, w tym ataki na placówki służby zdrowia, ludność cywilną i krytyczną infrastrukturę cywilną. Wszystkich 27 członków UE poparło ten ruch, z wyjątkiem Węgier, które nie brały udziału w głosowaniu. Wśród krajów, które głosowały przeciwko rezolucji, znalazły się – obok Rosji – Chiny, Korea Północna, Syria, Białoruś, Kuba i Algieria.

### 25 maja

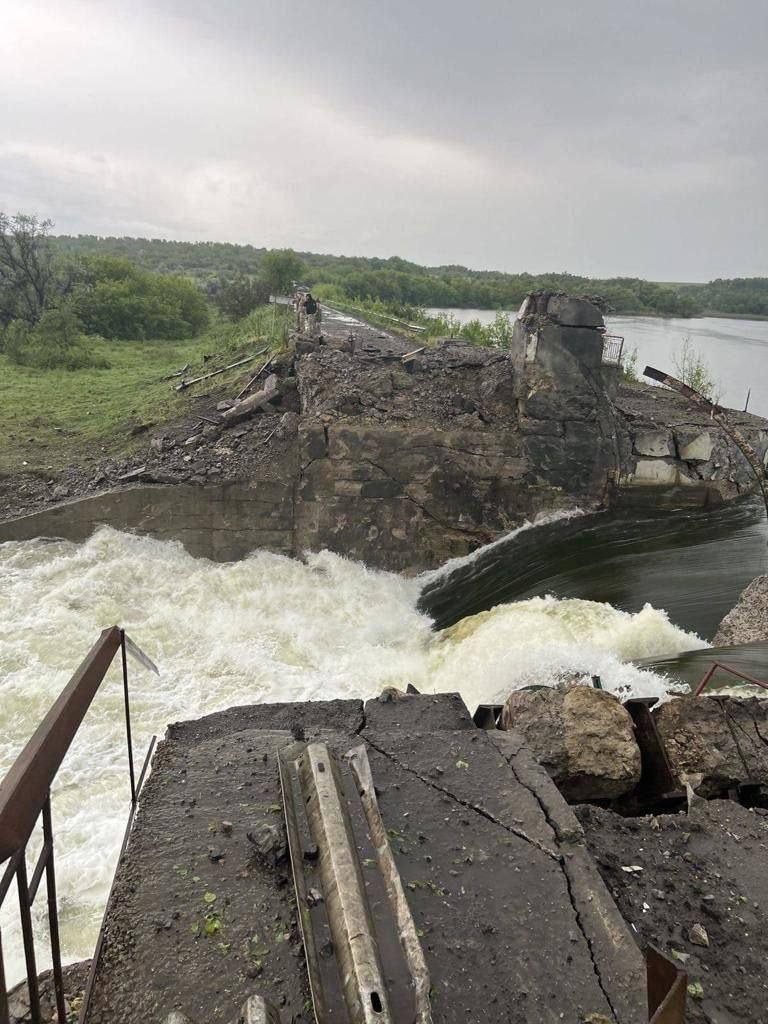
Zapora zbiornika Karliwka po rosyjskim ostrzale

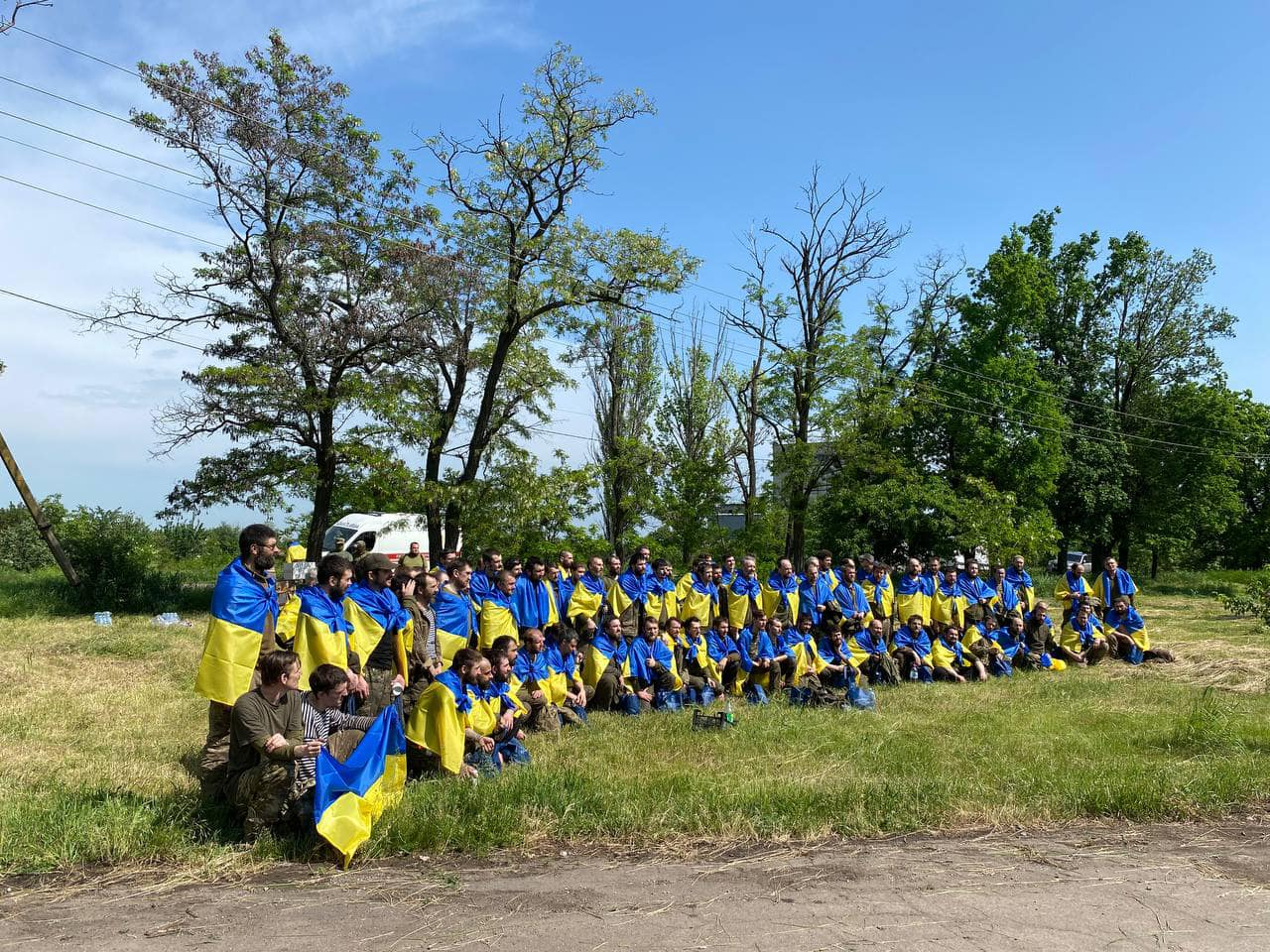
106 ukraińskich żołnierzy zwolnionych z rosyjskiej niewoli w ramach wymiany jeńców między Ukrainą a Rosją

Według Sztabu Ukrainy Rosja koncentrowała się na kierunkach Łymanu, Bachmutu, Awdijiwki i Marjinki (główne walki w Bachmucie i Marjince), gdzie Ukraińcy odparli 22 ataki. W kierunku łymańskim siły rosyjskie prowadziły ataki w okolicy Biłohoriwki. W kierunku bachmuckim prowadzono ataki w rejonie Bachmutu. W kierunkach awdijiwskim i marjińskim prowadzono nieudane ataki w pobliżu Krasnohoriwki i Marjinki, gdzie odparto liczne szturmy. W ciągu doby Rosjanie przeprowadzili cztery ataki rakietowe; m.in. pociskiem S-300 w zaporę w pobliżu Karliwki w obwodzie donieckim, w wyniku czego istniało duże zagrożenie zalaniem pobliskich miejscowości. Dodatkowo odnotowano 55 nalotów, głównie za pomocą dronów Shahed 136, oraz 19 ostrzałów z systemów rakietowych. Ukraińskie lotnictwo dokonało pięciu nalotów na miejsca koncentracji, z kolei artyleria trafiła w punkt kontrolny, kompleks rakiet przeciwlotniczych, dwa rejony koncentracji, magazyn amunicji, jedną stację radarową i dwie jednostki artylerii. Prezydent Wołodymyr Zełenski oświadczył, że ukraińska obrona przeciwlotnicza zestrzeliła wszystkie 36 dronów Shahed podczas nocnego ataku, głównie na Kijów. Na okupowanym Krymie gubernator regionu stwierdził, że zestrzelono sześć ukraińskich dronów.
Jewgienij Prigożyn ogłosił początek wyjścia jego najemników z Bachmutu i przejęcie miasta przez regularną armię rosyjską. Powiedział również, że przekaże ciała obywatela amerykańskiego, którego zidentyfikowano jako byłego żołnierza sił specjalnych o nazwisku Nicholas Maimer, oraz obywatela Turcji, którego wydobyto z pozostałości budynku wysadzonego przez siły ukraińskie. Doszło także do kolejnej wymiany jeńców pomiędzy Ukrainą i Rosją, w wyniku czego z niewoli rosyjskiej powróciło 106 obywateli Ukrainy (ośmiu oficerów i 98 żołnierzy), którzy zostali schwytani w Bachmucie.
Odbyło się kolejne spotkanie w bazie Ramstein. Sojusznicy i partnerzy Ukrainy ogłosili plany szkolenia ukraińskich pilotów na samolotach czwartej generacji, w tym F-16. W ciągu kilku tygodni ma powstać odpowiednia infrastruktura szkoleniowa. Finlandia ogłosiła pakiet pomocy wojskowej dla Ukrainy o wartości 109 mln euro, który obejmował m.in. broń przeciwlotniczą i amunicję.
Brytyjskie MON poinformowało, że w ciągu ostatnich 20 lat w Rosji nastąpił rozrost grup paramilitarnych z jej regularnych sił zbrojnych, lecz ta „paramilitaryzacja” szczególnie przyspieszyła od czasu inwazji Rosji na Ukrainę. Przywódca Krymu Siergiej Aksionow rozwijał paramilitarne jednostki, ponieważ „prawdopodobnie obawiał się o zdolność regularnej armii do obrony półwyspu”, z kolei „główny element rosyjskiego garnizonu, 22. Korpus Armijny, był w większości rozmieszczony poza półwyspem i poniósł ciężkie straty”.
Rosja i Białoruś podpisały porozumienie, które sformalizowało rozmieszczenie rosyjskiej taktycznej broni jądrowej na terytorium białoruskim, która zostanie pod kontrolą sił rosyjskich. Wkrótce potem prezydent Alaksandr Łukaszenka potwierdził, że rozpoczął się transfer broni jądrowej na Białoruś. W ocenie ISW rozmieszczenie broni jądrowej na terytorium Białorusi ma na celu zwiększenie kontroli Rosji nad swoim sprzymierzeńcem i nie będzie oznaczało eskalacji konfliktu. Gubernator Wiaczesław Gładkow ogłosił, że Rosjanie utworzyli od 24 maja siedem batalionów obrony terytorialnej w obwodzie biełgorodzkim, prawdopodobnie w celu zaangażowania ich w obronę obszarów przygranicznych po ataku na obwód. Tymczasem siły rosyjskie kontynuowały ograniczone ataki na północny wschód od Kupiańska i na południe od Kreminnej oraz wokół Bachmutu, gdzie Grupa Wagnera podobno rozpoczęła wycofywanie się. Rosjanie kontynuowali także ataki wzdłuż linii Awdijiwka–Donieck.

### 26 maja

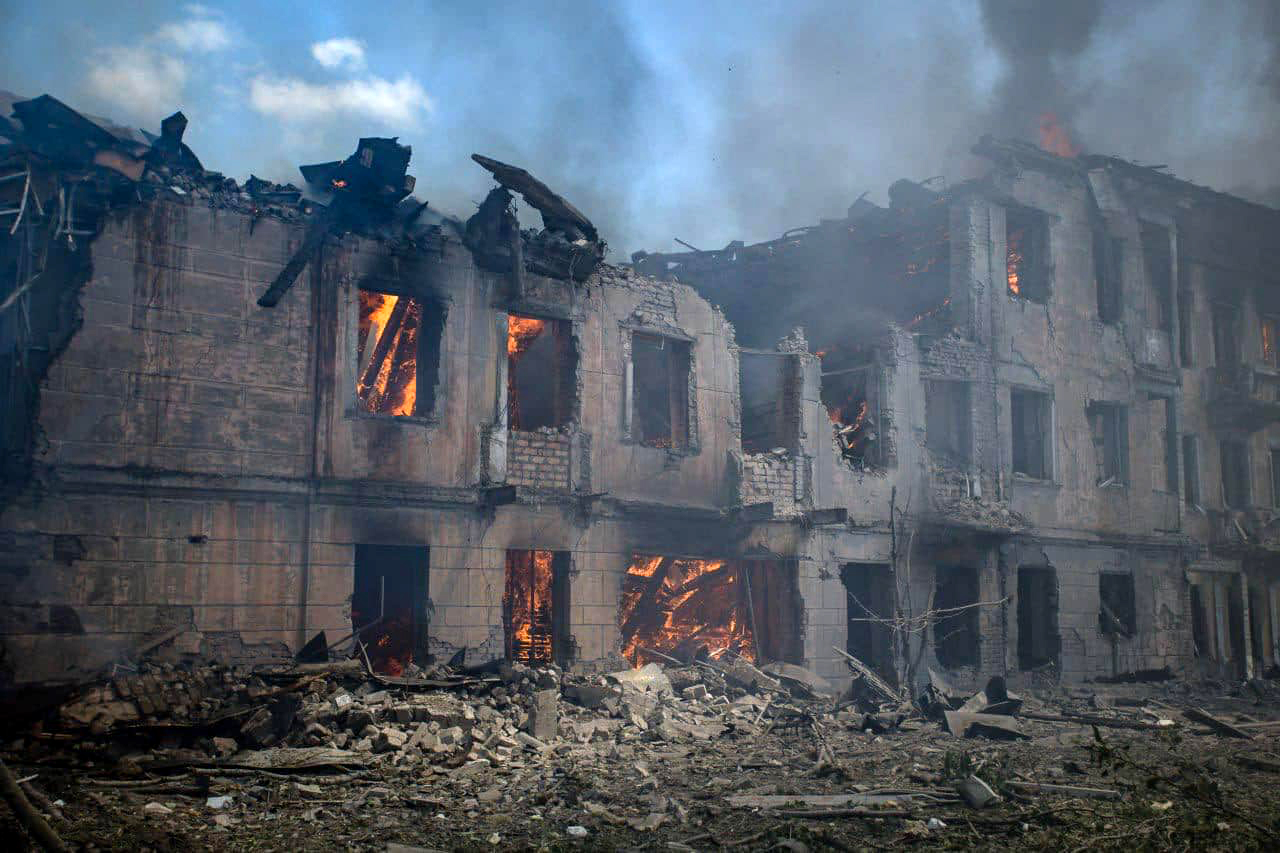
Szpital w Dnieprze po rosyjskim ataku

SG Ukrainy podał, że Rosjanie skupiali się atakach na kierunkach Łymanu, Bachmutu, Awdijiwki i Marjinki (główne walki w Bachmucie i Marjince), gdzie odparto 25 ataków. W kierunku łymańskim siły rosyjskie prowadziły ataki w okolicy Biłohoriwki. W kierunku bachmuckim prowadzono ataki w pobliżu Predteczyny. W kierunkach awdijiwskim i marjińskim prowadzono nieudane ataki w pobliżu Pierwomajskiego i Marjinki, gdzie odparto liczne szturmy. W ciągu 24h Rosja przeprowadziła 20 ataków rakietowych (na obwody kijowski i dniepropietrowski oraz Dniepr i Awdijiwkę), 68 nalotów na miasta Merefa i Izium oraz ok. 89 ostrzałów na pozycje ukraińskie i tereny zaludnione (odnotowano zabitych i rannych wśród cywilów oraz zniszczoną infrastrukturę). Ukraińskie lotnictwo dokonało 11 nalotów na miejsca koncentracji, z kolei artyleria uderzyła w trzy punkty kontrolne, trzy rejony koncentracji, dwa składy amunicji, dwie jednostki artylerii i stanowisko przeciwlotnicze. Ponadto w armii rosyjskiej coraz częściej odnotowywano przypadki niestosowania się do rozkazów dowódców, a także dezercji: m.in. 25 maja ok. 20 byłych więźniów, którzy przeszli przyspieszone szkolenie i przybyli w celu wzmocnienia jednostki znajdującej się w rejonie Swatowego, ukradło samochód KamAZ i odjechało w nieznanym kierunku. Ukraińska straż graniczna podała, że na odcinku awdijiwskim Rosjanie przeprowadzili atak za pomocą dronów z „amunicją z drażniącym aerozolem, a następnie przy wsparciu czołgów i wozów bojowych rozpoczęto szturm”. Walka trwała ok. 10h, podczas których zlikwidowano 30 żołnierzy, dwa czołgi, wóz bojowy piechoty i transporter opancerzony.
Według Ukrainy o 3:00 nad ranem Rosja przeprowadziła kolejny zmasowany atak, podczas którego wystrzelono 17 rakiet, w tym 10 pocisków manewrujących Ch-101/Ch-555 wystrzelonych z samolotów Tu-95MS z rejonu Morza Kaspijskiego, siedem pocisków S-300/S-400 i 31 dronów Shahed 136 z północy i południa. Ukraińska obrona przeciwlotnicza przechwyciła 10 pocisków, 23 drony i dwa drony rozpoznawcze Orłan-10 i Merlin-VR. Naloty odnotowano w Dnieprze i Charkowie, gdzie doszło do ataku na magazyn ropy. Z kolei w Kijowie fragmenty zestrzelonych dronów spadły na dach centrum handlowego, a dom i kilka samochodów zostało uszkodzonych. Trzy osoby zginęły, 31 zostało rannych, a trzy uznano za zaginione w wyniku ataku rakietowego (o 11:11 czasu lokalnego) na placówkę medyczną w Dnieprze; Rosyjskie Ministerstwo Obrony stwierdziło, że podczas ataków celowano w składy amunicji i że wszystkie cele zostały trafione. W obwodzie charkowskim w wyniku ataku zniszczone zostały budynki użyteczności publicznej i mieszkalne. W ciągu doby Rosjanie zaatakowali Hulajpole, w rezultacie czego dwie osoby zostały ranne. Siły rosyjskie zrzuciły bombę FAB-250 na Nju-Jork, gdzie uszkodzone zostały trzy wieżowce, przedszkole, przychodnia, sala kinowa i siłownia. Ponadto Główny Zarząd Wywiadu Ministerstwa Obrony Ukrainy ostrzegł przed rosyjskim spiskiem mającym na celu zorganizowanie incydentu w Zaporoskiej Elektrowni Jądrowej i mającym powstrzymać ukraińską kontrofensywę.
W Rosji odnotowano eksplozję rzekomo spowodowaną przez dwa ukraińskie drony, która uszkodziła budynek mieszkalno-biurowy w Krasnodarze. Cztery rejony w obwodzie biełgorodzkim zostały ostrzelane z granicy z Ukrainą, podczas gdy ukraiński pocisk został zestrzelony nad miastem Mrozowsk. Gubernator obwodu poinformował także o ukraińskich nalotach na obszary w tym obwodzie.
Ministerstwo Obrony Wielkiej Brytanii podało, że siły Grupy Wagnera prawdopodobnie zaczęły wycofywać się z niektórych swoich pozycji wokół Bachmutu i przekazywać je wojskom rosyjskiego Ministerstwa Obrony. Według stanu z 24 maja siły DRL prawdopodobnie wkroczyły do miasta, aby rozpocząć operacje oczyszczania. Według ISW władze rosyjskie ponownie próbowały wpływać na Zachód, aby skłonił Ukrainę do ustępstw i podjęcia negocjacji na warunkach korzystnych dla Rosji. Według ekspertów, dowodem na to miała być natężona narracja o rosyjskim zainteresowaniu rozmowami pokojowymi, w które uwikłane miały być również Chiny. Tymczasem źródła ukraińskie podały, że w Bachmucie nadal były obecne siły Wagnera, a tempo rosyjskich ataków wokół miasta nadal malało. Siły rosyjskie kontynuowały ograniczone ataki na północny wschód od Kupiańska, wzdłuż linii Swatowe–Kreminna i Awdijiwka–Donieck, oraz atakowały pozycje ukraińskie na południu kraju. Ponadto Rosjanie kontynuowali próby wymazania ukraińskiego dziedzictwa kulturowego poprzez grabież ukraińskich zabytków i dzieł sztuki.
Według OSW siłom ukraińskim nie udało się przełamać obrony rosyjskiej na północny i południowy zachód od Bachmutu i po 22 maja ponownie przeszły one do defensywy. Wojska ukraińskie kontrolowały tylko obrzeża miasta. Rosjanie ponownie przejęli inicjatywę w okolicach Bachmutu i podjęli próby odzyskania utraconych w poprzednich tygodniach pozycji w rejonie Chromowego i Iwaniwśke. 25 maja rozpoczęto luzowanie oddziałów Grupy Wagnera, zastępowanych przez jednostki armii rosyjskiej. Osłonę dla prowadzonej rotacji stanowiła zwiększona aktywność artylerii i lotnictwa, które nieprzerwanie atakowały pozycje ukraińskie w pobliżu miasta i zaplecze w rejonie Czasiw Jaru. Główny ciężar walk przeniósł na inne kierunki, zwłaszcza w okolice Awdijiwki, gdzie Rosjanie bezskutecznie atakowali miasto, a także miejscowości na północ i południowy zachód od niego. Niepowodzeniem zakończyły się próby ataków w Marjince i na jej obrzeżach oraz w rejonach Biłohoriwki i Masiutiwki. Rosja zintensyfikowała ataki z wykorzystaniem rakiet i dronów na zaplecze sił ukraińskich w obwodach charkowskim, dniepropetrowskim i zaporoskim. Rosjanie kontynuowali także ostrzał pozycji ukraińskich wzdłuż linii frontu i na obszarach przygranicznych. Głównym celem poza rejonami walk były Nikopol i Oczaków. Natomiast siły ukraińskie zintensyfikowały ataki na zaplecze przeciwnika, m.in. w Doniecku i Berdiańsku.

### 27 maja
Ukraiński Sztab podał, że FR koncentrowała się na atakach w kierunkach Kupiańska, Bachmutu, Awdijiwki i Marjinki, gdzie Ukraińcy odparli 21 ataków. W  kierunku kupiańskim Rosjanie prowadzili bezskuteczne ataki pod Masiutiwką. W kierunku bachmuckim przeprowadzono nieudane ataki na zachód od Chromowego. W kierunkach awdijiwskim i Marjińskim Rosja prowadziła nieudane ataki w kierunku Siewiernego, Perwomajskiego i Marjinki, gdzie odparto 14 szturmów. W ciągu dnia Rosja przeprowadziła trzy ataki rakietowe, w tym dwa za pomocą S-300 oraz 13 nalotów na Kramatorsk i ok. 30 ostrzałów na pozycje ukraińskie i tereny zamieszkałe. Ukraińskie lotnictwo przeprowadziło cztery naloty na miejsca koncentracji i trzy na przeciwlotnicze systemy rakietowe, z kolei artyleria uderzyła w dwa punkty kontrolne, dwa rejony koncentracji i dwa magazyny amunicji. W obwodzie charkowskim zginęła kobieta, a inny cywil został ranny w wyniku rosyjskiego ostrzału Kupiańska. Armia ukraińska ostrzelała pozycje wojsk rosyjskich w Berdiańsku, w rezultacie czego donoszono „bardzo licznych” ofiarach.
Rzecznik Wschodniego Zgrupowania pułkownik Serhij Czerewaty poinformował, że odnotowano „mniejszą dynamikę aktywności wroga na odcinku bachmuckim. W ciągu ostatniej doby były dwa starcia, w minionych dniach od jednego do trzech. To dużo mniej w porównaniu z ostatnimi miesiącami”. Dodał również, że Ukraińcy przesunęli się na niektórych pozycjach o 350–400 m. W opinii ISW Jewgienij Prigożyn prawdopodobnie rozpoczął wycofywanie oddziałów Grupy Wagnera z Bachmutu w celu ich odnowienia i przegrupowania, ponieważ ataki rosyjskie w mieście i wokół niego zmniejszyły się. Siły ukraińskie zajęły pozycje na wzniesieniach na północ i południe od Bachmutu, a także wciąż kontrolowali pozycje na południowo-zachodnich przedmieściach. Z kolei rosyjskie dowództwo wzmacniało flanki Bachmutu regularnymi oddziałami. Tymczasem siły rosyjskie kontynuowały ograniczone ataki na północny wschód od Kupiańska i na południe od Kreminnej oraz nieudane ataki na linii miasta Awdijiwka–Donieck.
Ukraińcy kontynuowali ataki na węzły logistyczne na tyłach wojsk rosyjskich w południowym obwodzie zaporoskim.
Michaił Wiedernikow, gubernator obwodu pskowskiego, powiedział, że dwa drony uderzyły w budynek administracyjny pobliskiego ropociągu, powodując eksplozję. Nie zgłoszono żadnych ofiar, jednak budynek został uszkodzony. Do ataku doszło mniej niż 10 km od granicy z Białorusią. Według władz regionalnych w obwodzie kurskim robotnik budowlany został zabity przez ostrzał w pobliżu wsi Plechowo (kilka kilometrów od granicy), a kolejny cywil zginął w wyniku ostrzału Szebiekino. Rosja oskarżyła Ukrainę o ataki, jednak ta zaprzeczyła jakiemukolwiek zaangażowaniu.
Rzeczniczka niemieckiego Ministerstwa Obrony potwierdziła, że Ukraina formalnie wystąpiła o dostawę pocisku manewrującego Taurus KEPD 350. Stacja CNN poinformowała, że Iran dostarczał Rosji uzbrojenie przez Morze Kaspijskie, gdzie zaobserwowano coraz więcej transportów z amunicją i dronami dla sił rosyjskich.
Sekretarz Rady Bezpieczeństwa Narodowego i Obrony Ukrainy Ołeksij Daniłow powiedział rozmowie z BBC, że Ukraina jest gotowa do rozpoczęcia kontrofensywy i że operacja może rozpocząć się „jutro, pojutrze albo za tydzień”. Z kolei szef SBU Wasyl Maluk w rozmowie z ukraińskim dziennikarzem Dmytro Komarowem potwierdził udział agencji w eksplozji na moście Krymskim w 2022 roku, mówiąc, że jest on wykorzystywany przez Rosję jako węzeł logistyczny.
Międzynarodowe Stowarzyszenie Prawników (IBA) przyjęło rezolucję wzywającą państwa członkowskie ONZ do poparcia utworzenia specjalnego międzynarodowego trybunału ds. zbrodni agresji przeciwko Ukrainie.

### 28 maja

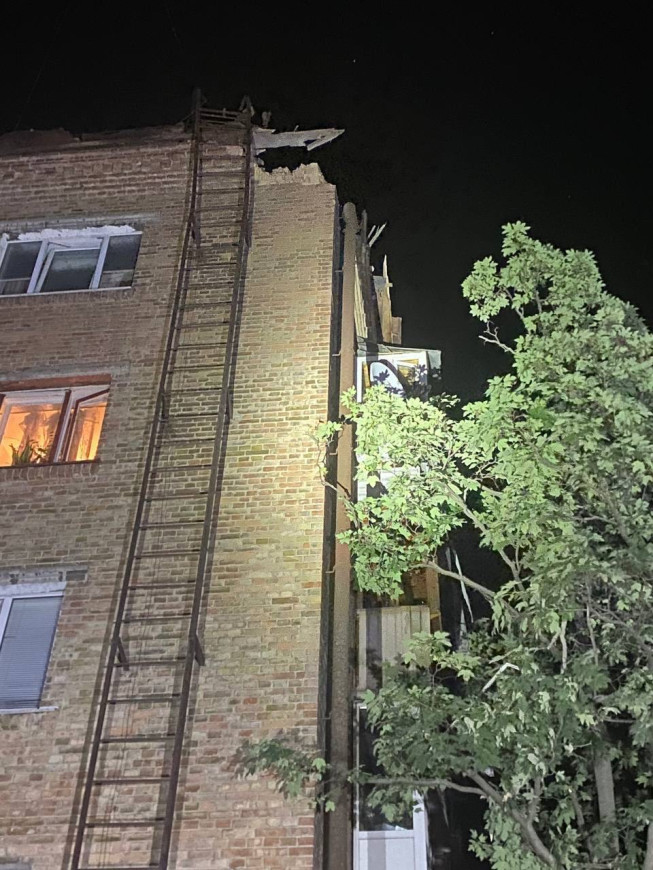
Uszkodzony budynek w Kijowie po nocnym rosyjskim ataku dronami

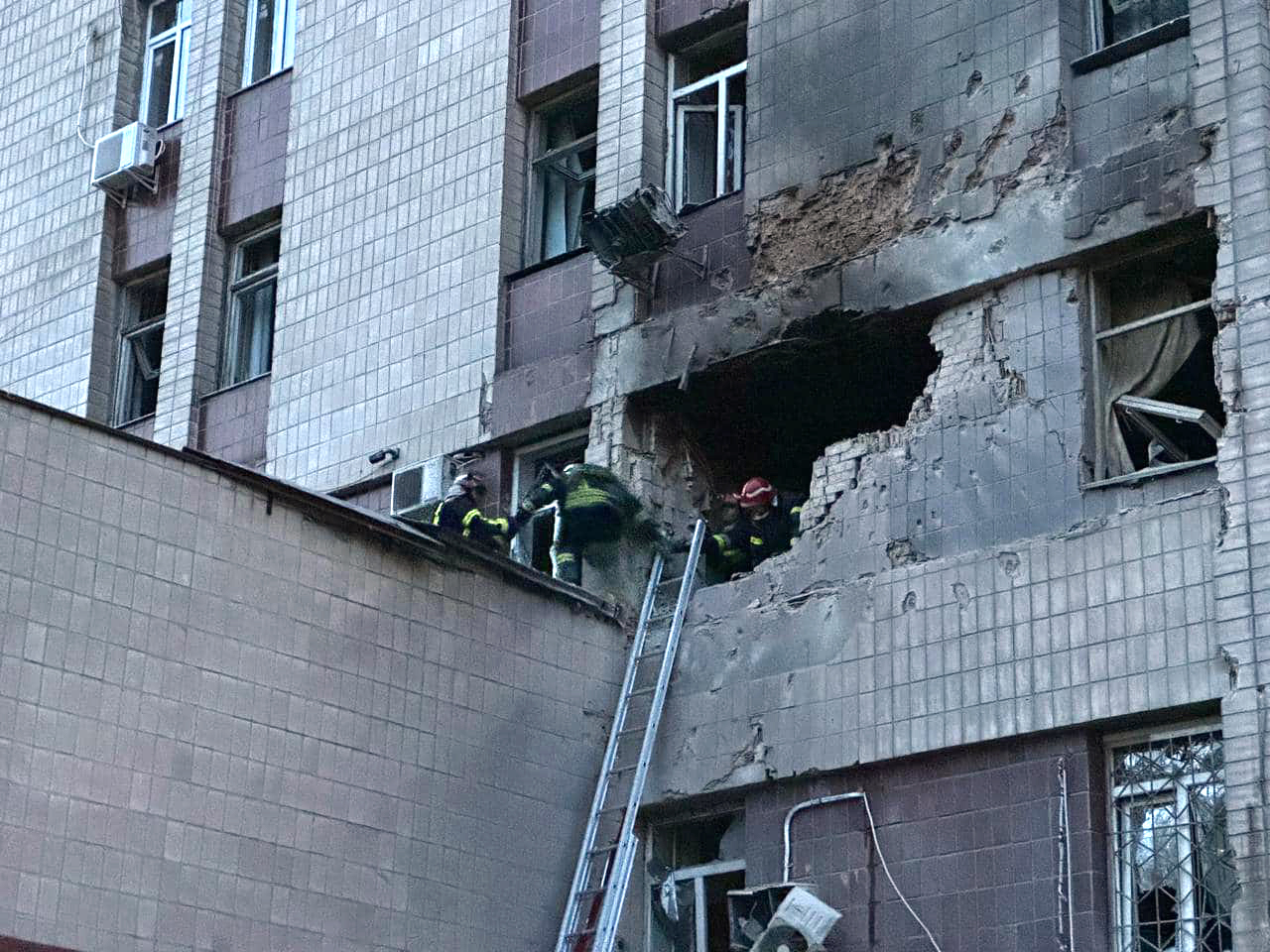
Uszkodzony budynek w Kijowie

Według SG Ukrainy Rosja kontynuowała ataki na kierunkach Kupiańska, Bachmutu, Marjinki i Szachtarska, gdzie odparto 19 ataków.  W kierunku kupiańskim Rosjanie prowadzili ataki w okolicy Masiutiwki. W kierunku bachmuckim prowadzono nieskuteczne ataki w pobliżu Orichowo-Wasyłiwki i Iwaniwskiego. W kierunkach marjińskim i szachtarskim prowadzono nieudane ataki w pobliżu Wełyki Nowosiłki i Marjinki, gdzie odparto 12 szturmów. W ciągu 24h siły rosyjskie przeprowadziły 97 nalotów, w tym 59 za pomocą dronów Shahed (58 zostało zestrzelonych) oraz 39 ostrzałów na pozycje ukraińskie i tereny zaludnione. Lotnictwo Ukrainy dokonało 15 nalotów na miejsca koncentracji i sześć na przeciwlotnicze systemy rakietowe; artyleria trafiła w trzy rejony koncentracji, kompleksy rakiet przeciwlotniczych S-300 i Tor, sześć punktów kontrolnych, stację walki radioelektronicznej, jednostkę artylerii i skład amunicji. SG Ukrainy podał, że „w strefach okupowanych Rosjanie nieustannie wywierali presję na mieszkańców, grożąc im eksmisją i konfiskatą mienia. Obywatelom z ukraińskim paszportem, prawem jazdy lub szarą kartą groziła konfiskata mienia, jeśli odmówią przyjęcia rosyjskich dokumentów”. Pociski Storm Shadow trafiły w cele rosyjskie w okupowanym przez Mariupolu i Berdiańsku; ponadto minister obrony Ołeksij Reznikow oświadczył, że brytyjskie pociski Storm Shadow wykazywały 100% efektywność przy trafianiu w wyznaczone cele.
Mer Witalij Kłyczko stwierdził, że w godzinach nocnych Rosja przeprowadziła zmasowany ataków dronów Shahed 136 na stolicę Ukrainy, w wyniku czego dwie osoby zginęły od spadających szczątków dronów, a kilka osób zostało rannych; spaleniu uległy dwa wieżowce. Ukraińskie Siły Powietrzne podały, że 52 z 54 dronów zostało zestrzelonych, z czego ponad 40 zostało przechwyconych nad Kijowem. Według gubernatora Serhija Popko był to 14. atak na stolicę od początku maja. Pożary odnotowano w rejonach sołomiańskim, hołosijiwskim i peczerskim. Atak nastąpił w rocznicę założenia miasta w 482 roku oraz został opisany jako największy atak dronów na Kijów od początku wojny. Alarmy przeciwlotnicze uruchomiono w 12 obwodach, od Wołynia na północnym zachodzie po Dniepr na południowym wschodzie. Pojawiły się również doniesienia o wybuchach w Żytomierzu, gdzie uszkodzonych zostało co najmniej 26 budynków mieszkalnych oraz szkoły i placówki medyczne. W obwodzie charkowskim odnotowano dwa zgony. Ostrzały artyleryjskie miały miejsce także w obwodzie sumskim oraz w Nikopolu, gdzie zniszczono sześć domów prywatnych i uszkodzono łączność. Wieczorem Rosjanie ostrzelali z artylerii Petropawliwkę, w wyniku czego zapaliły się dwa budynki gospodarcze o łącznej powierzchni 60 m², a jedna osoba została ranna. Z kolei Rosja stwierdziła, że obrona przeciwlotnicza zestrzeliła kilka dronów zbliżających się do rafinerii ropy naftowej w Ilski w Kraju Krasnodarskim.
Naczelny Dowódca SZ Ukrainy generał Wałerij Załużny poinformował, że wszystkie przygotowania do przewidywanej dużej kontrofensywy zostały zakończone i teraz tylko czekają na decyzję.
Według ISW tempo operacji rosyjskich w rejonie Bachmutu pozostawało wyjątkowo niskie, a najemnicy z Grupy Wagnera stopniowo wycofywali się z miasta. Rosjanie osiągnęli niewielkie postępy w rejonie Kliszczijiwki, jednak Ukraińcy utrzymywali swoje pozycje w tej okolicy. Armia ukraińska kontratakowała w rejonie Orichowo-Wasyliwki. Tymczasem siły rosyjskie przeprowadziły ograniczone ataki na północny wschód od Kupiańska, wzdłuż linii Swatowe–Kreminna i linii Awdijiwka–Donieck oraz kontynuowały ostrzał obszarów na południu kraju. Brytyjskie MON poinformowało, że 24 maja br. Rosja przeprowadziła ćwiczenia wokół Mostu Krymskiego, które obejmowały stworzenie zasłony dymnej, częściowo maskującej most; zasłona została stworzona przez montowane na ciężarówkach generatory dymu TDA-3. Zdaniem Ministerstwa „rosyjska doktryna uważała użycie dymu za część maskirowki (kamuflażu i wprowadzania w błąd), na co kładziono duży nacisk. W praktyce rosyjska maskirowka jest generalnie nieskuteczna w wojnie na Ukrainie, prawdopodobnie z powodu braku silnej roli centralnego planowania i słabej dyscypliny bojowej na niskim szczeblu”.

### 29 maja

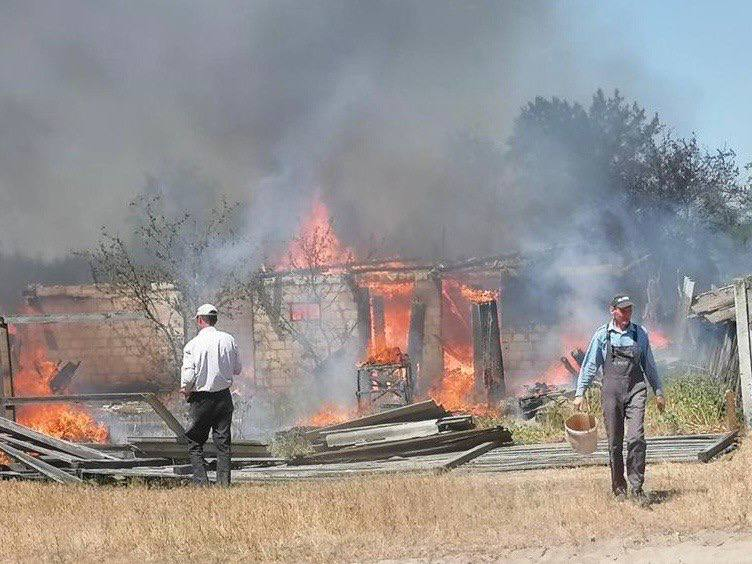
Pożar w prywatnym gospodarstwie w obwodzie kijowskim, w wyniku upadku szczątków zestrzelonego pocisku podczas rosyjskiego zmasowanego ataku rakietowego

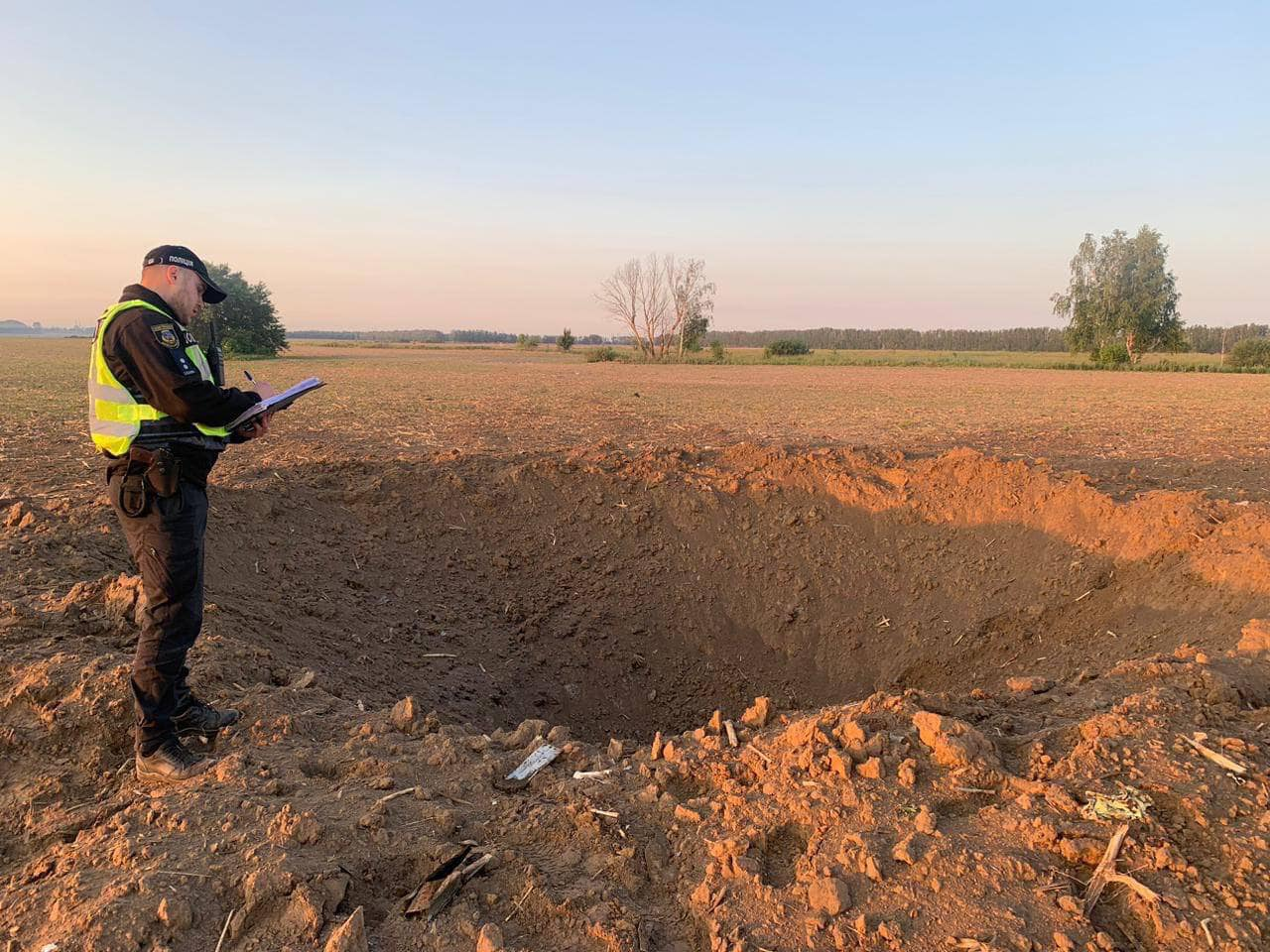
Policja dokumentuje skutki nocnego rosyjskiego ostrzału Ukrainy rakietami i dronami. Prawie wszystkie cele zostały zestrzelone.

SG Ukrainy poinformował, że Rosja atakowała w m.in. w kierunkach Kupiańska i Marjinki, gdzie Ukraińcy odparli 27 ataków. W kierunku kupiańskim siły rosyjskie prowadziły bezskuteczne ataki w rejonie Masiutiwki, Krochmalnego, Nowoseliwskiego i Stelmachiwki. W kierunku marjińskim odparto 12 szturmów w pobliżu Marjinki. W ciągu ostatnich 24h Rosjanie przeprowadzili 62 naloty i 54 ostrzały z systemów rakietowych (odnotowano ofiary wśród cywilów i zniszczoną infrastrukturę). Lotnictwo Ukrainy dokonało trzech nalotów na miejsca koncentracji, natomiast artyleria zaatakowała trzy rejony koncentracji, skład amunicji i trzy stanowiska przeciwlotnicze. Ponadto Rosjanie zintensyfikowali działania rozpoznawcze w rejonie skadowskim, w wyniku czego dokonywali masowych nalotów na domy i mieszkania okolicznych mieszkańców. Sprawdzane były dokumenty osobiste i urządzenia mobilne. W ten sposób władze okupacyjne próbowały zastraszyć miejscową ludność i zidentyfikować tych, którzy pomagają SZ Ukrainy. Ukraina podała, że atak rakietowy Storm Shadow zniszczył pięciopiętrowy budynek, w którym mieścił się przebudowany ośrodek zdrowia i koszary, mieszczące do 650 żołnierzy. Według doniesień zginęło ok. 100 rosyjskich żołnierzy, a ponad 400 zostało rannych.
We wczesnych godzinach porannych Rosja przeprowadziła 15. atak powietrzny w tym miesiącu. W ataku brało udział 35 dronów Shahed 136 i 40 pocisków manewrujących Ch-101/Ch-555. Armia ukraińska podała, że zestrzelono 37 rakiet, 29 dronów i jednego drona rozpoznawczego, w tym 40 celów nad stolicą. Zniszczenia odnotowano w rejonie podilskim, gdzie spadające szczątki uderzyły w „parterową prywatną rezydencję”. Według doniesień szczątki spadły także na budynki w rejonach swiatoszyńskim i hołosijiwskim. Później w ciągu dnia Rosja przeprowadziła kolejny, 16. atak na Kijów. Ukraińskie wojsko poinformowało, że zestrzelono wszystkie 11 pocisków Iskander. Rzecznik Sił Powietrznych Jurij Ihnat powiedział, że użyto także rakiet balistycznych, w tym pocisków S-300 lub S-400. Jedna osoba została ranna. Zaatakowano również bazę lotniczą w Chmielnickim, w wyniku czego pięć samolotów zostało unieruchomionych, gdy pas startowy został uszkodzony. Rosyjska artyleria i helikoptery również przez cały dzień przeprowadzały ataki na miejscowości w obwodzie sumskim. Rosyjskie ministerstwo obrony poinformowało później, że podczas tych ataków uderzono w bazy lotnicze.
W obwodzie donieckim dwóch cywilów zginęło, a ośmiu zostało rannych w wyniku uderzenia bomby lotniczej FAB-250 w stację benzynową Torećku. Jedna osoba została zabita przez rosyjski ostrzał w Kozackim w obwodzie chersońskim. Kolejna osoba zginęła, a dziewięć zostało rannych podczas ostrzału w obwodzie dniepropietrowskim. Siedem osób zostało rannych w wyniku ostrzału w rejonie kupiańskim. Z kolei w rosyjskim obwodzie biełgorodzkim cztery osoby zostały ranne w wyniku ukraińskiego ostrzału osad przygranicznych.
Rzecznik Wschodniego Zgrupowania Serhij Czerewaty podał, że najemnicy Wagnera w Bachmucie nadal byli zastępowani przez regularną armię rosyjską. Dodał, że w ciągu 24h wokół miasta doszło do trzech starć. Rosjanie ostrzelali ukraińskie pozycje 373 razy i przeprowadzili sześć nalotów. W odpowiedzi siły ukraińskie zabiły 155 rosyjskich żołnierzy i zraniły 116.
Duńska premier Mette Frederiksen ogłosiła, że jej rząd zwiększy pomoc wojskową dla Ukrainy o 2,6 miliarda dolarów w latach 2023–2024.
Doradca prezydenta Zełenskiego Mychajło Podolak stwierdził w wywiadzie, że Ukraina wkroczyła w „nową fazę” wojny poprzez nasilenie ataków na rosyjskie linie zaopatrzenia. Wspomniał również, że w różnych sektorach frontu finalizowano przygotowania do głównej kontrofensywy. W tweecie zaproponował utworzenie w Rosji strefy zdemilitaryzowanej 100–120 km od granicy z Ukrainą w ramach powojennej ugody. Według ISW ostatnie zintensyfikowanie nalotów na Kijów, które w ocenie władz rosyjskich miały osłabić ukraińską kontrofensywę, prawdopodobnie przyniesie odwrotny skutek i osłabi zdolności rosyjskiej armii do jej odparcia. Tymczasem siły rosyjskie przeprowadziły ograniczone ataki na północny wschód od Kupiańska i wzdłuż linii Swatowe–Kreminna oraz kontynuowały ograniczone ataki wzdłuż linii Awdijiwka–Donieck, ze szczególnym uwzględnieniem Marjinki. Rosjanie przeprowadzili także ograniczone ataki w zachodnim obwodzie donieckim i rozbudowywali fortyfikacje w Mariupolu. Źródła rosyjskie podały, że siły rosyjskie odparły ukraińskie rozpoznanie bojem w obwodzie zaporoskim.
Według OSW doszło do dalszego spadku aktywności obu stron. W rejonie Bachmutu do starć dochodziło sporadycznie, a Rosjanie każdej doby atakowali pozycje przeciwnika w innym miejscu: w rejonie Chromowego i Iwaniwśkego, w okolicy Orichowo-Wasyliwki oraz Predteczynego na wschodnich obrzeżach Konstantynówki. Siły rosyjskie nieznacznie poszerzyły kontrolowany przez siebie obszar w okolicach Masiutiwki. Rosjanie kontynuowali ataki z wykorzystaniem rakiet i dronów w strefie przyfrontowej. Celem był Kramatorsk, Łypci w obwodzie charkowskim i Olhiwśke w obwodzie zaporoskim. Artyleria wciąż ostrzeliwała tereny wzdłuż linii frontu i przy granicy. Poza rejonami walk głównymi celami były Chersoń, Nikopol i Oczaków. Z kolei armia ukraińska zintensyfikowała ostrzał zaplecza rosyjskie. Codziennie dochodziło do ataków na Berdiańsk, Mariupol i Melitopol.

### 30 maja
Według ukraińskiego Sztabu Rosja koncentrowała się na atakach w kierunkach Kupiańska, Łymanu, Awdijiwki i Marjinki, gdzie odparto 22 ataki. W kierunku kupianskim siły rosyjskie prowadziły nieudane ataki na zachód od Masiutiwki i w pobliżu Nowoseliwskiego. W kierunku łymańskim prowadzono bezskuteczne ataki na południe od Kuzmyn. W kierunkach awdijiwskim i marjińskim prowadzono nieudane ataki w okolicy Siewiernego, Marjinki, Pobiedy i Nowomychajliwki. W ciągu doby Rosjanie przeprowadzili jeden atak rakietowy, 64 naloty i 88 ostrzałów. Lotnictwo ukraińskie dokonało 11 nalotów na miejsca koncentracji i jeden na kompleks rakiet przeciwlotniczych, z kolei artyleria trafiła w trzy punkty kontrolne, rejon koncentracji, cztery jednostki artylerii, kompleks rakiet przeciwlotniczych, trzy magazyny paliw i smarów oraz stację walki radioelektronicznej. SG podał także, że na Krymie rosyjskie władze bezprawnie przejmowały nieruchomości obywateli Ukrainy, którzy nie przyjęli rosyjskiego obywatelstwa. Rosjanie narzucali ludności obywatelstwo rosyjskie na różne sposoby, m.in. w Stanicy Ługańskiej pracownicy jednej z instytucji budżetowych zostali ostrzeżeni, że w czerwcu wynagrodzenie otrzymają tylko te osoby, którzy przerejestrują się do rosyjskiego banku. 
Według ukraińskich urzędników Kijów został zaatakowany przez drony. Ukraińskie Siły Powietrzne stwierdziły, że „od 23:30 do 4:30 rosyjskie wojska zaatakowały Ukrainę 31 irańskimi dronami Shahed-136 i Shahed 131, z których 29 zestrzelono, prawie wszystkie w pobliżu stolicy i na niebie nad Kijowem”. W wyniku ataku jedna osoba zginęła, a cztery zostały ranne. W rejonie hołosijiwskim wysoki budynek został uszkodzony przez szczątki drona, które wywołały pożar; odnotowano także uszkodzenia budynków i samochodów z powodu spadających fragmentów bezzałogowców w różnych częściach miasta.
Według rosyjskiego Ministerstwa Obrony Moskwa została zaatakowana przez co najmniej osiem dronów, powodując niewielkie uszkodzenia kilku budynków. Nad trzema stracono kontrolę z powodu wojny elektronicznej, a pozostałe pięć zostało zestrzelone przez system Pancyr-S1. Mer Moskwy Siergiej Sobianin powiedział, że „dwie osoby szukały pomocy medycznej”.  Rosyjskie informacje o dronach używanych przez Ukrainę i dronach zestrzelonych przez obronę przeciwlotniczą różniły się. Według gubernatora obwodu moskiewskiego Andrieja Worobowa, na przedmieściach Moskwy zniszczono od 4 do 10 dronów. Rosja oskarżyła Ukrainę o odpowiedzialność za atak, jednak ukraiński urzędnik zaprzeczył temu, stwierdzając jednak, że jego kraj był „zadowolony” z nalotu. Jedna osoba zginęła, a dwie inne zostały ranne w rzekomym ukraińskim ostrzale ośrodka dla przesiedleńców w obwodzie biełgorodzkim.
W opinii ISW Putin próbował bagatelizować znaczenie ataku dronów na Moskwę, aby uniknąć ujawnienia ograniczonych możliwości odwetu. Według ekspertów, Rosjanie próbowali także ukryć straty swoich sił na froncie przez zawyżanie rzekomych strat sprzętowych Ukrainy do „absurdalnego” poziomu. Tymczasem siły rosyjskie przeprowadziły ograniczone ataki na północny wschód od Kupiańska i północny zachód od Swatowego, a rosyjskie źródła podały, że przeprowadzono atak na południe od Kreminnej. Rosjanie zrobili niewielkie postępy na linii Awdijiwka–Donieck, z kolei na południu kraju nie przeprowadzili żadnych potwierdzonych ataków. Brytyjskie MON podało, że w maju Rosja przeprowadziła 20 ataków rakietowych i dronów na Ukrainę, ale odniosła niewielki sukces w realizacji swoich celów, którymi były zneutralizowanie obrony przeciwlotniczej i zniszczenie ukraińskich sił mających przeprowadzić kontratak, z kolei na lądzie przesunęła siły, aby zareagować na ataki partyzanckie w zachodniej Rosji. Rosyjscy dowódcy próbowali wygenerować siły rezerwowe i rozmieścić je tam, gdzie nastąpi ukraińska kontrofensywa, ale ten plan został osłabiony przez konieczność wysłania wojsk do wypełnienia luk na linii frontu wokół Bachmutu. 
Rosyjski premier Michaił Miszustin powiedział, że ok. 1,5 miliona osób mieszkających na terytoriach ukraińskich zaanektowanych przez Rosję w 2022 roku otrzymało rosyjskie paszporty oraz dodał, że ok. 1,6 miliona mieszkańców otrzymywało emerytury, a ok. 1,5 miliona otrzymywało świadczenia socjalne.

### 31 maja
Sztab Ukrainy poinformował, że Rosjanie skupiali się na atakach w kierunkach Kupiańska, Łymanu, Bachmutu i Marjinki, gdzie Ukraińcy odparli 21 ataków. W kierunku kupiańskim siły rosyjskie prowadziły nieskuteczne ataki na zachód od Masiutiwki oraz w pobliżu Nowoseliwskiego i Stelmachiwki. W kierunku łymańskim prowadzono nieudane ataki na południe od Biłohoriwki. W kierunku bachmuckim prowadzono nieudane ataki okolicy Orichowo-Wasyliwki i Biłej Hory. W kierunku marjińskim odparto liczne ataki w rejonie Marjinki. W ciągu 24h Rosja przeprowadziła trzy ataki rakietowe, 29 nalotów i 49 ostrzałów na pozycje ukraińskie i obszary zaludnione (odnotowano ofiary wśród cywilów i zniszczoną infrastrukturę). Ukraińskie lotnictwo dokonało 15 nalotów na miejsca koncentracji i dwa na przeciwlotnicze systemy rakietowe, a artyleria zniszczyła stanowisko dowodzenia, oddział artylerii, dwa składy amunicji i dwie stacje walki radioelektronicznej. Ponadto mimo licznych apeli ze strony MAEA i światowych przywódców Rosjanie nadal przekształcali Enerhodar w wojskową bazę logistyczną, m.in. fabryka „Sprzętu Niestandardowego i Rurociągów” była wykorzystywana do naprawy sprzętu wojskowego, a fabryka „Konstrukcji Specjalnych” i „Zakład Budowy Domów” zostały zmienione w magazyny sprzętu wojskowego, broni i amunicji. Sztab i wywiad wojskowy poinformowały, że w Kursku i Rostowie nad Donem powstawały wielkie składowiska ciał żołnierzy rosyjskich, którzy polegli podczas inwazji na Ukrainę. W obiektach o powierzchni ok. 4 tys. m² znajdą się m.in. pomieszczenia do przeprowadzania czynności śledczych, komory chłodnicze na 1 tys. miejsc, magazyny z trumnami i akcesoriami pogrzebowymi oraz sale pożegnań. Według Ukrainy „Rosja nie jest już w stanie ukryć ogromnych strat swojej armii”.
Prezydent Wołodymyr Zełenski powiedział, że wziął udział w spotkaniu Kwatery Głównej Naczelnego Wodza w Odessie. Na spotkaniu dowódca Wojsk Lądowych Ołeksandr Syrski poinformował, że armii ukraińskiej udało się ustabilizować sytuację w Chortycy. Według dowódcy 135. batalionu Obrony Terytorialnej Ihora Szepetina w Bachmucie i w jego okolicach oddziały Grupy Wagnera były wycofywane, a na ich miejsce przysyłane rosyjskie oddziały powietrznodesantowe i zmotoryzowane. Wpływało to na intensywność działań bojowych. Według ISW siły rosyjskie próbowały zająć Chromowe na zachód od Bachmutu, aby stworzyć dogodne warunki do dalszych działań w kierunku Kramatorska. Tymczasem Rosjanie przeprowadzili ataki na północny zachód od Swatowego i na południe od Kreminnej oraz ograniczone ataki wokół Bachmutu i wzdłuż linii Awdijiwka–Donieck. Siły rosyjskie nadal koncentrowały się na południowej Ukrainie.
Jedna osoba zginęła w wyniku rosyjskiego ostrzału w rejonie wołczańskim oraz trzy osoby, w tym dwoje dzieci, zostało rannych w wyniku rosyjskiego ostrzału w obwodzie chersońskim. Kolejna osoba zginęła w rosyjskim ostrzale obwodu donieckiego. Urzędnicy ŁRL stwierdzili, że pięć osób zginęło, a 19 zostało rannych po tym, jak ukraińska artyleria uderzyła w fermę drobiu we wsi Karpaty. Państwowa Służba Graniczna Ukrainy poinformowała, że wojska rosyjskie wysadziły w powietrze drogę łączącą obwód czernihowski z obwodem briańskim, mówiąc, że incydent miał miejsce na trójstyku między Ukrainą, Rosją i Białorusią.
Rosyjskie Ministerstwo Obrony ogłosiło, że siły rosyjskie odepchnęły Ukraińców pod Krasnochoriwką i Jasynuwatą, a walki toczyły się w pobliskiej Awdijiwce. Później rosyjskie MON podało, że w wyniku uderzenia z broni precyzyjnej na nabrzeże portu w Odessie zniszczono „ostatni okręt” ukraińskiej marynarki wojennej Jurij Olefirenko; rzecznik ukraińskiej marynarki wojennej Oleg Chalyk odmówił komentarza. Przedstawiciele SZ Ukrainy oświadczyli, że w wyniku potężnych nalotów na port w Odessie uszkodzona została infrastruktura, wybuchły pożary, a stopień zniszczeń był ustalany. W rafinerii w Afipskij w Kraju Krasnodarskim wybuchł pożar. Gubernator Wieniamin Kondratjew obwinił o pożar ukraiński atak drona. Pożar został ugaszony z minimalnymi szkodami i bez ofiar. Podano także, że inny dron rozbił się w rafinerii w Ilsky. Gubernator obwodu biełgorodzkiego ogłosił rozpoczęcie ewakuacji dzieci z obszarów dotkniętych ostrzałem ukraińskim, mówiąc, że 300 dzieci zostanie wywiezionych do Woroneża, oddalonego o ok. 250 km, a kolejne 1000 dzieci zostanie ewakuowanych do innych regionów w nadchodzących dniach. Powiedział również, że Ukraina ostrzeliwała dwie miejscowości graniczne, raniąc cztery osoby.
Premier Denys Szmyhal powiedział, że Ukraina otrzymała od Stanów Zjednoczonych 1,25 miliarda dolarów w ramach projektu Wydatków Publicznych na Trwałość Wydolności Administracyjnej (PEACE) Banku Światowego, stwierdzając, że fundusze te zostaną „wykorzystane na wsparcie budżetu państwa, zwłaszcza na cele socjalne” oraz wydatki na pomoc humanitarną”. Ponadto Stany Zjednoczone zapowiedziały kolejny pakiet pomocy wojskowej dla Ukrainy o wartości 300 milionów dolarów, który będzie obejmował m.in. dodatkowe uzbrojenie do systemów MIM-104 Patriot, pociski AIM-7 Sparrow, systemy M1097 Avenger i FIM-92 Stinger, amunicję do M142 HIMARS, pociski artyleryjskie 155 mm i 105 mm oraz amunicję czołgową 105 mm.
The Times podał, że Legion Wolność Rosji rekrutował tysiące Rosjan do ataku na Moskwę. Dowódca Legionu, Cezar, ujawnił, że bojownicy mieli tysiące kandydatów czekających na dołączenie do ich szeregów i będą kontynuować najazd na granicę, dopóki ich siły nie będą wystarczająco duże, aby zaatakować stolicę Rosji. Dziennik zauważył, że rajd na terytorium FR w zeszłym tygodniu stał się pierwszą zbrojną „inwazją” na Rosję od czasu starć granicznych między wojskami sowieckimi i chińskimi w 1969 roku.